# Costa Rica
Costa Rica, oficialmente República de Costa Rica, es un Estado soberano organizado como una república presidencialista unitaria compuesta por 7 provincias. Ubicado en Centroamérica, posee un territorio con un área total de 51 179 km². Limita con Nicaragua al norte, el mar Caribe al este, Panamá al sureste y el océano Pacífico al oeste. En cuanto a los bordes marítimos, colinda con Nicaragua, Colombia, Panamá y Ecuador. Cuenta con 5 501362 habitantes. Su capital, centro político y económico es San José, y su idioma oficial es el español. Su punto más austral es la Isla del Coco. 
Con una democracia sólida y longeva —reconocida entre las más funcionales del planeta— y una notable capacidad de movilidad social que impulsa un alto nivel de progreso en comparación con la distribución y tamaño de su economía, Costa Rica se ubica como el quincuagésimo país más rico del mundo, según datos del Fondo Monetario Internacional, y figura entre las naciones más estables de América a nivel sociopolítico y económico.
Desde hace varias décadas, el país registra resultados consistentemente favorables en todos los índices de desarrollo y competitividad. A ello se suma su compromiso con políticas ambientales de vanguardia, y su condición de nación desmilitarizada por voluntad propia desde 1948. De acuerdo con el Instituto Legatum, Costa Rica mantiene un elevado nivel de prosperidad y ha sido considerada la sociedad más feliz del planeta, durante más de 10 años, según la New Economics Foundation.
De forma paralela, el país actualmente afronta importantes retos en su desarrollo relacionados con su desgastada infraestructura vial y de transporte, las cuales presentan una complicada capacidad para mejorar a corto plazo; el déficit fiscal, la sostenibilidad y eficacia de su Estado benefactor, el estancamiento en el combate a la pobreza, la tendencia al alza en sus tasas de delincuencia, desempleo y desigualdad; así como profundos problemas ecológicos relacionados con prácticas agrícolas nocivas, mala gestión de residuos y contaminación de cuerpos de agua.

## Toponimia
El nombre «Costa Rica» para designar al territorio nacional apareció por primera vez en una cédula real fechada el 17 de diciembre de 1539 y enviada a la Audiencia de Panamá en 1543, en la que el rey español Carlos V otorgó un permiso especial a Diego Gutiérrez y Toledo para que realizase la conquista y colonización del territorio costarricense, que en adelante se denominó «Nuevo Cartago y Costa Rica».
Acerca del porqué de este término, se han planteado dos hipótesis. La primera y más difundida es que este se encuentra en el arribo colombino al país. Cristóbal Colón llegó al actual territorio costarricense el 25 de septiembre de 1502, en su cuarto viaje. Impresionado por la abundancia de la joyería y por los adornos de oro de los indígenas, Colón pensó que en estas tierras existían muchas riquezas. En los diarios escritos por Colón a los Reyes Católicos de España, describe en el territorio existía mucho oro, tema que recalcó en el documento 9, recopilado en el Libro copiador de Colón, llamado Carta de Jamaica. En dicho documento, Colón anota en su visita a la tierra de Cariay (actual Limón):

Llegué a tierra de Cariay, adonde me detuve á remediar los navíos y bastimentos, y dar aliento á la gente, que venía muy enferma. Yo que, como dije, había llegado muchas veces á la muerte, allí supe de las minas del oro de la provincia de Ciamba, que yo buscaba. Dos indios me llevaron á Carambaru, adonde la gente anda desnuda y al cuello un espejo de oro, mas no le querían vender ni dar á trueque. Nombrándome muchos lugares en la costa de la mar, adonde decían que había oro y minas; el postrero era Veragua...

Luego, más adelante:

... allí dicen que hay infinito oro, y que traen corales en las cabezas, manillas a los pies y á los brazos dello, y bien gordas; y de él, sillas, arcas y mesas las guarnecen y enforran. También dijeron que las mujeres de allí traían collares colgados de la cabeza á las espaldas.

Y finalmente:

... y es que yo vide en esta tierra de Veragua, la mayor señal de oro en dos días primeros que en la Española en cuatro años,...

Este importante hecho pudo influir en la posterior atribución del nombre de «Costa Rica» entre los exploradores españoles que ingresaron al territorio años después, para diferenciarla de la región de Veragua. Esa fama sobre las supuestas riquezas del país fue lo que impulsó a los aventureros a emprender otras exploraciones y sirvió de polo de atracción para los colonizadores e inmigrantes europeos. Se cree que para esa época, el nombre de Costa Rica se había difundido entre los exploradores españoles para designar el hasta ese momento inexpugnable territorio, basándose en lo expresado por Colón acerca de él.
La segunda hipótesis fue propuesta por parte de Dionisio Cabal Antillón, cuya premisa era que Costa Rica era la castellanización de una palabra indígena de origen huetar (a la llegada de los españoles, el grupo autóctono más numeroso del país) con que este pueblo designaba al país o a un asentamiento importante dentro de él. Según Cabal, Costa Rica derivaría de un huetarismo (un vocablo indígena), posiblemente Coquerrica, Coquerrique o Cotaquerrique, y que los españoles simplificaron bajo el término Costarrica, es decir, los españoles pronunciaban de esa forma, en su idioma, el nombre que los indígenas ya daban a su propio país, en forma similar como ocurrió con otros países americanos, como México (México-Tenochtitlan), Nicaragua (Nicarao) o Chile (Chili). Para sostener su hipótesis, Cabal sostenía que el caso de «Costarrica», con doble erre y en una sola palabra, era el mismo de otros topónimos huetares que se usan actualmente en el país: Tucurrique, Turrialba, Turrujal, Suerre, Siquirres, Curridabat, Aserrí, Ujarrás, y palabras de uso cotidiano como turruja, yigüirro, yurro, curré, etc. No obstante, esta hipótesis ha sido considerada poco probable por no tener ningún fundamento lingüístico ni histórico en la cual basarse.

## Historia

### Tiempos prehispánicos
La evidencia más antigua de ocupaciones humanas en Costa Rica se asocia a la llegada de grupos de cazadores-recolectores alrededor de 12.200 años, con el hallazgo en el cantón de Siquirres de 66 asentamientos humanos, en donde se recuperaron elementos funerarios, petroglifos, basamentos de viviendas, calzadas, herramientas de piedra, alfarería, los cuales datan del Paleoíndio y que corresponden a la etnia cabécar, constituyéndose en el sitio arqueológico más antiguo de Centroamérica. De 10 000 a 7000 años a. C. datan antiguas evidencias arqueológicas (fabricación de herramientas de piedra) localizadas en el Valle de Turrialba, con presencia de puntas de lanza tipo Clovis (norteamericana) y cola de pez (sudamericana). La agricultura incipiente aparece hacia 5000 a. C., principalmente dada por tubérculos y raíces. Para el primer y segundo milenios a. C. ya existían comunidades agrícolas sedentarias, pequeñas y dispersas. Hacia 2000-3000 a. C., aparece el uso más antiguo que se conoce de la cerámica, con fragmentos de ollas, vasijas cilíndricas, platones, tecomates y otras formas de vasijas, decoradas con técnicas como incisos o acanaladuras, estampados y modelados.
Entre 300 a. C. y 500 d. C. hay un cambio de una organización tribal a una sociedad cacical, con la construcción de basamentos con cantos rodados, montículos, hornos, pozos de almacenamiento, y estatuaria. El maíz llega a consolidarse como el cultivo principal en algunas regiones, mientras que en otras se da un sistema mixto, además del uso de recursos costeros (pesca) y cacería. En este periodo aparece la producción y uso de artefactos de jade y otras piedras verdes, metates ceremoniales, remates de piedra para bastones y cerámicas especiales, se inicia el uso de objetos de metal (cobre y oro). Los llamados metates trípodes de panel colgante son una manifestación sobresaliente y única del arte precolombino costarricense, decorados con elementos animales y humanos. Su manufactura se inicia en la parte tardía de este periodo (0-500 a. C.). Entre 300 y 800 d. C. aparecen los primeros cacicazgos complejos, con presencia de aldeas grandes y obras de infraestructura (basamentos, calzadas y montículos funerarios). Hay jerarquización de asentamientos, con aldeas principales y poblados secundarios, formación de linajes de poder hereditario y especialización de labores, con aparición de un cacique en la aldea principal y caciques secundarios en aldeas subordinadas.
A partir de 800 d. C. y hasta la llegada de los españoles en el siglo XVI, se presentó un incremento en el tamaño y complejidad del diseño interno de las aldeas, y las diferencias regionales se acentuaron. La presencia de numerosos cementerios, simples y complejos, obras de infraestructura masivas, diversidad de bienes domésticos y suntuarios, desarrollo de orfebrería, intercambio regional y conflictos entre cacicazgos por territorios y recursos son elementos característicos de esta época. La jerarquización social incluye individuos principales como el cacique y el chamán, y el pueblo común formado por artesanos y agricultores. El oro substituyó al jade como símbolo de rango, en especial en las regiones Central y Diquís. En la región del Valle del Díquis, se fabrican las esferas de piedra distintivas de la región, en el delta de los ríos Térraba y Sierpe, las cuales se postula que fueron utilizadas como símbolo de rango y marcadores territoriales. Otras obras de piedra incluyen figuras de bulto de formas humanas y animales, metates en forma de jaguar y estatuas antropomorfas. Las zonas central, sur y atlántica del país tuvieron influencia sudamericana, debido a la presencia de grupos que hablan lenguas chibchas. La actual provincia de Guanacaste se convirtió en la frontera sur de Mesoamérica con la llegada de los chorotegas para el periodo comprendido entre los años 900 al 1000 d. C. Los asentamientos humanos en la Costa Rica prehispánica cumplieron una función de puente cultural entre el Sur y el Norte del continente, y la orfebrería y la artesanía policromada en barro, tuvieron un amplio desarrollo y bellísimos resultados.

### Exploración y conquista -sigloXVI

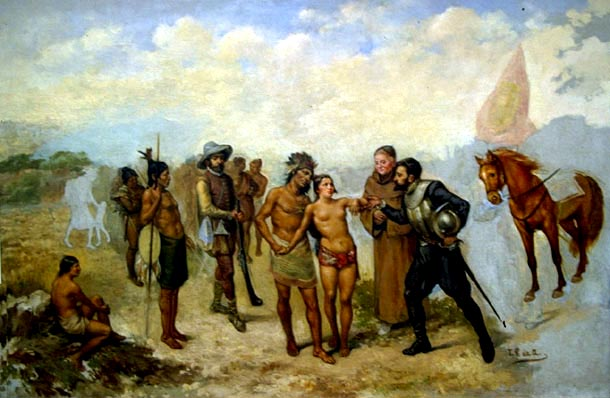
La conquista de Costa Rica fue un proceso lento y dividido en dos etapas, que se prolongó por casi tres cuartos de siglo a causa de diversos factores. En la imagen, «El rescate de Dulcehe», de Tomás Povedano.

Cristóbal Colón llegó a la costa atlántica de Costa Rica el 25 de septiembre de 1502, en su cuarto viaje, visitando la isla Uvita (llamada Quiribrí por los indígenas y bautizada La Huerta por Colón), y el poblado de Cariay. Según los diarios escritos por Colón, en el territorio existía mucho oro, lo que impulsó a los aventureros a emprender otras exploraciones y sirvió de polo de atracción para los colonizadores. A las expediciones iniciales de Diego de Nicuesa y Alonso de Ojeda sobre el litoral atlántico, siguió la de Vasco Núñez de Balboa, quien descubrió el océano Pacífico en 1513 luego de atravesar el istmo de Panamá. En 1519, Gaspar de Espinosa junto a Juan de Castañeda, Alonso Martín de Don Benito y Hernán Ponce de León descubrieron el golfo Dulce y el golfo de Nicoya. Gil González Dávila recorrió el litoral Pacífico costarricense, arribó a Nicoya y continuó hacia Nicaragua, donde fue obsequiado ricamente por el cacique Nicarao.
Las riquezas encontradas por González Dávila hicieron que el gobernador de Panamá, Pedrarias Dávila, enviara una misión al mando de Francisco Hernández de Córdoba, quien bordeando el litoral Pacífico desembarcó en el río Grande de Tárcoles y fundó la Villa de Bruselas en 1524, siendo esta la primera población hispana en territorio costarricense. En 1534 Felipe Gutiérrez obtuvo permiso para conquistar la Gobernación de Veragua y en 1538, Hernán Sánchez de Badajoz se convirtió en adelantado y mariscal de Costa Rica, fundó la efímera ciudad de Badajoz en Talamanca y el puerto de San Marcos. En 1540, Diego de Gutiérrez recorrió el litoral caribeño hasta llegar al río San Juan. Fundó las poblaciones de Santiago y San Francisco en el territorio de Cartago. Apresó luego a los caciques Camaquire y Cocorí para pedir recompensa (a pesar de que fue bien recibido por los aborígenes), y tras internarse en las llanuras de Santa Clara para salir a la Cordillera Central, fue emboscado y murió. Tras esto, no hubo más expediciones al país por un lapso de diez años.
En enero de 1561, Juan de Cavallón recorrió Nicoya y entró en el Valle Central, donde fundó Castillo de Garcimuñoz, la primera población del Valle Central. A Juan de Cavallón se le considera como el primer conquistador ibérico de Costa Rica, si bien no pudo ejercer un control absoluto de la población indígena y se vio envuelto en una lucha contra el cacique Garabito, rey de los huetares, para poder adquirir víveres. El reino de Garabito se extendía desde el río Virilla hasta las costas del Pacífico (Jacó y Tilarán) y desde la cordillera Volcánica Central hasta el río San Juan, y su influencia en el país era enorme, aun entre sus enemigos los chorotegas, que controlaban Nicoya. Garabito, símbolo de la resistencia huetar, no se enfrentó abiertamente a los españoles, sino que usó tácticas de guerrilla, con emboscadas e incursiones rápidas en los campamentos y las poblaciones españolas.
En 1562, Juan Vázquez de Coronado recorrió los cuatro costados del territorio costarricense y participó en dos expediciones, la primera, penetrando en Nicoya desde Nicaragua, hasta Garcimuñoz, luego Quepos y Coto, en el Pacífico Central. Fue nombrado alcalde mayor de Costa Rica y Nueva Cartago ese año. En la segunda expedición, recorrió la desembocadura del río Grande de Térraba hasta la cordillera de Talamanca, llegó a las llanuras del Caribe y luego a Garcimuñoz, la cual trasladó al Valle del Guarco en 1564 y renombró como Cartago. A Vázquez de Coronado se le conoce como el verdadero conquistador de Costa Rica por el papel pacificador que desempeñó al lado de los indígenas, ganándose su confianza y adhesión, empleando el diálogo en lugar de la violencia y entablando amistad entre españoles y aborígenes, además de que fue el que tuvo un mayor conocimiento del territorio costarricense. Más tarde, fue nombrado gobernador y adelantado de la provincia de Costa Rica, pero no asumió el cargo al morir en el naufragio de su nave en 1565. Con su ausencia, los soldados españoles iniciaron la represión de los indígenas, que se alzaron en todo el país y sitiaron Cartago en 1566, por lo que se nombró a un nuevo gobernador, Perafán de Rivera, quien liberó Cartago en 1568, y un año después, sometió a encomienda a los indígenas y repartió la tierra entre los conquistadores, iniciando de este modo el periodo colonial.

### Período virreinal (1573-1821)
Costa Rica fue desde 1574 la dependencia más austral de la Capitanía General de Guatemala, parte del Virreinato de Nueva España, situación en la que permaneció hasta su independencia. La lejanía de la ciudad de Guatemala, el reducido número de oficiales del gobierno y de representantes de la Iglesia, y su carencia de riquezas agrícolas o mineras, provocaron que se encontrara en total abandono por parte de las autoridades españolas, lo cual facilitó que se desarrollara con mucha mayor autonomía que otras provincias de Centroamérica. El interés relativo que mostraron los colonizadores ibéricos hacia esta región modificó algunas de las situaciones características que se dieron en otras naciones, dotando a Costa Rica de algunas peculiaridades. Algunos estudiosos sostienen que parte de la idiosincrasia nacional se formó durante esta época virreinal, en donde las privaciones de tipo material eran el común para todos y al no haber una fuerte mano de obra indígena y africana, tanto el gobernador provincial como el más humilde de los campesinos, esclavos y amerindios, tenían que velar cada cual por su sustento y por el de sus familias, creándose así una sociedad más igualitaria y menos regida por castas. Otros estudios demuestran que en la Costa Rica colonial, y sobre todo, a partir del siglo XVII, se empezó a cimentar una marcada diferenciación social, con una élite comercial y terrateniente que manejaba a antojo los hilos de la economía y la política interna.

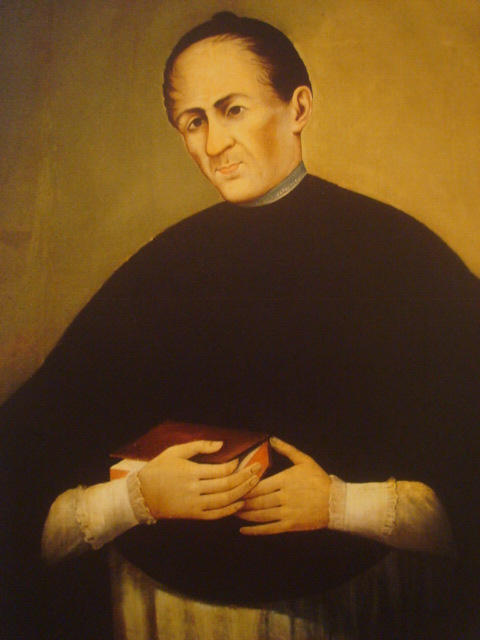
Reproducción de una pintura del presbítero Florencio del Castillo, diputado por Costa Rica y Nicoya en las Cortes de Cádiz en 1812, realizada en 1832 por Francisco López. Ubicada en la Universidad Benito Juárez, Oaxaca, México.

Con el fin de concentrar a una población cada vez más dispersa, las autoridades civiles y eclesiásticas ordenaron la fundación de iglesias, oratorios y parroquias en el Valle Central: Villa Vieja (1707, actual Heredia); Villa Nueva de la Boca del Monte (1738, actual San José); Villa Hermosa (1782, actual Alajuela). En el Pacífico, Esparza (Costa Rica) fue la ciudad más importante, que se fue despoblando por los ataques piratas, por lo que mucha población se trasladó hacia el valle de Bagaces, dando lugar a la población de Cañas en 1751. Hacia la segunda mitad del siglo XVIII, se inició la actividad en el puerto de Puntarenas, principalmente para comerciar tabaco, pero no fue declarado oficialmente puerto hasta 1814. En Nicoya, la actividad ganadera con Nicaragua permitió una fuerte influencia de esa provincia en toda la región hasta el valle del Tempisque, la cual, sin embargo, contaba con una población dispersa, por lo que en 1769 se fundó una ermita en un importante cruce de caminos, que dio lugar a la ciudad de Liberia.
En 1812, siendo gobernador Tomás de Acosta y Hurtado de Mendoza, se nombra al presbítero Florencio del Castillo como diputado a las Cortes de Cádiz por la provincia de Costa Rica y el Partido de Nicoya, esto por la exigua población de ambas dependencias como para nombrar un representante cada uno. Durante este periodo, se introduce el café en el Valle Central, el cual será vital para el futuro desarrollo del estado luego de la independencia.

### Independencia y República: Estado Patriarcal (1821-1848)

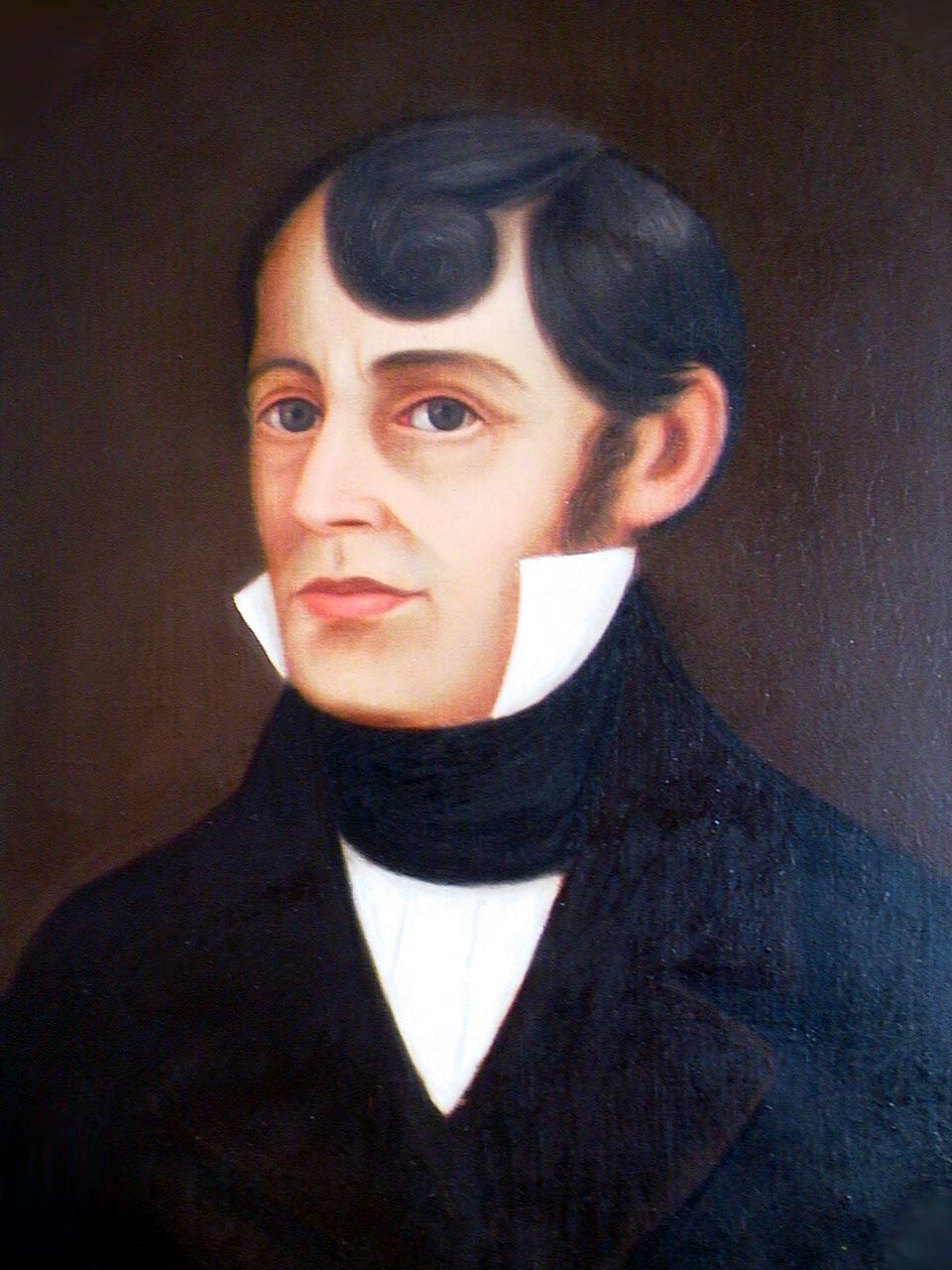
Juan Mora Fernández, primer jefe de Estado. De su tino como gobernante responde el periodo de tranquilidad y progreso que caracterizaron a Costa Rica entre 1824 y 1833.

Costa Rica se independizó del Imperio español el 15 de septiembre de 1821, junto al resto de la Capitanía General de Guatemala. Después de recibir el pronunciamiento de la ciudad de León, establecido en el «Acta de los Nublados» el ayuntamiento de Cartago emitió el acta del 29 de octubre, declaró la independencia y, el 1 de diciembre, una Junta de Legados promulgó el Pacto de Concordia, la primera Constitución, en la que constituyó su propia forma de gobierno, a cargo de una Junta Superior Gubernativa, se reconocieron los derechos civiles de los habitantes, se abolió la esclavitud y se proclamó la libertad de comercio. Costa Rica formó parte de la República Federal de Centroamérica (1823), pero su participación (1823-1842) fue bastante marginal. Costa Rica buscó solucionar sus problemas por sí misma: para 1825, contaba con su propia moneda, jefe de Estado, Asamblea Legislativa y Corte Suprema de Justicia. Entre 1825 y 1833, mientras la República Federal se debate en la anarquía política y la guerra civil (1826-1829), Costa Rica vive un periodo de relativa estabilidad política. El Estado ganó territorio con la anexión del Partido de Nicoya al país, el 25 de julio de 1824, pero también perdió con la ocupación de Bocas del Toro de 1836 por la República de la Nueva Granada.

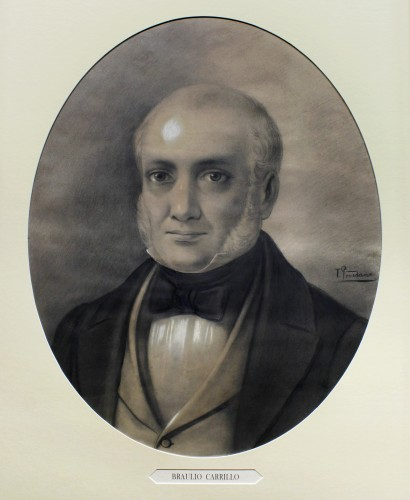
Braulio Carrillo Colina. Por su obra monumental, se le reconoce como el «Arquitecto del Estado Costarricense»

El 3 de marzo de 1823, se formó el primer Congreso con diputados de las cuatro ciudades principales del Valle Central. Los localismos llevaron a un enfrentamiento por el poder entre las ciudades conservadoras de Cartago y Heredia, partidarias de unirse al Primer Imperio Mexicano, y las ciudades liberales y republicanas de San José y Alajuela. La batalla de Ochomogo (5 de abril de 1823) resultó en la victoria de los republicanos, dirigidos por Gregorio José Ramírez, y el traslado de la capital a San José. Ramírez devolvió el poder a los pocos días, y se nombró una nueva Junta Gubernativa que gobernó hasta 1824, año en que se nombró al primer jefe de Estado, Juan Mora Fernández (1824-1833), josefino liberal con amplia experiencia administrativa, bajo cuyo gobierno se introdujo la imprenta, se estableció la primera casa de moneda y se reorganizó la Casa de Enseñanza de Santo Tomás, considerada la primera universidad de Costa Rica; se promulgó una nueva constitución, la Ley Fundamental del Estado Libre de Costa Rica (1825), así como la Ley Aprilia, que daba autonomía al país dentro de la República Federal.

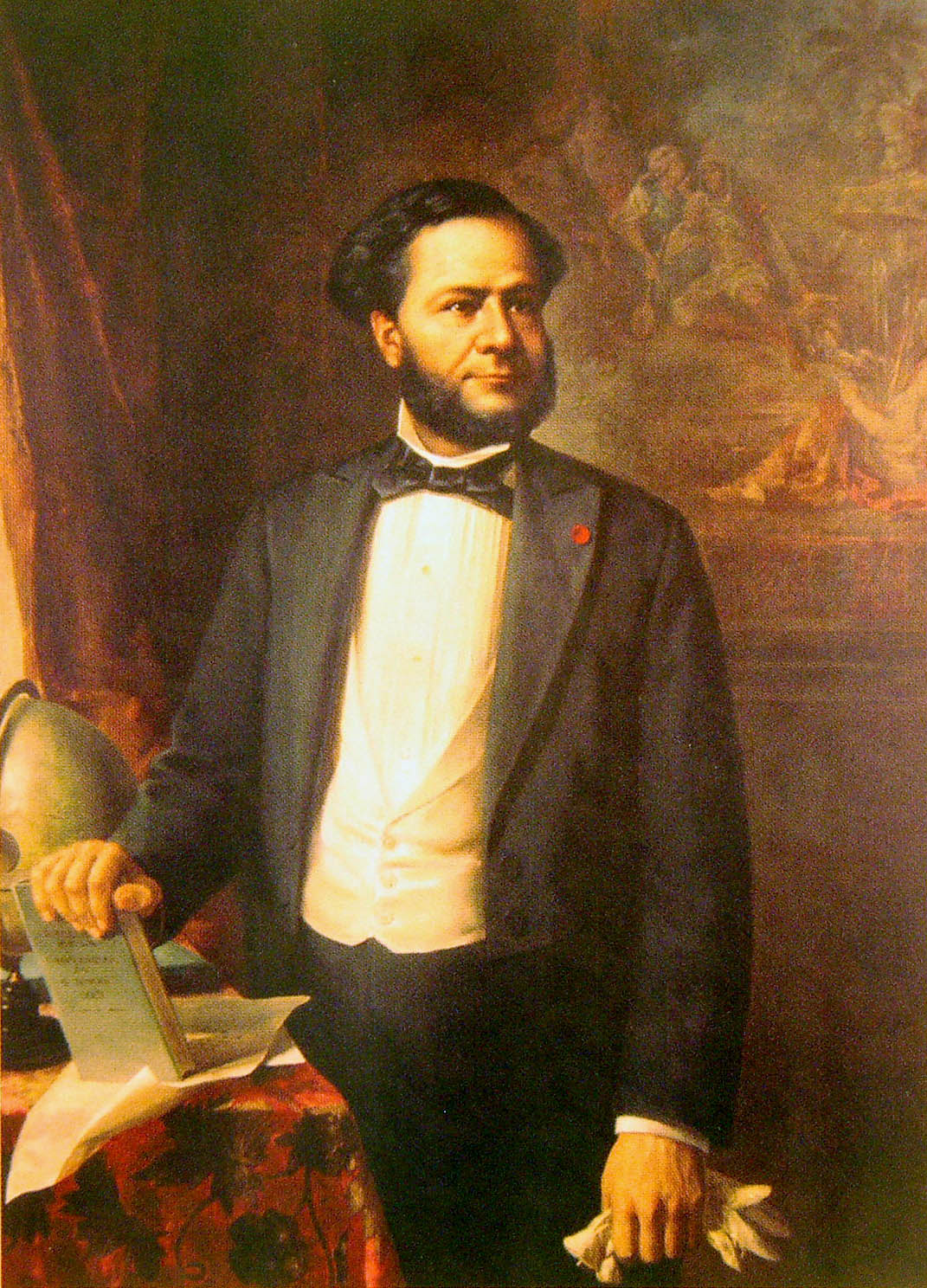
José María Castro Madriz, primer presidente y fundador de la república.

A Mora le sucedió José Rafael de Gallegos en 1833, en cuyo gobierno entró en vigencia la Ley de la Ambulancia, que rotaba la capital del país entre las cuatro principales ciudades del Valle Central. Esta ley fue derogada por su sucesor, Braulio Carrillo (1835-1837, 1838-1842), lo que detonó la Guerra de la Liga, la segunda guerra civil de Costa Rica, en la que la victoria josefina afianzó a la ciudad como capital. Carrillo impuso el orden del país: fortaleció las instituciones públicas, creó el pago de impuestos, impulsó el cultivo del café, promulgó la Ley Contra la Vagancia y el respeto a las autoridades. Derrotado por Manuel Aguilar Chacón en las elecciones de 1837, Carrillo lo derrocó en 1838. En su segundo mandato, estableció códigos en materia penal, civil y de procedimientos, fundamentales para el país, y promulgó el Decreto de Bases y Garantías, en el cual se proclamó Jefe Vitalicio. El 15 de noviembre de 1838 separó al país de manera definitiva de la República Federal y lo proclamó estado libre, soberano e independiente. En 1842, los adversarios políticos de Carrillo convocaron al país a Francisco Morazán, quien lo derrocó. Morazán intentó usar a Costa Rica como base militar para reconstruir la República Federal, disuelta en 1839, por lo que fue depuesto y fusilado en San José el 15 de septiembre de 1842. Le sucedió José María Alfaro (1842-1844, 1846-1847), y tras él Francisco María Oreamuno (1844-1846), primer jefe de Estado electo por sufragio directo.
En 1847 fue elegido José María Castro Madriz (1847-1849, 1866-1868), doctor en leyes que llegó a ocupar la presidencia de los tres poderes de la República. Hombre culto, propició la educación de la mujer, la libertad de prensa y la gestión para crear la primera diócesis en Costa Rica en 1850, con monseñor Anselmo Llorente y Lafuente como el primer obispo de Costa Rica. El 31 de agosto de 1848 promulgó una nueva constitución en la que declaró a Costa Rica como nación soberana e independiente, de cualquier otro estado, nombrándola definitivamente como República de Costa Rica. El 29 de septiembre de 1848 dotó al país de la primera bandera tricolor, obra de su esposa, Pacífica Fernández, y las bases del actual escudo. La Constitución de 1848 estableció un Poder Ejecutivo fuerte frente al Legislativo, permitiendo al país agilidad para nombrar funcionarios públicos, acelerando la centralización del poder y abriendo camino al país para su conversión hacia un Estado moderno.

### Estado Oligárquico (1840-1870)
En 1849 ascendió al poder Juan Rafael Mora Porras (1849-1859), bajo cuya administración el país presentó un gran auge económico y social, secundario al establecimiento de un modelo agroexportador basado en el café, lo que permitió la formación y fortalecimiento de una oligarquía cafetalera de gran influencia sobre los asuntos del estado. La bonanza económica permitió que se importaran nuevas tecnologías, se abrieran vías de comunicación, se mejoraran los caminos y puertos y se fortaleciera el poder central del Estado, eliminándose los localismos. Durante este período se modernizaron las fuerzas armadas y se construyeron importantes obras de infraestructura pública, como el Palacio Nacional, el Hospital San Juan de Dios, el edificio de la Universidad de Santo Tomás, la primera Facultad de Medicina, el primer banco nacional, el primer teatro y la Fábrica Nacional de Licores. Es también cuando se dio por concluida la delimitación de la frontera con Nicaragua mediante el Tratado Cañas-Jerez y se compuso la música del actual Himno Nacional, obra de Manuel María Gutiérrez Flores.

#### Campaña Nacional de 1856 - 1857
La mayor amenaza a la estabilidad política y cultural del país se vivió durante el ascenso al poder en la vecina Nicaragua del filibustero estadounidense William Walker, quien arribó a Nicaragua durante la guerra civil de ese país y quien se hizo nombrar presidente, tras lo cual emitió un decreto de colonización y otro de esclavitud. Su presencia significaba un peligro para integridad territorial de Costa Rica, principalmente por sus pretensiones sobre la vía del tránsito por el río San Juan, por lo que el presidente Mora llamó a las armas al pueblo costarricense. El ejército marchó hacia Nicaragua el 4 de marzo, con 4000 efectivos bajo el mando de José Joaquín Mora Porras, hermano del presidente, y del general José María Cañas. A la victoria costarricense en la Batalla de Santa Rosa el 20 de marzo de 1856, siguió el enfrentamiento en Rivas, Nicaragua, el 11 de abril de 1856, batalla cruenta y larga, con grandes pérdidas para ambos bandos y muchas muestras de heroísmo: la más recordada es la del soldado alajuelense Juan Santamaría.
Tras la victoria de Rivas, el ejército costarricense se vio obligado a replegarse de la ciudad ante la aparición de la epidemia de cólera morbus, que terminó costando la vida a 10 000 costarricenses (el 10% de la población nacional en esa época), al dispersarse la infección con el regreso del ejército al país. No fue sino hasta 1857 cuando Costa Rica volvió a entrar en la guerra, ahora aliada con el resto de los ejércitos centroamericanos, con la decisiva Campaña de la Vía del Tránsito, en la cual toma el río San Juan para cortar la ruta de aprovisionamiento de los ejércitos filibusteros, obligando a Walker a rendirse el 1 de mayo de 1857. El epílogo de la Campaña Nacional fue sangriento: en 1859, Mora fue derrocado y exiliado por sus enemigos políticos. En 1860, intentó recuperar el poder por la fuerza. Derrotado en la batalla de La Angostura, fue fusilado, junto al general Cañas, en la ciudad de Puntarenas.
La caída de Mora trajo un periodo de inestabilidad política donde dominaron los militares, encabezados por los generales Máximo Blanco y Lorenzo Salazar, que colocan y quitan a los gobernantes de acuerdo a los intereses propios y de la oligarquía económica. A Mora le sucedieron José María Montealegre Fernández (1859-1863), Jesús Jiménez Zamora (1863-1866 y 1868-1870) y José María Castro Madriz (1866-1868). Durante este periodos se dan algunos hitos como la fundación del Banco Anglo Costarricense (1864), la creación de la primera línea de telégrafos (1866) y la declaración de la educación básica como gratuita y obligatoria. En 1868, Jiménez logró apartar del poder a los militares Blanco y Salazar, pero a su vez él sería derrocado en 1870 por Tomás Guardia Gutiérrez.

### Estado liberal (1870 - 1940)
La transformación del estado inició bajo la dictadura de Tomás Guardia Gutiérrez (1870-1882), seguido de los gobiernos de Próspero Fernández (1882-1885) y Bernardo Soto (1885-1889), con la introducción del liberalismo, que se profundizó en todos los aspectos de la vida nacional, desde el económico hasta el cultural y educativo. Se expandió la administración pública, las instituciones maduraron y se consolidaron, y se configuró un círculo de políticos e intelectuales de orientación reformista, con el propósito de modernizar el Estado y la sociedad. Se promulgó una nueva Constitución en 1871, nuevos códigos penales, civiles y fiscales, se introdujo el matrimonio civil y el divorcio, se secularizaron los cementerios, se inauguró el registro de nacimientos y defunciones, se estableció la educación secular gratuita y obligatoria, se hicieron cambios en el sistema de salud y se abolió la pena de muerte. Las ideas liberales definieron el país en lo económico, social e institucional. El Estado se volvió garante y protector de los más preciados valores de la sociedad liberal: la propiedad y la libertad, al mismo tiempo que se daba la separación entre Estado e Iglesia. En lo económico, se caracterizó por una economía agro-exportadora basada en el bicultivo café-banano. El país crece económicamente, se fundan bancos de capital nacional y se establece el colón como moneda nacional (1900). La construcción del ferrocarril al Atlántico (1870-1890) y del ferrocarril al Pacífico (1897-1910) permitieron el crecimiento demográfico y la diversificación cultural con la llegada de inmigrantes jamaiquinos, chinos, italianos y otros, así como el establecimiento en el país de la United Fruit Company, cuya presencia tendrá peso importante durante la primera mitad del siglo XX.
En 1889, un intento de desconocer la victoria electoral de José Joaquín Rodríguez Zeledón provocó el levantamiento popular del 7 de noviembre, considerado como el origen de las prácticas democráticas en Costa Rica. La democracia, tras las administraciones autoritarias de Rodríguez y Rafael Iglesias (1894-1902) experimentó avances importantes. El voto directo se introdujo en 1913 y el sufragio secreto entre 1925 y 1927, a pesar de lo cual existieron irregularidades en las urnas y pactos secretos. En 1917, el gobierno reformista del presidente Alfredo González Flores (1914-1917) fue derrocado por Federico Tinoco (1917-1919), cuya dictadura fue depuesta en 1919 tras un movimiento cívico, victoria que aceleró la decadencia del ejército, como se vio reflejado en la guerra de Coto contra Panamá en 1921.
La presidencia, durante las primeras cuatro décadas del siglo XX, fue dominada por Cleto González Víquez (1906-1910 y 1928-1932) y Ricardo Jiménez Oreamuno (1910-1914, 1924-1928 y 1932-1936). La crisis económica mundial de 1929 y la diversificación capitalista de la economía trajo consigo conflicto social, lo que dio cabida al nacimiento de partidos políticos no tradicionales de corte socialista, como el Partido Reformista (1923) de Jorge Volio y el Partido Comunista (1931) de Manuel Mora Valverde. El malestar social se vio reflejado especialmente con la huelga de brazos caídos de 1934 contra la United Fruit Company. La economía no empezó a recuperarse sino hasta 1936, con el financiamiento de gran cantidad de obras públicas durante el gobierno de León Cortés Castro (1936-1940), sin embargo, el estallido de la Segunda Guerra Mundial, con el cierre del mercado europeo, reorientó la exportación nacional hacia los Estados Unidos.

### Estado Reformista (1940 - 1948)

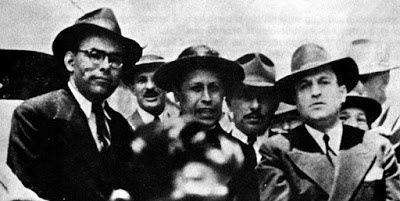
Manuel Mora, Monseñor Sanabria y Calderón Guardia, los reformistas de la década de 1940.

Las luchas de los trabajadores por mejorar sus condiciones de vida y laborales obtuvo su fruto en 1940, cuando el presidente Rafael Ángel Calderón Guardia emprendió un ambicioso proyecto de reformas sociales, con el apoyo de la Iglesia católica, en la figura de su arzobispo Víctor Manuel Sanabria Martínez, y del líder comunista Manuel Mora Valverde, lo que permitió la promulgación de las Garantías Sociales en la Constitución Política y el Código de Trabajo, así como la creación de la Universidad de Costa Rica, la Caja Costarricense del Seguro Social y la Orquesta Sinfónica Nacional. Además, se dio la firma el Tratado de límites Echandi Montero-Fernández Jaén, que delimita la frontera con Panamá.
La alianza entre Calderón y los comunistas significó una polarización de la política costarricense, puesto que, si bien sentó las bases del estado de bienestar, agitó la inestabilidad política. Hubo también un creciente malestar entre un grupo de importantes capitalistas que adversaban las reformas sociales de Calderón. Los cambios geopolíticos tras 1945, con el fin de la Segunda Guerra Mundial y el inicio de la Guerra Fría, produjo un aumento del interés de los Estados Unidos en la región por la creciente presencia de guerrillas izquierdistas, pero Costa Rica fue uno de los pocos países del mundo donde la democracia no colapsó en la década de 1930, y donde el partido comunista permaneció legal y exitoso en las urnas, una excepción en Centroamérica. Existió, sin embargo, un deterioro en la confianza en el sistema electoral por prácticas fraudulentas, y la oposición anticalderonista acusó la victoria del progobiernista Teodoro Picado en 1944 como fraude. En un discurso radiofónico dado el 8 de julio de 1942, José Figueres Ferrer denunció actos irregulares y corruptelas por parte del gobierno, razón por la cual se le expulsó del país, al que volvió en 1944. Durante su exilio, Figueres ganó aliados que le permitieron la adquisición de armas y la formación de un ejército rebelde.

#### Guerra Civil de 1948

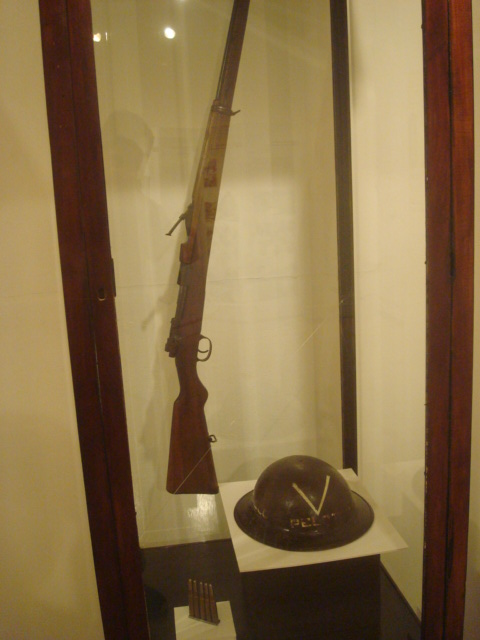
Fusil y casco utilizados durante la guerra civil de Costa Rica de 1948. Museo Nacional de Costa Rica.

La Guerra Civil de Costa Rica fue desencadenada primordialmente por la nulidad de las elecciones de 1948, con el fin de defender la transparencia del sufragio frente a un supuesto fraude, aunque realmente las causas son diversas y complejas, con causas internas y externas que se venían gestando a lo largo de una década. Es la última guerra civil de la historia costarricense, y la última vez que se interrumpió el gobierno constitucional en la historia del país.
La campaña electoral de 1948 se efectuó bajo un clima de extrema polarización. Las elecciones, por primera vez en la historia dirigidas por un tribunal electoral, favorecieron claramente al candidato de la oposición Otilio Ulate Blanco, pero el bando perdedor denunció un supuesto fraude. El Congreso de la República, con diputados republicanos y comunistas como mayoría, fue convocado a sesiones extraordinarias el día 1 de marzo. Al final de una acalorada sesión, se declararon nulas las elecciones presidenciales, pero, paradójicamente, no las elecciones de diputados.
El 12 de marzo, Figueres se alzó en armas en su finca «La Lucha» al frente del Ejército de Liberación Nacional. En poco tiempo, sus fuerzas derrotaron al Ejército oficial y tomaron las ciudades de Cartago y San Isidro del General, preparándose para enfrentar a las milicias progubernamentales en San José, los llamados «mariachis» Puerto Limón fue tomado por asalto por la Legión del Caribe, que con anterioridad había bombardeado con avionetas puntos estratégicos de la ciudad. Los comunistas participaron en la lucha armada como aliados del gobierno de Picado y los calderonistas, pero se retiraron después de que Figueres y Manuel Mora acordaran un pacto para mantener las garantías sociales. El cuerpo diplomático del gobierno se reunió con Figueres en Cartago, quien pidió la rendición incondicional, pero Picado rechazó la propuesta. Una segunda reunión en la embajada de México logró la firma de un pacto para poner fin a las hostilidades. El 20 de abril de 1948, Picado entregó el poder a Santos León Herrera, y el 27 de abril, José Figueres entró victorioso a la ciudad capital. Calderón Guardia es exiliado en Nicaragua y luego en México. La Guerra civil se peleó entre el 12 de marzo y el 19 de abril de 1948, y se calcula que hubo unos 4000 muertos en todo el país.

### Segunda República y Estado Benefactor (1949-1979)
Tras la guerra, se organizó una junta que asumió los poderes Ejecutivo y Legislativo hasta 1949, encabezada por José Figueres Ferrer. Durante los dos años siguientes, se inició un vasto programa de cambio institucional: se abolió el ejército (1 de diciembre de 1948), se nacionalizó la banca, se fortalecieron las reformas sociales, se integró el Tribunal Nacional Electoral, se concedió el derecho al sufragio a las mujeres y a la población afrocaribeña. La redacción de la actual Constitución Política en 1949 marcó el nacimiento de la Segunda República.
El panorama internacional estuvo enmarcado por la guerra fría, donde el país practicó una política internacional más activa, cercana a los Estados Unidos (ruptura con Cuba de 1961), pero a su vez, crítica con el apoyo de ese país a las dictaduras militares en América Latina. El panorama político interno también tuvo periodos de inestabilidad: intentos de invasión por parte de partidarios del expresidente Calderón Guardia en 1948 y 1955, así como un fallido intento de golpe de Estado en 1949. Luego de 1950, hubo persecuciones y exilio para comunistas y calderonistas. Una amnistía general fue promulgada por gobierno de Mario Echandi Jiménez (1958-1962), pero aun así hubo conflictos por la concentración de las tierras agrícolas en pocas manos, así como un crecimiento de la migración rural hacia las ciudades. El 24 de abril de 1970, miles de estudiantes y trabajadores apedrearon la Asamblea Legislativa por el traspaso de tierras a la transnacional Alcoa, de carácter minero. Desde 1948, dos bandos oscilaron en el poder: el bando figuerista, representado por el Partido Liberación Nacional, y el bando calderonista representado por distintos partidos y coaliciones entre ellos el Partido Unión Nacional, Partido Unificación Nacional, Coalición Unidad y Partido Unidad Social Cristiana. A partir de la fundación del PUSC en 1983 se gestó el sistema bipartidista costarricense que imperó desde entonces hasta 2002, donde los dos partidos mayoritarios y oscilantes en el poder, el PLN y el PUSC, hegemonizaron la política nacional.

### Crisis económica de 1980 y cambio del modelo de desarrollo (finales delsigloXX)
El país experimentó una fuerte crisis económica durante la década de 1980, motivada por múltiples factores tanto internos como externos. Esto produjo malestar social, con actos violentos en 1981, y protestas y huelgas en 1983 y 1985. El gobierno de Rodrigo Carazo (1978-1982) firmó dos acuerdos con el Fondo Monetario Internacional, pero sus recomendaciones, de ideología neoliberal, implicaban costos sociales inaceptables, por lo que se declaró una moratoria en el pago de la deuda y el gobierno rompió con el FMI. La deuda externa se incrementó pero el sistema político no colapsó. Luis Alberto Monge Álvarez (1982-1986) estabilizó la economía cambiando el modelo económico, a lo que se sumó la aprobación de la Iniciativa para la Cuenca del Caribe por parte de Estados Unidos, así como el aporte económico de la Agencia Internacional para el Desarrollo (AID), casi 1300 millones de dólares entre 1982 y 1990. La intención de Ronald Reagan de militarizar el país para enfrentar la revolución sandinista en Nicaragua motivó que Monge declarara la Ley de Neutralidad Perpetua (1984), con un masivo apoyo popular, e hizo que el eje de política exterior de Óscar Arias Sánchez (1986-1990) fuese la pacificación de Centroamérica. La política militar de Reagan en Centroamérica fracasó y en 1987, Arias recibió el Premio Nobel de la Paz luego de la firma del Acuerdo de Esquipulas por los cinco presidentes de Centroamérica. Los cambios producidos con la desintegración de la Unión Soviética (1989) hicieron que Estados Unidos perdiera interés en Centroamérica, lo que llevó a una reducción en la ayuda estadounidense a Costa Rica, en parte compensado por el alza en la inversión extranjera directa, que alcanzó los 542 millones de dólares en 2004.
El modelo neoliberal se profundizó en los gobiernos subsiguientes (Óscar Arias, 1986-1990; Rafael Ángel Calderón Fournier, 1990-1994; José María Figueres Olsen, 1994-1998; Miguel Ángel Rodríguez, 1998-2002), con políticas de reducción del apoyo estatal a los productores agrícolas, la firma del Pacto Figueres-Calderón para acelerar el ajuste neoliberal y reducir las funciones del Estado, firma de programas de ajuste estructural con el Banco Mundial y el FMI, e intentos de privatizar activos estatales, como el ICE. Estos cambios causaron fuertes protestas por parte de campesinos y agricultores (1987), alza del empleo informal y la deserción estudiantil, y el aumento de la pobreza (27 a 32% entre 1990 y 1991, con una breve recuperación económica y reducción de la pobreza en 1994-2005); 89 paros y huelgas entre 1990 y 1993, protestas de la ciudadanía y vastas manifestaciones populares, como el movimiento nacional de protesta en 2000, con bloqueos de vías, paros laborales y actos de desobediencia civil que obligaron al gobierno a retirar dicho proyecto.
Para finales del siglo XX, Costa Rica se transformó económicamente: diversificó su economía con productos no tradicionales, la llegada de empresas de alta tecnológica encabezadas por la transnacional Intel (1996), la promoción del ecoturismo aprovechando la excepcional biodiversidad del país, y una economía basada en el sector servicios. Se fortalecieron los derechos civiles con la creación de la Sala Constitucional (1989) y la Defensoría de los Habitantes (1992), y el Estado acrecentó las oportunidades de segmentos específicos de la población, mientras que el giro hacia el mercado incrementó el número de entes privados en los campos de educación, salud y seguridad. En lo político, el ascenso del neoliberalismo desarticuló las vanguardias sociales y culturales del país, a lo que se sumó el desgaste del sindicalismo y las disputas internas de los partidos de izquierda, lo que significó un deterioro de los derechos laborales. Sin embargo, la impugnación del neoliberalismo resultó electoralmente ventajoso, lo que propició el ascenso de nuevos partidos políticos que tendrán un papel protagónico a inicios del siglo XXI.

### El nuevo milenio -sigloXXI

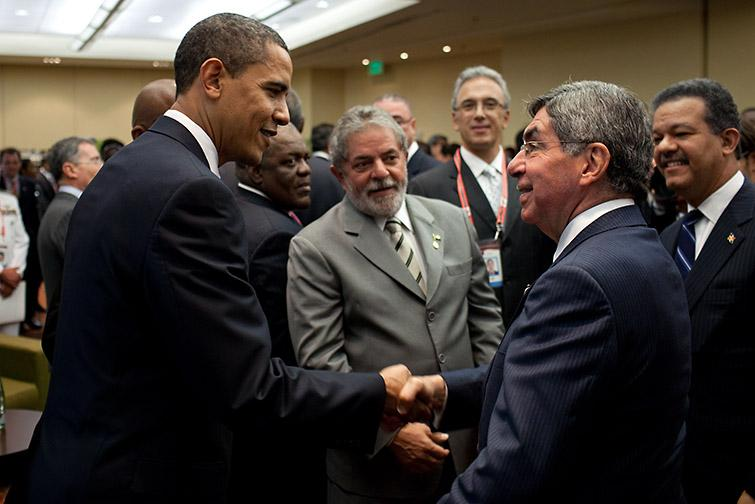
En la foto, el dos veces presidente y Premio Nobel de la Paz Óscar Arias con el presidente de Estados Unidos Barack Obama, el presidente de Brasil, Lula da Silva, y el presidente de República Dominicana, Leonel Fernández, en la recepción de la V Cumbre de las Américas en 2009.

La Costa Rica del siglo XXI plantea grandes desafíos para el pueblo costarricense y sus gobernantes, con cuestionamientos a su modelo democrático. Al desgaste del bipartidismo, potenciado por escándalos políticos y de corrupción, se ha sumado una larga crisis de gobernabilidad nacional, cuestionamientos a las políticas usadas en temas como ambiente, infraestructura, derechos humanos, seguridad ciudadana, el incremento del crimen organizado, problemas en servicios de salud, empleo, vivienda, y crisis en finanzas de instituciones públicas, lo que ha desembocado en el desencanto de los ciudadanos. Esto ha impulsado el surgimiento de nuevas organizaciones políticas, lo que se ve reflejado en una conformación multipartidaria de la Asamblea Legislativa, que ha sido la tónica desde 2002; es necesario acudir a una segunda ronda para elegir al presidente en las elecciones de 2002, 2014 y 2018, algo inédito hasta el momento; en 2006, Óscar Arias (2006-2010) accedió a su segundo mandato al ganar las elecciones por apenas un 1% de los votos válidos a su contendiente Ottón Solís del PAC, en una elección muy polarizada con alto abstencionismo, situación que se volverá a reflejar en el referéndum sobre el TLC con Estados Unidos (2008); en 2010, es electa por primera vez una mujer como mandataria (Laura Chinchilla Miranda, 2010-2014), y en 2014, por primera vez desde 1948, es elegido un gobernante proveniente de una fuerza política distinta al PLN o el PUSC (Luis Guillermo Solís del PAC, 2014-2018).
El país se vio afectado por la Crisis económica de 2008-2015. Además, ha visto un incremento en su déficit fiscal entre 2006 y 2018, lo que ha motivado la discusión sobre la aprobación de reformas fiscales, a la vez que se ha puesto en tela de juicio el gasto del gobierno por concepto de convenciones colectivas, altos salarios en instituciones estatales y pensiones de lujo. Durante el 2014 y 2015 el país incrementó sus lazos económicos con Europa, y logró un acuerdo con Alemania de cooperación en educación. En 2015 la FAO premió a Costa Rica por haber reducido el hambre, al reducirse de un 5% a la mitad según cálculos de Naciones Unidas. También se convirtió en el país con mayor expectativa de empleo de Latinoamérica según encuesta de la firma estadounidense Manpower.

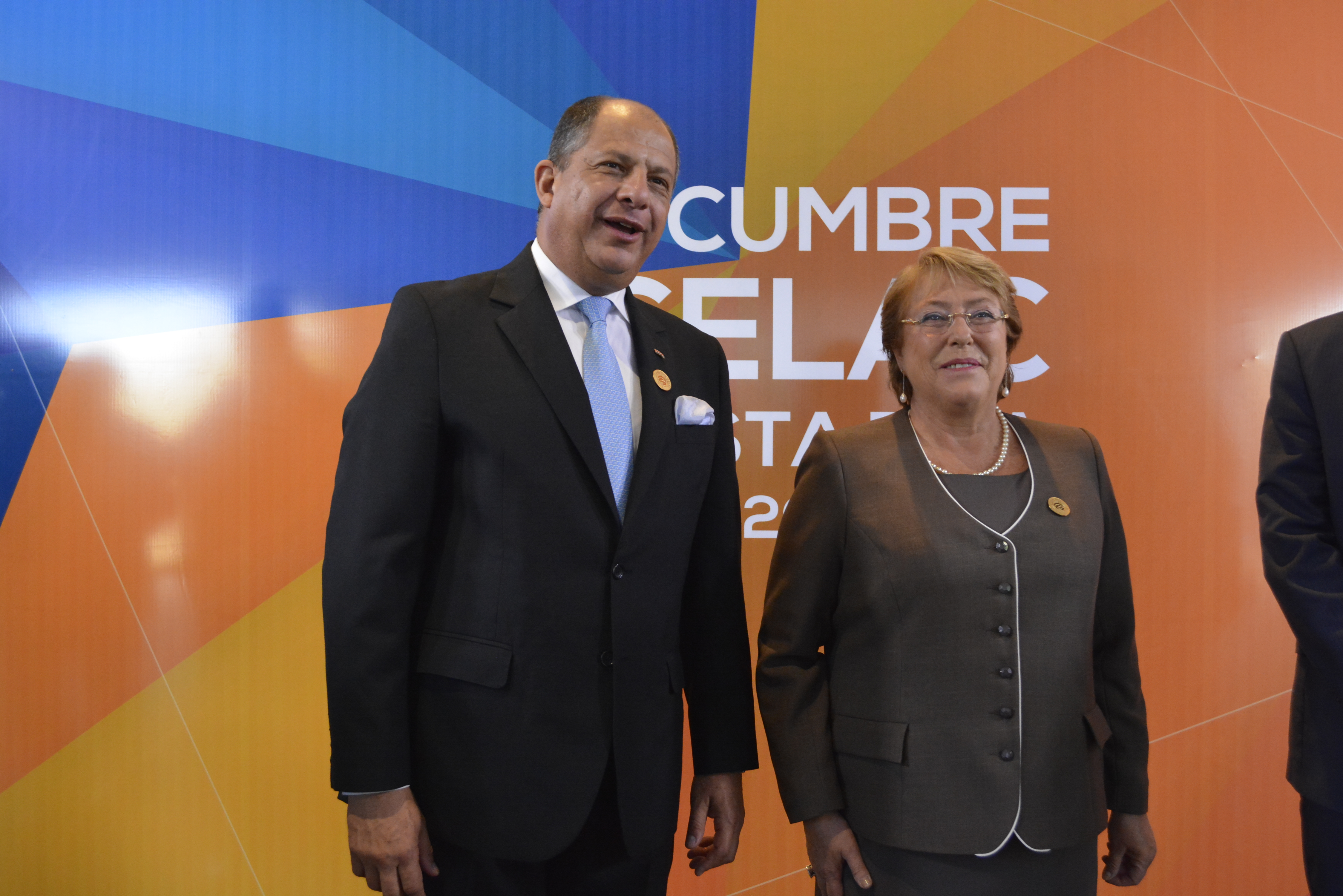
El presidente Luis Guillermo Solís junto a Michelle Bachelet, mandataria chilena, durante la III Cumbre de la CELAC de 2015 efectuada en Costa Rica.

En el plano internacional, un conflicto diplomático con Nicaragua por la incursión de militares nicaragüenses en la costarricense Isla Calero, debió resolverse en la Corte Internacional de Justicia, la cual reconoció en 2015 la soberanía de Costa Rica sobre la isla, y en 2018, la Corte definió los límites marinos de ambos países, en donde Costa Rica obtiene alrededor de 10 000 km² en el océano Pacífico y en el mar Caribe. En la misma resolución, la Corte calificó la incursión de tropas nicaragüenses como una violación a la soberanía costarricense, y determina que, por daños ambientales generados en la Isla Calero en 2010, Nicaragua debe pagar $378.890 como indemnización a Costa Rica.
Los derechos humanos fueron el tema principal durante las elecciones presidenciales de Costa Rica del 2018 cuando en enero de ese año, después de una consulta previamente realizada por el Gobierno de Costa Rica en mayo del 2016, la Corte Interamericana de Derechos Humanos, con sede en San José, indica que Costa Rica y el resto de naciones parte de la Corte IDH deben de garantizar el matrimonio igualitario entre parejas del mismo sexo para asegurar la protección de las mismas. Esta resolución divide al país, y marca el proceso de las elecciones, en donde los candidatos Fabricio Alvarado, del partido evangélico conservador Restauración Nacional, opuesto a la medida, y Carlos Alvarado, del oficialista Acción Ciudadana, quien aprueba la resolución de la Corte IDH, pasan a una segunda ronda electoral tras ninguno alcanzar el 40% de los votos necesarios. Finalmente, Carlos Alvarado es elegido como 48° presidente de Costa Rica luego de obtener la victoria en segunda ronda con el 60% de los votos válidos.
El 8 de agosto la Sala Constitucional IV de la Suprema Corte de Justicia declaró inconstitucional la prohibición del matrimonio igualitario y dictaminó un plazo de dieciocho meses (hasta 2020) para implementarlo legalmente.
En las Elecciones presidenciales de Costa Rica de 2022, se confirmó la pluralidad partidaria en Costa Rica, cuando el candidato Rodrigo Cháves Robles (del Partido Progreso Social Democrático), venció en segunda vuelta al expresidente José María Figueres Olsen (del Partido Liberación Nacional).

## Gobierno y política

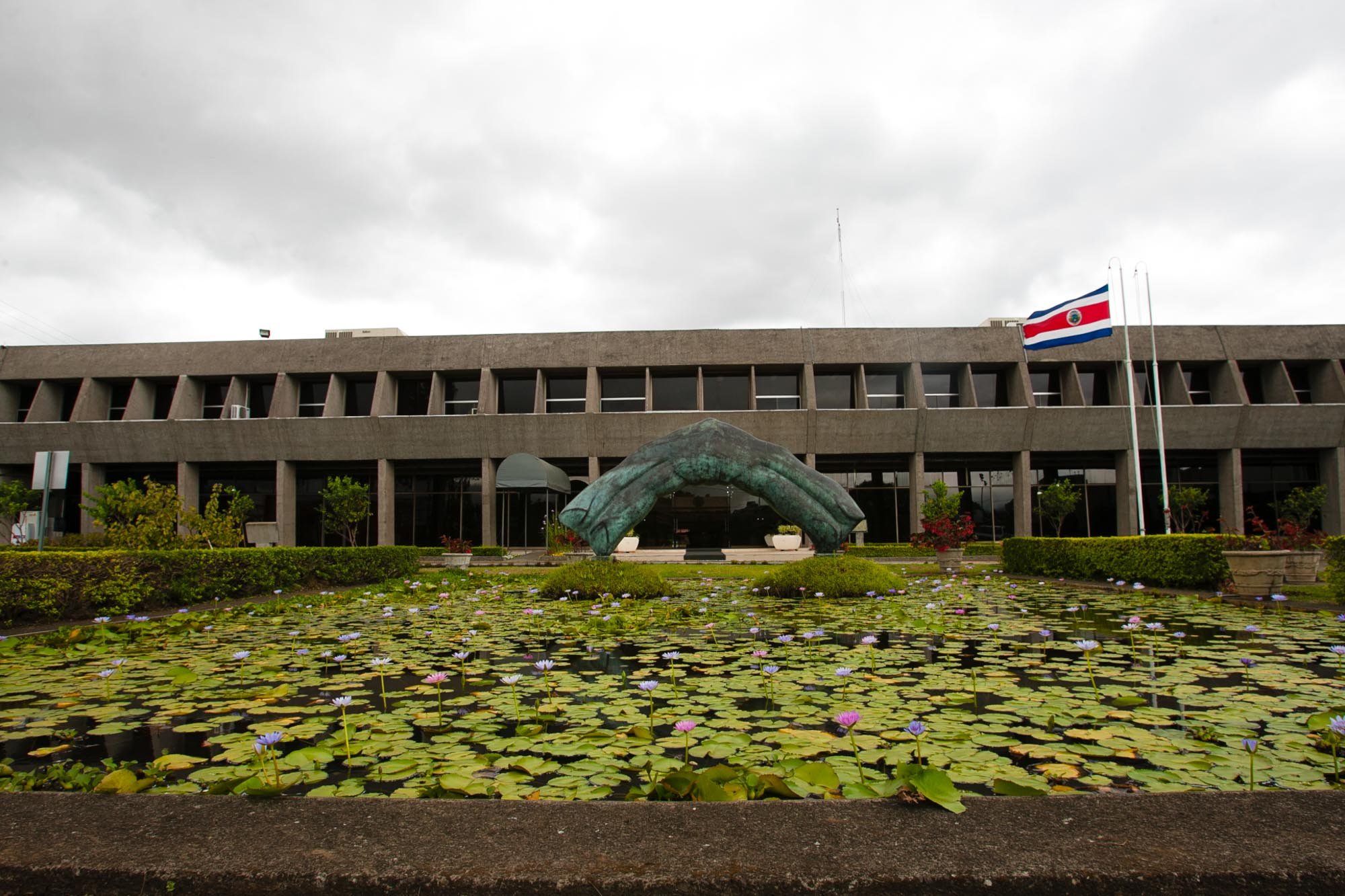
Casa Presidencial de Costa Rica.

Costa Rica está regida por la constitución política del 7 de noviembre de 1949, en la cual se establece un sistema presidencialista y un estado unitario.

### Poder ejecutivo
Es ejercido por el presidente de la República, quien es elegido por voto popular directo, secreto y universal para un periodo de 4 años. Entre sus facultades del presidente está el nombramiento de los presidentes de las Instituciones Autónomas, nombramiento o destitución de ministros y diplomáticos costarricenses, vetar leyes, firmar decretos, indulto de penas, asueto nacional y duelo o luto nacional. La Presidencia actual es ocupada por Rodrigo Chaves, desde el 8 de mayo de 2022. Le acompañan dos vicepresidentes también elegidos por voto popular: Stephan Brunner y Mary Munive, ambos también desde el 8 de mayo de 2022.

### Poder legislativo

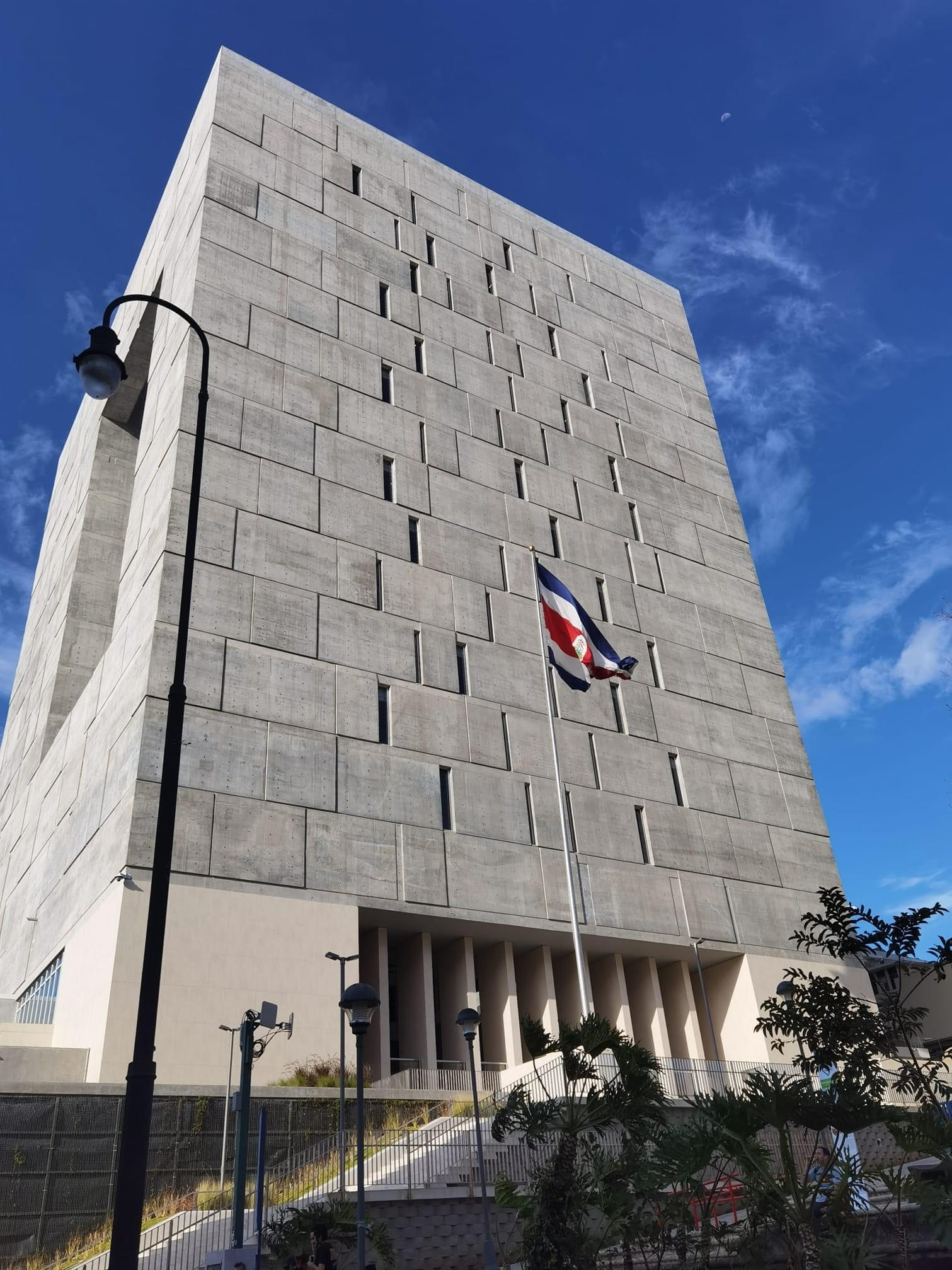
Edificio de la Asamblea Legislativa de Costa Rica

Recae en la Asamblea Legislativa de Costa Rica, la cual es un órgano unicameral con 57 diputados, encargado de aprobar, reformar o derogar leyes y decretos. Los legisladores son elegidos por voto popular directo, secreto y universal durante un período de 4 años y tienen carácter provincial. Su actual presidente es Rodrigo Arias Sánchez.

### Poder judicial
Está conformado por la Corte Suprema de Justicia.
La Corte está compuesta por 22 magistrados electos por la Asamblea Legislativa durante un período de 8 años. Su actual presidente es el magistrado Orlando Aguirre.
Sobre la Corte Suprema de Justicia recae el nombramiento de los Magistrados que conforman el Tribunal Supremo de Elecciones.

### Poder electoral
En Costa Rica las elecciones generales (presidente y diputados a la Asamblea Legislativa) son realizadas cada cuatro años y las municipales (alcaldes, regidores, síndicos, concejales de distrito e intendentes, donde corresponda elegir está última figura) desde 2016 se realizan cada 4 años, pero sin coincidir con las elecciones generales (dos años después de estas), y son organizadas por el Tribunal Supremo de Elecciones de Costa Rica, creado en 1949 por la actual Constitución Política. El Tribunal Supremo de Elecciones es el Órgano Constitucional superior en materia electoral y por lo tanto responsable de la organización, dirección y vigilancia de los actos relativos al sufragio. Goza de independencia en el desempeño de su cometido.

#### Partidos políticos
Los partidos con representación parlamentaria en el país son (en orden alfabético): Frente Amplio, Liberación Nacional, Liberal Progresista, Nueva República , Progreso Social Democrático (en el gobierno) y Unidad Social Cristiana. En total hay 19 partidos a escala nacional, 18 provincial y 55 cantonal para un total de 161 partidos políticos inscritos.

#### Índice de democracia
El Democracy Index (índice de democracia) es la clasificación elaborada por la Unidad de Inteligencia de The Economist, a través de la cual se pretende determinar el rango de democracia en 167 países.
Costa Rica es —junto con Uruguay y Chile— el único país de Latinoamérica considerado como una democracia plena, ubicado entre los 20 mejores sistemas democráticos de todo el planeta y alcanzando elevadas puntuaciones en varios rubros del estudio, superiores a los de la mayoría de países de la Unión Europea.
| Puesto | Puntuación | Proceso electoral y pluralismo | Funcionamiento gobierno | Participación política | Cultura política | Derechos civiles |
| ------ | ---------- | ------------------------------ | ----------------------- | ---------------------- | ---------------- | ---------------- |
| 20     | 8.07       | 9.58                           | 7.50                    | 6.67                   | 7.50             | 9.12             |

| 2006      | 2008      | 2010      | 2011      | 2012      | 2013      | 2014      | 2015      | 2016      | 2017      | 2018      |
| --------- | --------- | --------- | --------- | --------- | --------- | --------- | --------- | --------- | --------- | --------- |
| 8,04 (25) | 8,04 (27) | 8,04 (24) | 8,10 (20) | 8,10 (22) | 8,03 (24) | 8,03 (24) | 7,96 (24) | 7,88 (26) | 7,88 (23) | 8,07 (20) |

| Democracia plena (8,01 a 10,00) | Democracia imperfecta (6,01 a 8) | Régimen híbrido (4,01 a 6) | Régimen autoritario (0 a 4) |

### Relaciones exteriores

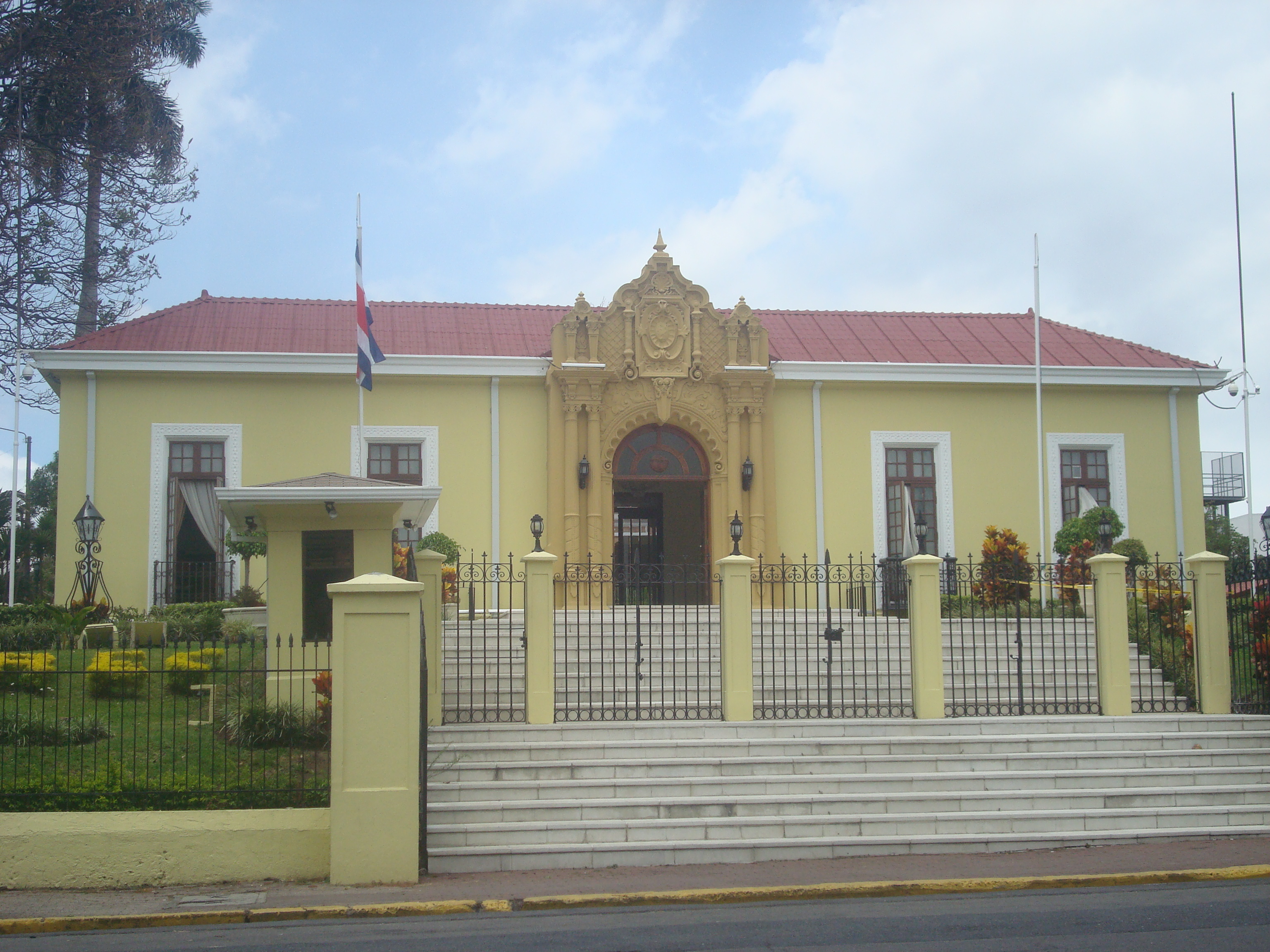
La Casa Amarilla, sede el Ministerio de Relaciones Exteriores del país.

Costa Rica es miembro fundador de la Organización de las Naciones Unidas, sostiene relaciones diplomáticas con casi todos los países de América y Europa. En tres ocasiones ha sido parte del Consejo de Seguridad de las Naciones Unidas: 1974-1975, 1997-1998 y 2008-2009. No es miembro del Parlamento Centroamericano.
Costa Rica enfrenta realidades muy distintas en las relaciones diplomáticas con sus dos países vecinos. La situación más complicada es la larga disputa que sostiene con Nicaragua por el derecho de navegación del Río San Juan. Con Panamá, ambos países tienen relaciones cordiales y amistosas, y una frontera abierta.
Las relaciones con Estados Unidos, principal socio comercial, datan de 1851. El país ha sido visitado por siete presidentes de Estados Unidos: Hoover (1928), Kennedy (1963), Johnson (1968), Reagan (1982), Bush (1989), Clinton (1997) y Obama (2013). Las relaciones con México datan de 1831 y con Brasil desde 1907. Las relaciones con Cuba estuvieron interrumpidas por cuestiones políticas entre 1961 y 2009. La embajada en La Habana fue reabierta en 2009, y en 2015 Luis Guillermo Solís se convirtió en el primer presidente en realizar una visita oficial a Cuba desde la ruptura de relaciones. El país debió enfrentar la crisis migratoria cubana de 2015-2016, lo que motivó su retiro político del SICA, aunque mantuvo sus responsabilidades comerciales y económicas.

### Seguridad

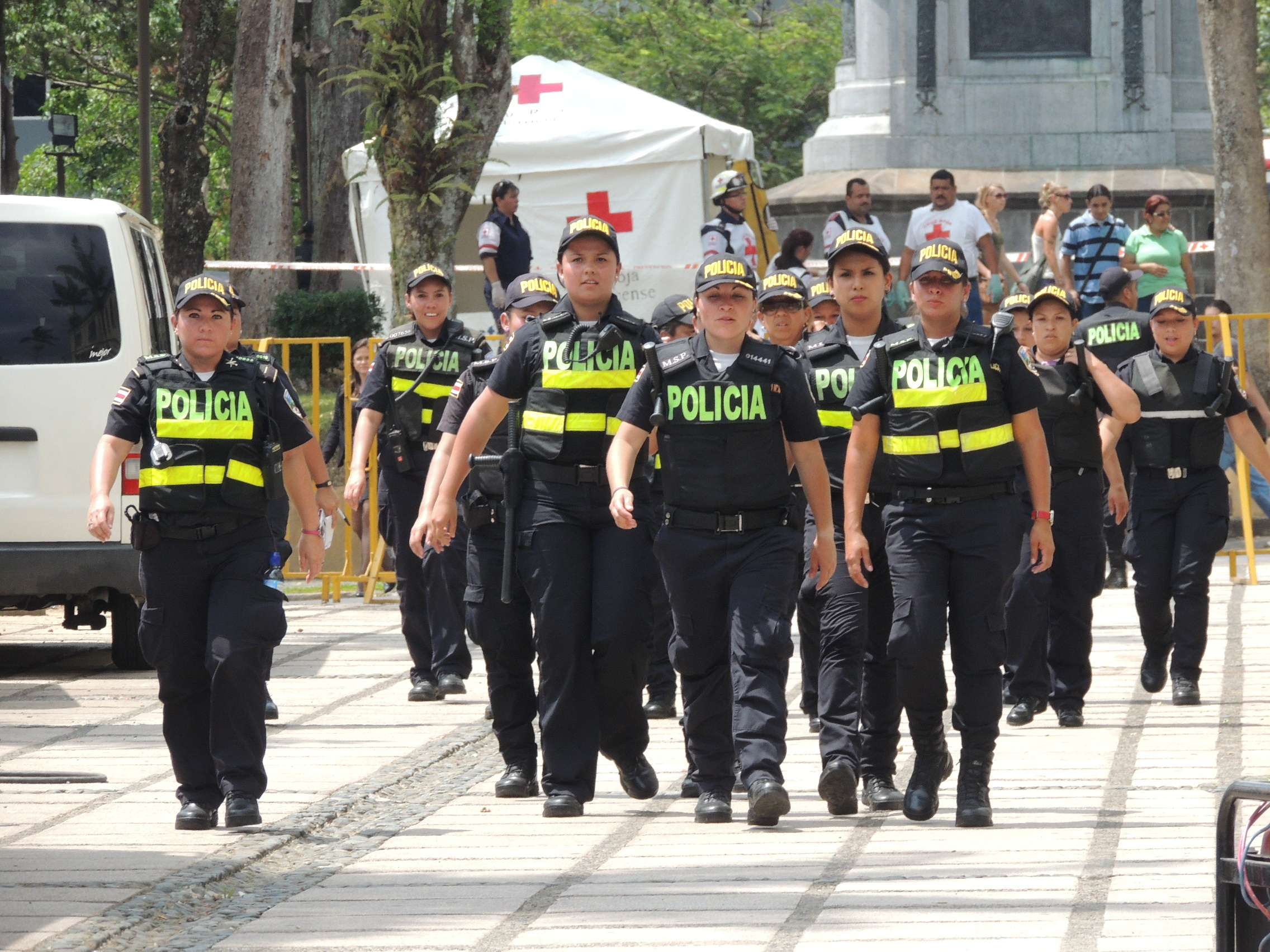
Una unidad de mujeres policías de la Fuerza Pública de Costa Rica.

Tras la guerra civil de 1948, Costa Rica abolió su ejército el 1 de diciembre de ese año, abolición que fue perpetuada en el artículo 12 de la Constitución Política de 1949. Este mismo artículo contempla la formación de un ejército ya sea por convenio continental o para la defensa nacional, el cual siempre estará subordinado al poder civil. Costa Rica cuenta, desde 1983, con una Ley de Neutralidad que la inhibe de participar en conflictos bélicos de forma perpetua, activa y no armada, y en 2014 aprobó una Ley de Proclamación de la Paz como Derecho Humano y de Costa Rica como País Neutral, en la que establece que el país debe tomar una posición neutral en conflictos armados internacionales, además de que obliga al Estado a incluir dentro de sus programas educativos contenidos que cultiven la cultura de paz.
La seguridad ciudadana del país recae en el Ministerio de Seguridad Pública, el cual también es el encargado de la defensa de la soberanía nacional en caso de ser necesario, aunque la política exterior del país en caso de conflictos internacionales se ha orientado hacia el derecho internacional. El Ministerio de Seguridad Pública está dividido en varias Direcciones: Fuerza Pública, Servicio Nacional de Guardacostas, Vigilancia Aérea, Policía de Control de Drogas, Escuela Nacional de Policía, Armamento, Reserva y Servicios de Seguridad Privada. Costa Rica destina el 0.69 % del producto interno bruto (29.240 millones de dólares), y el 0.03 % del presupuesto nacional, para la seguridad nacional.

### Derechos humanos
En materia de derechos humanos, respecto a la pertenencia a los siete organismos de la Carta Internacional de Derechos Humanos, que incluyen al Comité de Derechos Humanos (HRC), Costa Rica ha firmado o ratificado:
| Costa Rica | Tratados internacionales | Tratados internacionales | Tratados internacionales | Tratados internacionales | Tratados internacionales | Tratados internacionales | Tratados internacionales | Tratados internacionales | Tratados internacionales | Tratados internacionales | Tratados internacionales | Tratados internacionales | Tratados internacionales | Tratados internacionales | Tratados internacionales | Tratados internacionales | Tratados internacionales | Tratados internacionales |
| --- | ------------------------ | ------------------------ | ------------------------ | ------------------------ | ------------------------ | ------------------------ | ------------------------ | ------------------------ | ------------------------ | ------------------------ | ------------------------ | ------------------------ | ------------------------ | ------------------------ | ------------------------ | ------------------------ | ------------------------ | ------------------------ |
| Costa Rica | CESCR                    | CESCR                    | CCPR                     | CCPR                     | CCPR                     | CERD                     | CED                      | CEDAW                    | CEDAW                    | CAT                      | CAT                      | CRC                      | CRC                      | CRC                      | CRC                      | MWC                      | CRPD                     | CRPD                     |
| Costa Rica | CESCR                    | CESCR-OP                 | CCPR                     | CCPR-OP1                 | CCPR-OP2-DP              | CERD                     | CED                      | CEDAW                    | CEDAW-OP                 | CAT                      | CAT-OP                   | CRC                      | CRC-OP-AC                | CRC-OP-SC                | CRC-OP-CP                | MWC                      | CRPD                     | CRPD-OP                  |
| Pertenencia | Firmado y ratificado.    | Firmado y ratificado.    | Firmado y ratificado.    | Firmado y ratificado.    | Firmado y ratificado.    | Firmado y ratificado.    | Firmado y ratificado.    | Firmado y ratificado.    | Firmado y ratificado.    | Firmado y ratificado.    | Firmado y ratificado.    | Firmado y ratificado.    | Firmado y ratificado.    | Firmado y ratificado.    | Sin información.         | Firmado y ratificado.    | Firmado y ratificado.    | Firmado y ratificado.    |
| Firmado y ratificado, firmado, pero no ratificado, ni firmado ni ratificado, sin información, ha accedido a firmar y ratificar el órgano en cuestión, pero también reconoce la competencia de recibir y procesar comunicaciones individuales por parte de los órganos competentes. |                          |                          |                          |                          |                          |                          |                          |                          |                          |                          |                          |                          |                          |                          |                          |                          |                          |                          |

## Organización territorial
La división territorial de Costa Rica comprende siete provincias divididas en 84 cantones y estos a su vez, subdivididos en 488 distritos colegiados.
| Organización territorial de Costa Rica      | Organización territorial de Costa Rica | Organización territorial de Costa Rica | Organización territorial de Costa Rica | Organización territorial de Costa Rica | Organización territorial de Costa Rica | Organización territorial de Costa Rica | Organización territorial de Costa Rica                                                                                               |
| Provincia                                   | Código ISO                             | Cabecera                               | Cantones                               | Distritos                              | Área                                   | Población*                             | Mapa |
| ------------------------------------------- | -------------------------------------- | -------------------------------------- | -------------------------------------- | -------------------------------------- | -------------------------------------- | -------------------------------------- | --- |
| San José                                    | CR-SJ                                  | San José                               | 20                                     | 123                                    | 4 965,90                               | 1 685 299                              | Alajuela Cartago Guanacaste Heredia Limón Puntarenas San José Nicaragua Panamá Mar Caribe Océano Pacífico Isla del Coco (Puntarenas) |
| Alajuela                                    | CR-A                                   | Alajuela                               | 16                                     | 116                                    | 9 757,53                               | 1 055 637                              | Alajuela Cartago Guanacaste Heredia Limón Puntarenas San José Nicaragua Panamá Mar Caribe Océano Pacífico Isla del Coco (Puntarenas) |
| Cartago                                     | CR-C                                   | Cartago                                | 8                                      | 51                                     | 3 124,67                               | 547 691                                | Alajuela Cartago Guanacaste Heredia Limón Puntarenas San José Nicaragua Panamá Mar Caribe Océano Pacífico Isla del Coco (Puntarenas) |
| Heredia                                     | CR-H                                   | Heredia                                | 10                                     | 47                                     | 2 656,98                               | 539 598                                | Alajuela Cartago Guanacaste Heredia Limón Puntarenas San José Nicaragua Panamá Mar Caribe Océano Pacífico Isla del Coco (Puntarenas) |
| Guanacaste                                  | CR-G                                   | Liberia                                | 11                                     | 61                                     | 10 140,71                              | 404 774                                | Alajuela Cartago Guanacaste Heredia Limón Puntarenas San José Nicaragua Panamá Mar Caribe Océano Pacífico Isla del Coco (Puntarenas) |
| Puntarenas                                  | CR-P                                   | Puntarenas                             | 13                                     | 60                                     | 11 265,69                              | 510 566                                | Alajuela Cartago Guanacaste Heredia Limón Puntarenas San José Nicaragua Panamá Mar Caribe Océano Pacífico Isla del Coco (Puntarenas) |
| Limón                                       | CR-L                                   | Limón                                  | 6                                      | 30                                     | 9 188,52                               | 469 767                                | Alajuela Cartago Guanacaste Heredia Limón Puntarenas San José Nicaragua Panamá Mar Caribe Océano Pacífico Isla del Coco (Puntarenas) |
| * Censo del año 2011 con proyección al 2021 |                                        |                                        |                                        |                                        |                                        |                                        | Alajuela Cartago Guanacaste Heredia Limón Puntarenas San José Nicaragua Panamá Mar Caribe Océano Pacífico Isla del Coco (Puntarenas) |

## Geografía

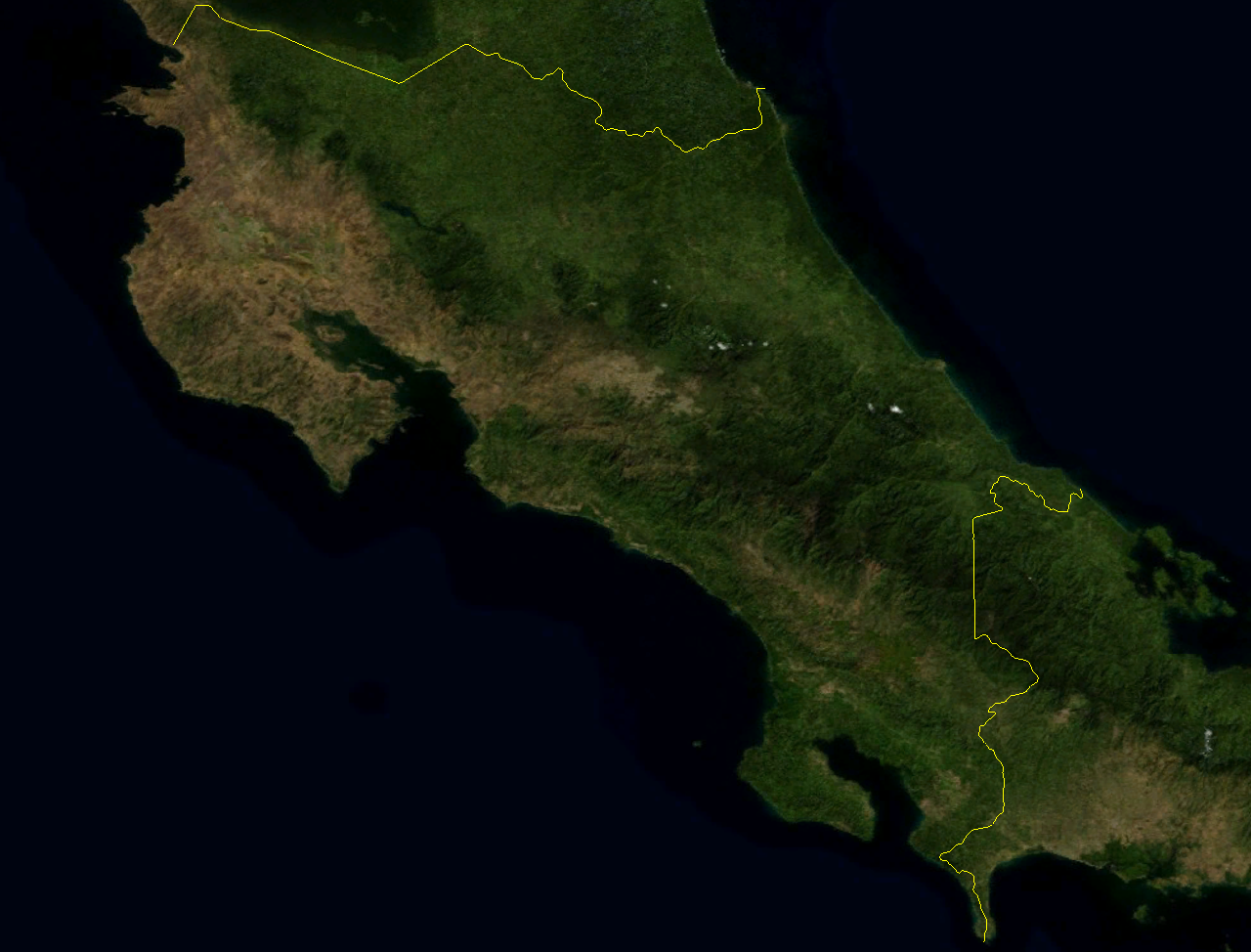
Imagen satelital de Costa Rica.

Costa Rica está localizada en el istmo de América Central, entre las latitudes 8° y 12°N, y las longitudes 82° y 86°O. Limita al este con el Mar Caribe y con el océano Pacífico al oeste, con una extensión total de 1290 km en costas: 212 km en la costa caribeña y 1 016 km en la costa pacífica.
Costa Rica además limita al norte con Nicaragua (309 km de frontera) por el tratado Cañas-Jerez de 1858 y el Laudo Cleveland de 1888 y con Panamá al sureste (330 km de frontera) por el tratado Echandi-Fernández de 1941. En cuanto a los límites marítimos, Costa Rica limita con Ecuador en el océano Pacífico por el tratado Gutiérrez-Terán de 1985, con Colombia en el Mar Caribe por el tratado Facio-Fernández de 1977 y en el océano Pacífico por el tratado Gutiérrez-Lloreda de 1984 y con Panamá por el tratado Calderón-Ozores de 1980. En total, Costa Rica comprende 51 100 km² más 589 000 km² de aguas territoriales.

### Relieve
Costa Rica es un país muy montañoso y la mayor parte del territorio está formado por elevaciones de entre 900 y 1800 metros sobre el nivel del mar. Existen cuatro sistemas montañosos principales: la cordillera Volcánica de Guanacaste, la sierra Minera de Tilarán, la cordillera Volcánica Central y la cordillera de Talamanca, existen además cuatro sistemas montañosos secundarios: serranías de Nicoya ubicadas en la provincia de Guanacaste; fila Brunqueña o fila Costera que recorre la provincia de Puntarenas en forma paralela a la costa; y la sierra de Osa, en el Pacífico Sur, una serie de montañas que se extienden hasta Panamá, posee alturas entre los 600 y 1500 m s. n. m. El punto más alto en el país es el cerro Chirripó (3820 m s. n. m.), el quinto pico más alto en América Central. El volcán más alto es el volcán Irazú (3432 m s. n. m.). El país posee cerca de 200 volcanes, de los cuales cinco se encuentran activos: Irazú, Poás, Arenal, Rincón de la Vieja y Turrialba. Los ciclos eruptivos más importantes en tiempos históricos los han protagonizado el Irazú (1963-1965), el Arenal (1968-2010), el Turrialba (2014-2019) y el Poás (2016-2019). Costa Rica es un país altamente sísmico: la mayoría de los terremotos son producidos por la interacción de las placas Cocos y Caribe, además del fallamiento local. Algunos de los terremotos de mayor impacto han sido: terremoto de Santa Mónica o de Cartago (1910), Alajuela (1990), Limón (1991), Parrita (2004), Cinchona (2009) y Nicoya (2012).
El eje montañoso central del país produce áreas bajas hacia el Caribe norte y el Pacífico, originadas por acumulación de materiales sedimentarios. Las más extensas son las llanuras del Norte y el Caribe, surcadas por ríos largos y caudalosos que forman meandros. Toman distintos nombres según las zonas: Guatusos, San Carlos, Sarapiquí, Tortuguero, Santa Clara, Pacuare, Matina y Estrella, además de los valles de Sixaola y Talamanca. La llanura costera del Caribe tiene poca altitud y está parcialmente cubierta de selvas tropicales. Sus suelos se usan en plantaciones de banano y cacao, ganadería de carne y leche. El canal de Tortuguero, de 112 km de largo, comunica Moín con la frontera con Nicaragua. En el Pacífico norte, la llanura más grande, conocida como la pampa, se ubica en Guanacaste, donde alcanza 75 km de anchura. En el Pacífico central la llanura se estrecha por la presencia de la fila Brunqueña, y vuelve a ensancharse hasta 50 km en el Pacífico sur. La pampa guanacasteca se extiende desde la meseta de Santa Rosa hasta el golfo de Nicoya, y está conformada por planicies de aluviones y mantos de cenizas volcánicas. La franja central posee dos terrazas marinas, interrumpidas por algunos cerros no mayores de 100 m de altitud. El valle de Parrita se extiende hasta punta Uvita y está formado por material sedimentario y volcánico, procedente de la cordillera de Talamanca. El Pacífico sur posee una llanura peninsular en Osa, además de los valles de Diquís y Coto Brus, formados por materiales marinos, fluviales y volcánicos. Los terrenos del Pacífico son propicios para la agricultura, poseen mayor infraestructura turística y en sus costas se desarrolla la mayoría de la actividad pesquera del país.
En el centro del país se encuentra el Valle Central, una meseta tectónica caracterizada por su fertilidad y abundancia de fuentes hídricas, rodeada por montañas y volcanes, presenta un clima muy agradable, aquí reside la mayor parte de la población del país, aproximadamente 60% de los habitantes. La única provincia que no limita con la provincia de San José es la provincia de Guanacaste.

Volcán Arenal

Costa Rica posee muchas islas. En el Caribe, se destacan las islas fluviales, como isla Calero, que es además la isla más grande del país con 151.6 km². Otra isla importante del Caribe es la isla Uvita, ubicada frente al puerto de Limón. En el océano Pacífico, se encuentran las islas del archipiélago del golfo de Nicoya, muchas de ellas habitadas (Chira, Venado, Caballo), con importancia para el turismo (San Lucas, Tortuga) y otras que constituyen reservas biológicas (Guayabo, Pájaros, Negritos). En bahía Salinas, se encuentra la isla Bolaños, que también es refugio de fauna silvestre. En el Pacífico sur, la isla del Caño tiene importancia ecológica y arqueológica. La Isla del Coco (24 km²) es la isla de Costa Rica más conocida a nivel internacional. Ubicada en el océano Pacífico, a 500 km del puerto de Puntarenas, se destaca por su distancia a la plataforma continental. Es de gran importancia por su biodiversidad y ha sido declarada Patrimonio de la Humanidad.
Cerca del 25 % del territorio nacional se encuentra protegido por el SINAC (Sistema Nacional de Áreas de Conservación), que supervisa todas las áreas protegidas del país. Costa Rica posee una de las mayores densidades de especies silvestres del mundo.

### Hidrografía

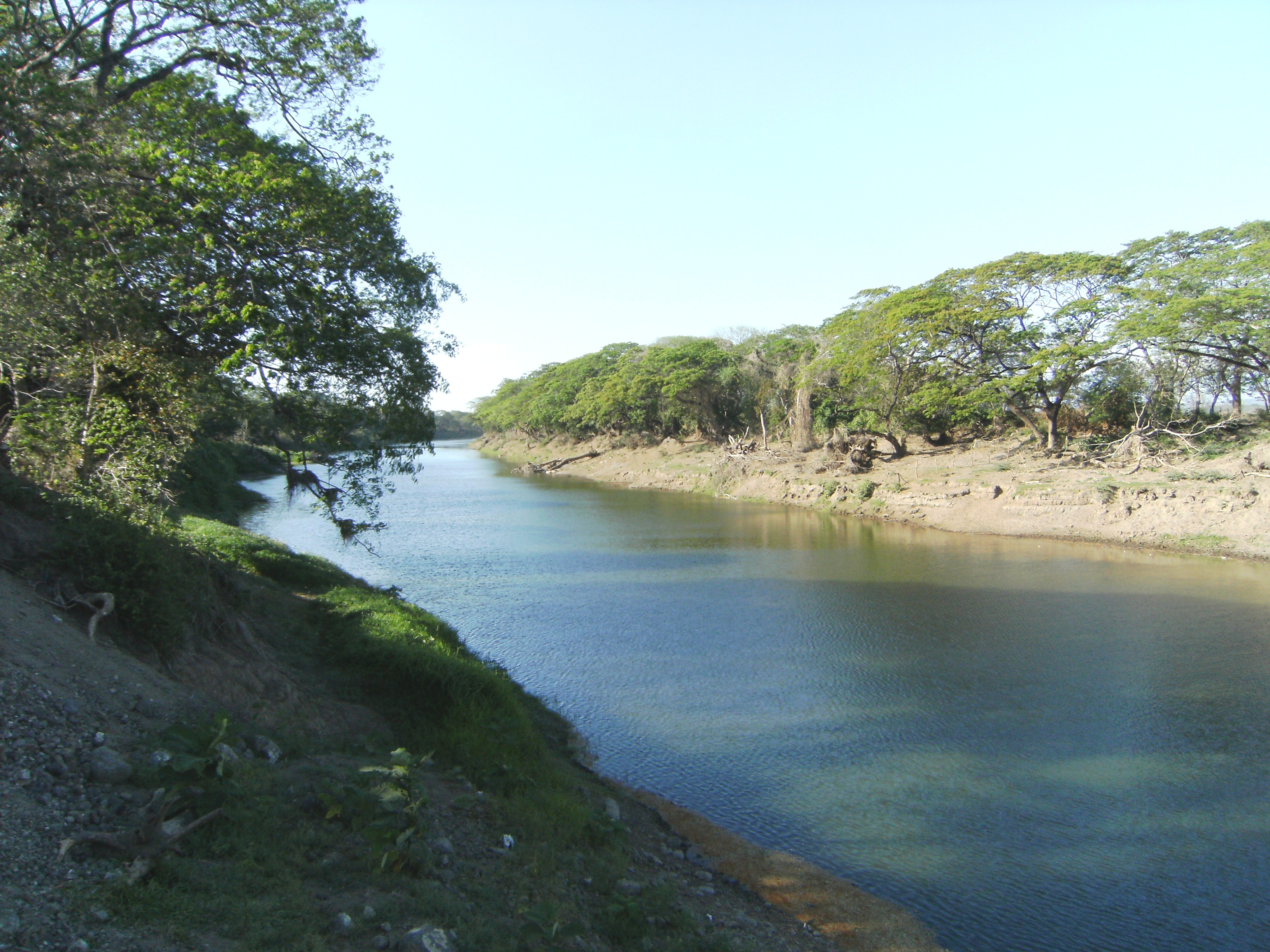
Río Tempisque.

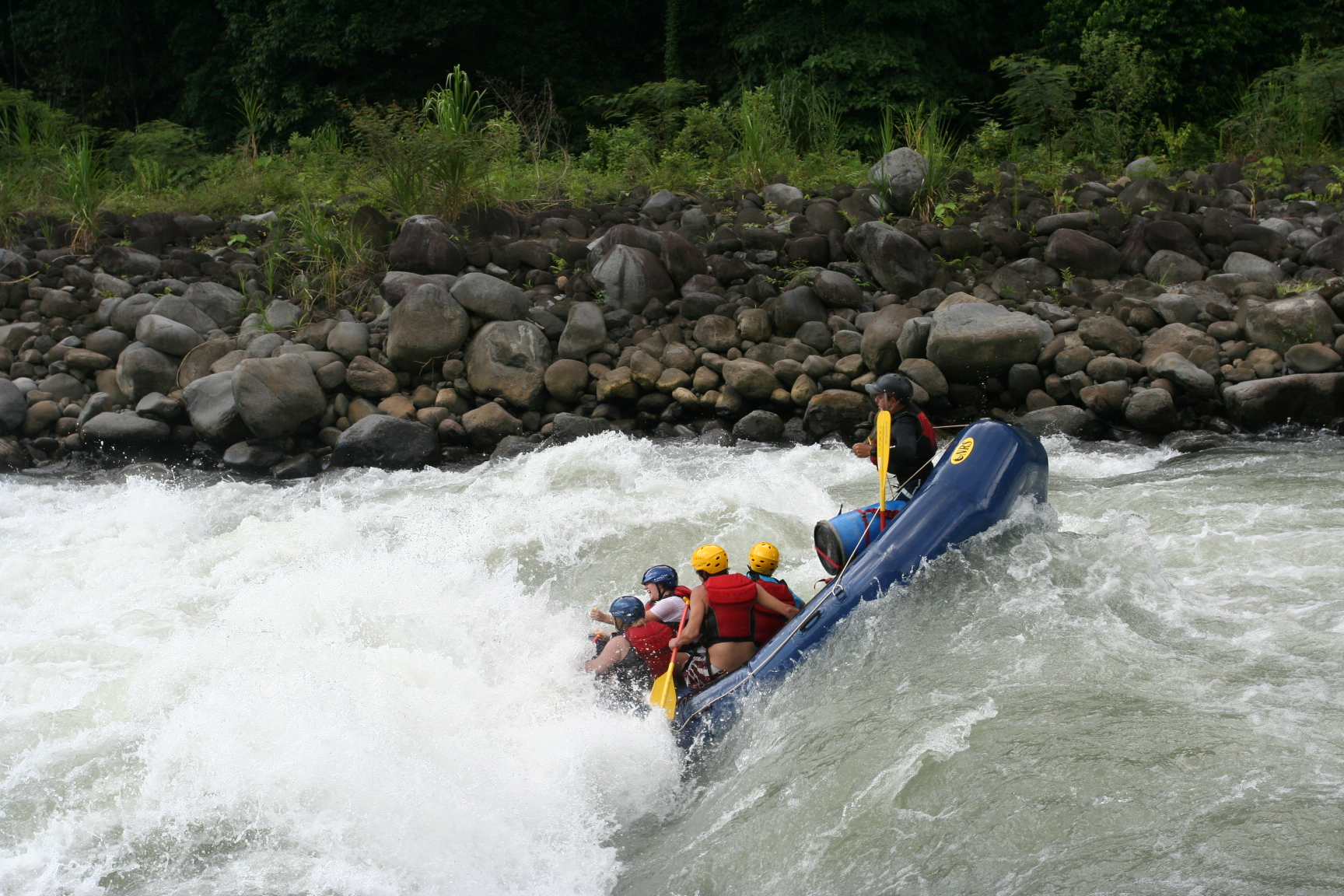
Balsismo en el río Pacuare.

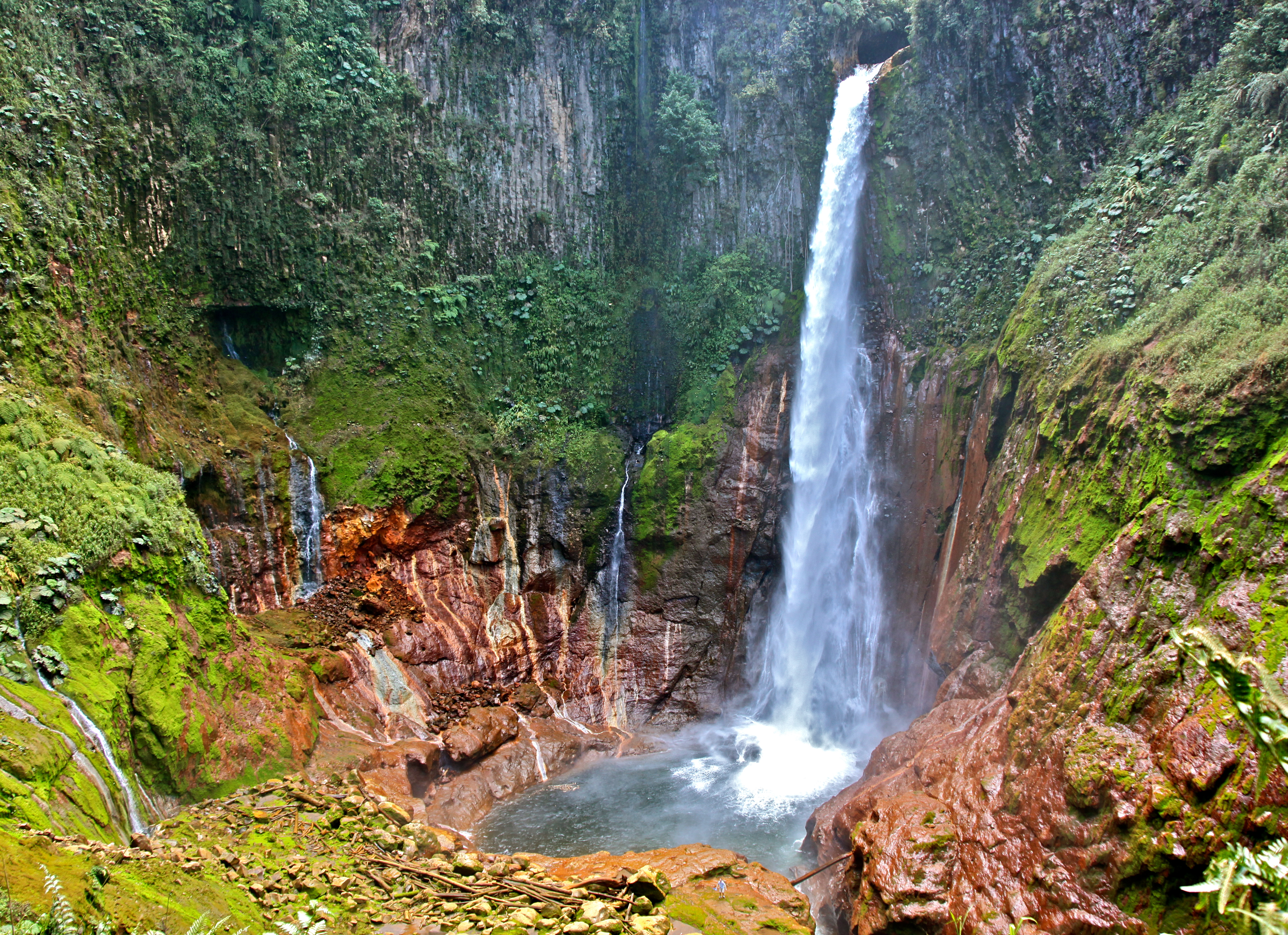
Catarata del Toro.

Costa Rica cuenta con una red hidrográfica extensa, la cual se encuentra distribuida en tres vertientes, delimitadas naturalmente por el sistema montañoso del país, y se clasifican según su desembocadura en vertientes norte, Caribe y Pacífico.
Los ríos que forman la vertiente norte desembocan en el lago de Nicaragua o en el río San Juan, son generalmente cortos y tienen un régimen torrencial. Algunos nacen en las faldas de los volcanes. Los ríos más importantes de esta vertiente son: Sapoá (32 km), Frío (70 km), Haciendas y San Carlos (125 km). A este se le unen los ríos Tenorio, Arenal, Coto y La Muerte, para formar el sistema hidrográfico que baña las llanuras de San Carlos y los Guatusos. El otro sistema hidrográfico de esta vertiente lo forman los ríos Sucio, Toro, Toro Amarillo, Blanco y Cuarto, que se unen para formar el río Sarapiquí (103 km), el cual es navegable en más de la mitad de su curso.
Los ríos de la vertiente del Caribe tienen un torrente constante durante todo el año, relacionado con las abundantes precipitaciones de la región atlántica. El más importante es el río Reventazón (110 km), el segundo más largo del país y el de mayor capacidad para la generación de energía hidroeléctrica de Centroamérica. Junto con el río Parismina (92 km) forma la tercera cuenca hidrográfica del país. El río Sixaola (76 km) forma límite natural con Panamá, nace en las faldas de la cordillera de Talamanca y es navegable. Se destacan también los ríos Colorado (navegable), Chirripó Norte (96 km), Tortuguero (85 km), Pacuare (133 km), Jiménez, Matina y Chirripó Atlántico (92 km), Moín, Limón, Banano, Bananito y La Estrella (52 km).
Los ríos de la vertiente del Pacífico suelen ser tranquilos, con un caudal menos torrentoso, que nacen en las faldas de los volcanes. El río más importante es el río Tempisque, cuya longitud es de 144 km, es navegable, y forma un gran sistema hidrográfico compuesto por ríos como Liberia, Bolsón, Salto, Potrero, Piedras Blancas, Tenorio, Corobicí, Cañas y Lajas, lo que le da irrigación a la importante región agrícola de Guanacaste. En la península de Nicoya se destacan los ríos Morote, Nosara, Lajas y Bongo.
En la región del Pacífico Central se ubican los ríos Jesús María y Grande de Tárcoles, cuyas aguas provienen del Valle Central Occidental; sus afluentes son el río Grande y el Virilla, que tienen sus cuencas en las provincias de San José, Heredia y Alajuela. La cuenca del río Grande de Tárcoles (111 km) es muy importante para el país, dado que aporta toda la riqueza de sus recursos naturales. Tiene un área de 2121 km², una precipitación de 2 456 mm y un caudal de 48 litros por segundo y km². Los ríos Guacimal, Abangares, Aranjuez y Barranca nacen de la sierra de Tilarán y durante la estación seca su caudal merma.
Los ríos Parrita o Pirrís (82 km), Naranjo y Savegre depositan sus aguas en el Pacífico sur del país. El río Grande de Térraba (o Díquis, su nombre aborigen), formado por los ríos General y Coto Brus, es el más extenso (186 km) y caudaloso del país. Solo es navegable en su curso inferior (22 km), cuando recorre una extensa zona sembrada de palma africana. Desemboca mediante un amplio delta cubierto de manglares en la bahía Coronado.

### Clima
Costa Rica se encuentra en la región del neotrópico, por lo que presenta un clima tropical sin grandes variaciones anuales en su temperatura y con dos estaciones bien definidas: la seca, desde principios de diciembre hasta finales de abril (llamada también verano), y la lluviosa, desde principios de mayo hasta finales de noviembre (llamada invierno). Sin embargo, la topografía del país es muy variada, con presencia de montañas, valles y llanuras en una extensión pequeña, lo que contribuye a la existencia de diferentes y muy heterogéneos paisajes climáticos a lo largo del territorio.

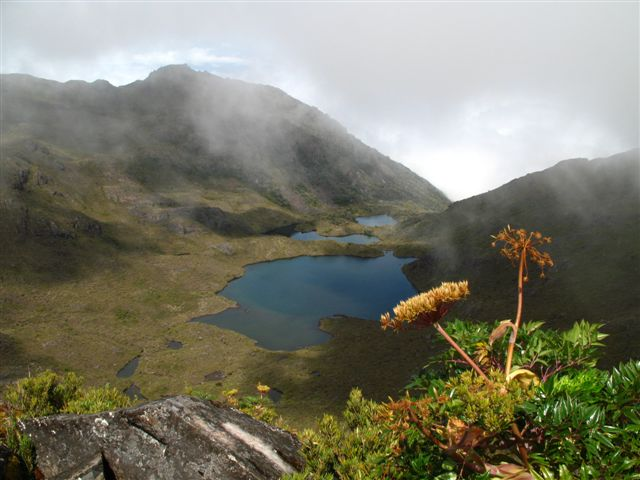
Páramo en el cerro Chirripó

Al estar ubicado en el hemisferio norte, el país se ve afectado durante los cambios de estación, durante los meses de diciembre y enero, cuando las temperaturas suelen descender mucho considerablemente por los vientos del norte en los lugares más altos del país. La duración del día se ve afectada durante los solsticios y equinoccios. La estructura montañosa del país determina el origen de tres grandes regiones climáticas con características diferenciadas: Atlántico, Pacífico y Central

### Biodiversidad y recursos naturales

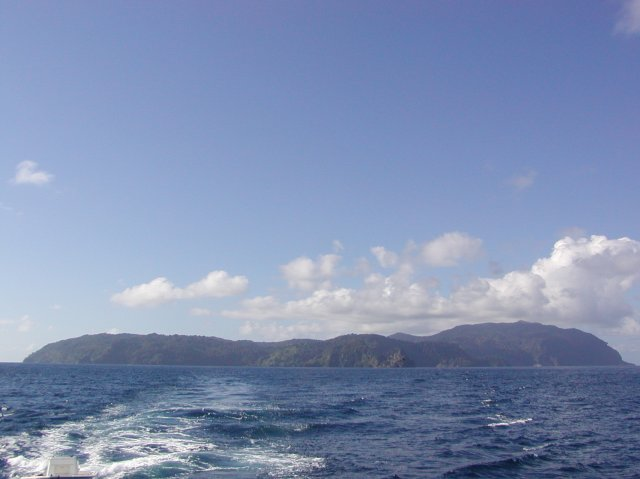
Parque nacional Isla del Coco. Declarada Patrimonio de la Humanidad por la UNESCO en el año 1997.

Con tan solo el 0.03 % de la superficie terrestre mundial, Costa Rica posee aproximadamente el 6 % de la biodiversidad del planeta. Para el año 2013, un 52.4 % de la superficie continental total del país se encontraba cubierta de bosques y selvas, mostrando un incremento de un 12% en la recuperación de la cobertura boscosa en los últimos 17 años. Aproximadamente el 25% del territorio se encuentra protegido. Entre 2005 y 2010, el país presentó una reducción en su tasa de deforestación.
Costa Rica cuenta con una mayor superficie marítima que continental dado que la zona oceánica es de 589 000 km² aproximadamente, que incluye la Isla del Coco la cual está situada a unos 480 km al suroeste de la Península de Osa, en la costa del océano Pacífico. Esta isla fue declarada Patrimonio Natural de la Humanidad por la UNESCO en el año 1997.
El país cuenta con más de 1000 especies de orquídeas, siendo Monteverde la región con mayor densidad de orquídeas del planeta. En total Costa Rica alberga a más de 10 000 especies de plantas. Además Costa Rica obtiene cerca $1 millón al año por la exportación de más de 900 000 crisálidas de 150 especies de mariposas, como la Morpho –una de las más grandes y de color azul intenso.

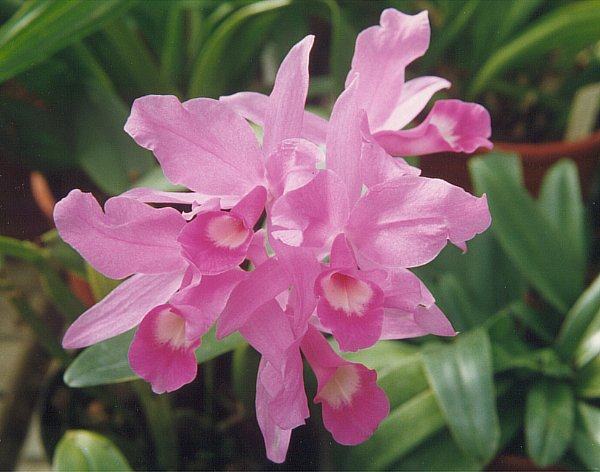
Guaria morada, símbolo nacional (Guarianthe skinneri)

En este país hay 232 especies de mamíferos, 838 especies de aves, 183 especies de anfibios, 258 especies de reptiles y 130 especies de peces de agua dulce. Entre las especies más sobresalientes que habitan el país están el puma, el jaguar, el venado, el mono, el coyote, el armadillo y varias especies de aves entre las que se destacan el quetzal, el yigüirro y el colibrí. En el país se hallan 14 de las 149 especies conocidas de ranas de cristal. Desde 1973, no se había encontrado ninguna nueva especie de rana traslúcida. Costa Rica es el primer país del continente americano en prohibir la cacería de animales por deporte.

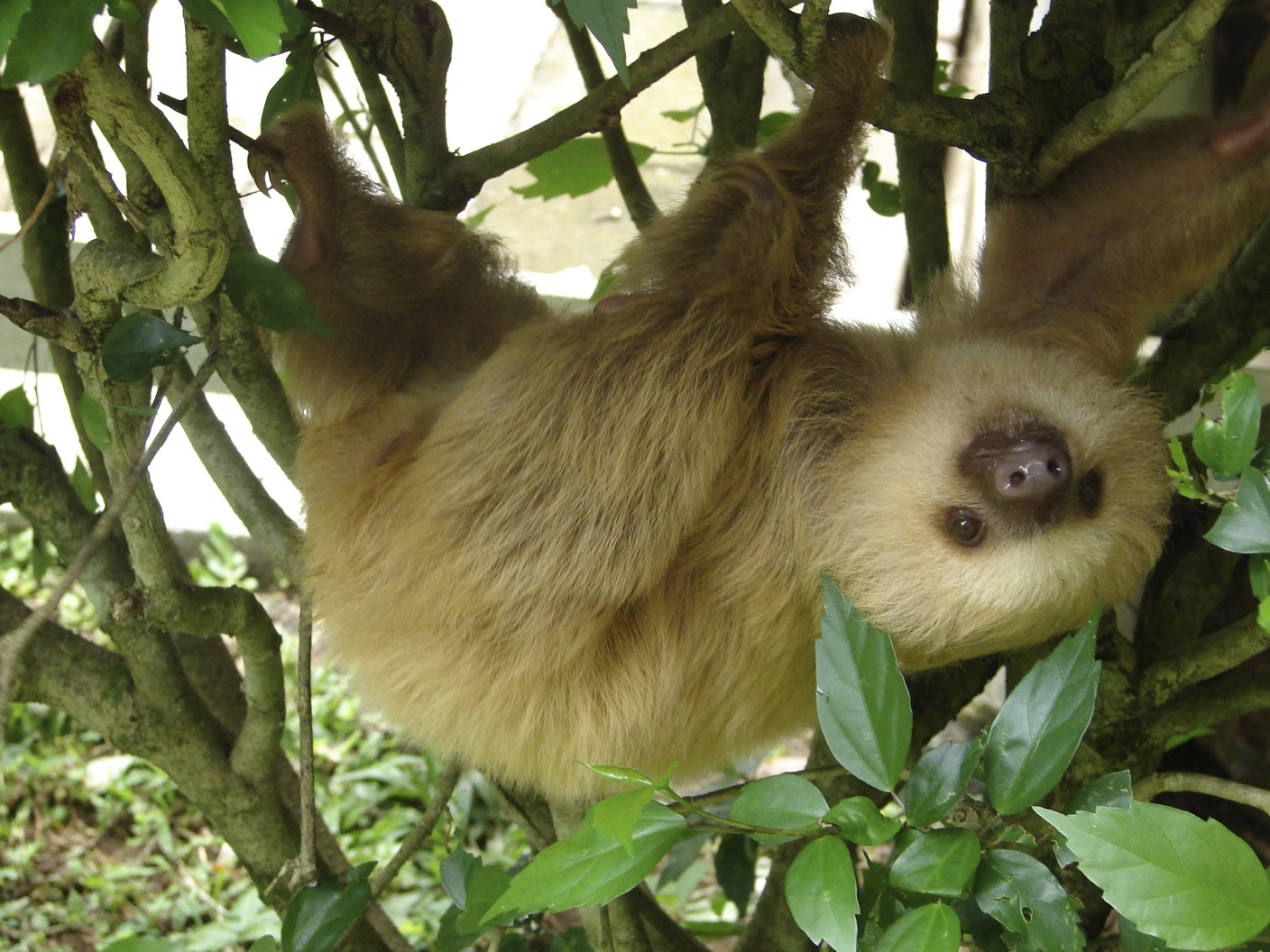
Perezoso de dos dedos (Choloepus hoffmanni)

Costa Rica es conocida como líder mundial en sustentabilidad. En 2019 produjo más del 99 por ciento de su electricidad a partir de recursos renovables. Costa Rica tiene el 6 por ciento de la biodiversidad total del planeta. High Ambition Coalition for Nature and People (HAC) tiene el objetivo de conservar el 30% de la superficie de la tierra para 2030. Esta iniciativa cuenta con el apoyo de Costa Rica y otros 50 países.

## Economía

Representación gráfica de los productos de exportación del país en 2019 en 28 categorías codificadas por color.

Costa Rica posee una economía mixta, que ha experimentado una fuerte diversificación, pasando de ser un país eminentemente agrícola a una economía de servicios. Según el Índice de Competitividad Global del Foro Económico Mundial, en el 2018 Costa Rica ocupó el cuarto lugar entre las mejores economías de América Latina y el Caribe.
El turismo es el sector con mayor crecimiento y desde inicios de la década de 2000 genera más divisas que cualquiera de los principales productos agrícolas de exportación, previamente considerados el motor económico del país.
De todas formas, mantienen gran importancia las exportaciones agrícolas tradicionales del banano, el azúcar, el cacao y la piña; así como flores y minivegetales en los últimos años. Se destaca la producción de café costarricense de alta calidad y su exportación al mercado estadounidense en donde es muy apreciado.

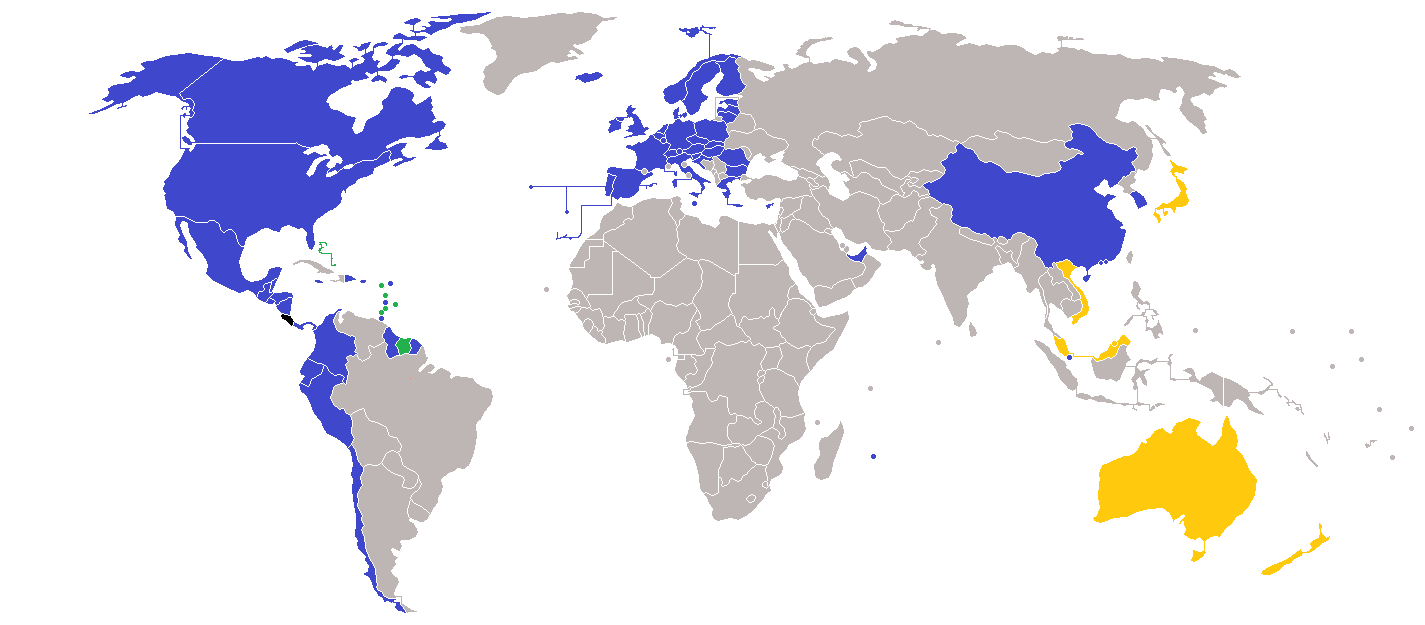
Tratados de libre Comercio Costa Rica
Costa Rica
Tratados Activos
Tratados firmados pero aún no ratificados

Igualmente, la producción de insumos médicos y quirúrgicos, de alta tecnología y de componentes electrónicos; así como el desarrollo de software, los servicios financieros, de atención a clientes y las operaciones de outsourcing, aportan cada vez más a la economía, superando tanto al turismo como a las exportaciones agrícolas desde finales de los años 1990, por los últimos 20 años.
La economía del país creció un 8.8% en 2006, un 6.8% en 2007 y un escaso 3% en el 2008. Para finales del 2015, la actividad económica del país creció en un 4.3%, el mejor cierre de los últimos cuatro años. Para el 2014, el PIB interanual ascendió un 3,5% con respecto al de 2013. Durante el 2015, el país experimentó deflación. Más recientemente, en 2020, el país sufrió las pérdidas por la pandemia del Covid-19 y su economía disminuyó -4.1% para luego recuperarse, producto de la reapertura, debido al progreso en la vacunación, y la economía creció 7.8% en 2021. Según el Banco Central de Costa Rica (BCCR) el país en 2022 posee la décimo-tercera tasa de inflación más alta de Latinoamérica con 5,8%. En 2022 el crecimiento de la economía fue de un 4.3% impulsado por la recuperación de la mayoría de sectores volviendo a niveles similares o superiores a los de prepandemia y mejorando la recadudación debido a la puesta en marcha de la reforma fiscal, una eficiente gestión en el manejo y reducción del gasto respecto al PIB y una renegociación de la deuda del país con el proyecto de emisión de los Eurobonos por un monto de 5000 millones de dólares que ha permitido bajar bastante las tasas de interés y disminuir el impacto de la inflación remanente. La inflación está en reducción y se espera que para finales de 2023 se encuentre en el rango meta del Banco Central entre el 4% al 3%. El tipo de cambio a consecuencia de la puesta en marcha de estas medidas y de la gran recuperación del sector turismo ha presentado una fuerte evaluación del Colón frente al dólar estadounidense. En 2023 las calificadoras de riesgo Fitch Ratings y Standar and Poors (S&P) subieron la nota del país debido a la mejora fiscal y la estabilidad presentada en el año 2022 y se espera que también la calificadora Moody's mejore la calificación del país pronto.        
Según datos del Instituto Nacional de Estadística y Censos, el ingreso promedio por hogar fue de 1.034.362 colones mensuales en 2017 (aproximadamente US$1.815 mensuales). Mostró un crecimiento de 0,7% respecto al año 2016. La pobreza está estimada en 16.5%, lo que la ubica en el tercer lugar entre los países de América Latina con menos pobreza, según Cepal. Según la Encuesta Nacional de Hogares del Instituto Nacional de Estadística y Censos, dicho rubro alcanzaba en 2015 el 21.7%.

### Turismo
El turismo es la tercera fuente de ingreso de divisas de la economía costarricense, después de la exportación de dispositivos médicos y servicios de informática. El sector de turismo da empleo directo a 130.000 personas. Costa Rica ofrece actualmente 45 531 habitaciones. Con un ingreso anual de US$ 2636 millones en 2014, la industria turística de Costa Rica obtuvo un 30 % de los ingresos por turismo de región centroamericana, y se destaca como el destino más visitado del istmo, ya que en 2014 el país alcanzó un nuevo récord histórico de visitantes con 2 526 817 turistas. Para 2015, el número de visitantes creció en un 5.5 %, para 2 665 608 visitantes y en 2019 se superaron los 3 100 000 turistas. Con alrededor de 500 visitantes por cada mil habitantes, Costa Rica tiene uno de los índices más altos de turistas per cápita de la Cuenca del Caribe. En la clasificación del Índice de Competitividad en Viajes y Turismo de 2017, Costa Rica alcanzó el lugar 38, siendo el cuarto clasificado entre países de América Latina.
La mayoría de los visitantes extranjeros proviene de los Estados Unidos y Canadá (67.5%) y de países de la Unión Europea (16%), lo que le permite recibir en media aproximadamente entre US$1300 y $1400 por visitante, valor por visita entre los más altos de América Latina. En 2005 el turismo contribuyó con un 8,1 % del PIB del país, y representó un 13,3 % de los empleos directos e indirectos. Desde inicios de los años 2000, el turismo genera para el país más ingreso de divisas que la exportación de banano y café juntos.
El país ofrece condiciones de sol, playa, selva, montaña, ciudad, aventura, ecoturismo, turismo rural comunitario, y presenta potencial en las áreas de deportes, bienestar y salud, moda y turismo de reuniones. El ecoturismo es extremadamente popular entre los turistas extranjeros que visitan la amplia cantidad de parques nacionales y áreas protegidas que existen por todo el país. Costa Rica fue uno de los pioneros en ecoturismo y es reconocido como uno de los pocos destinos internacionales con verdaderas opciones de turismo ecológico.

Turismo en Costa Rica
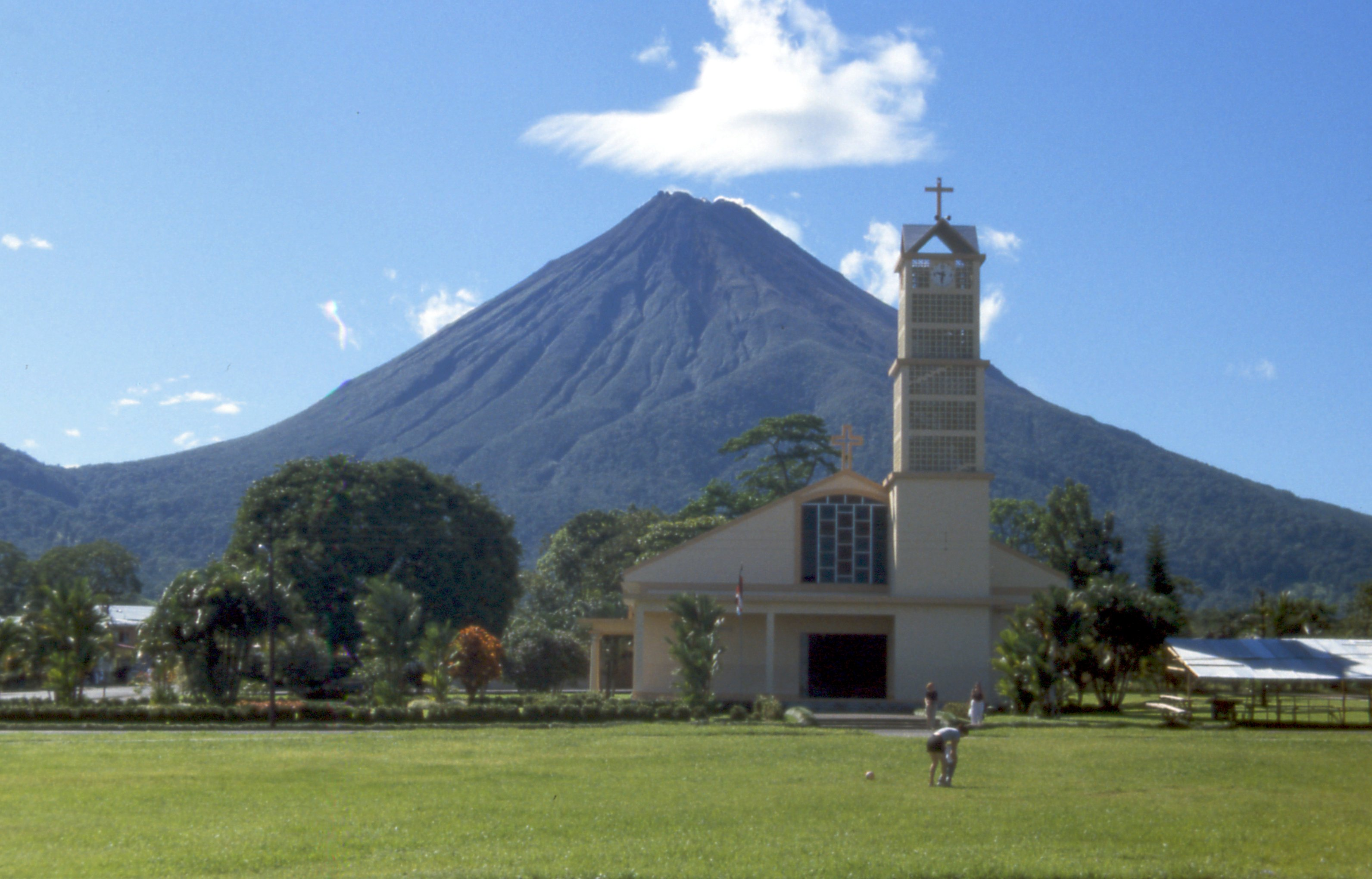
La Fortuna de San Carlos.
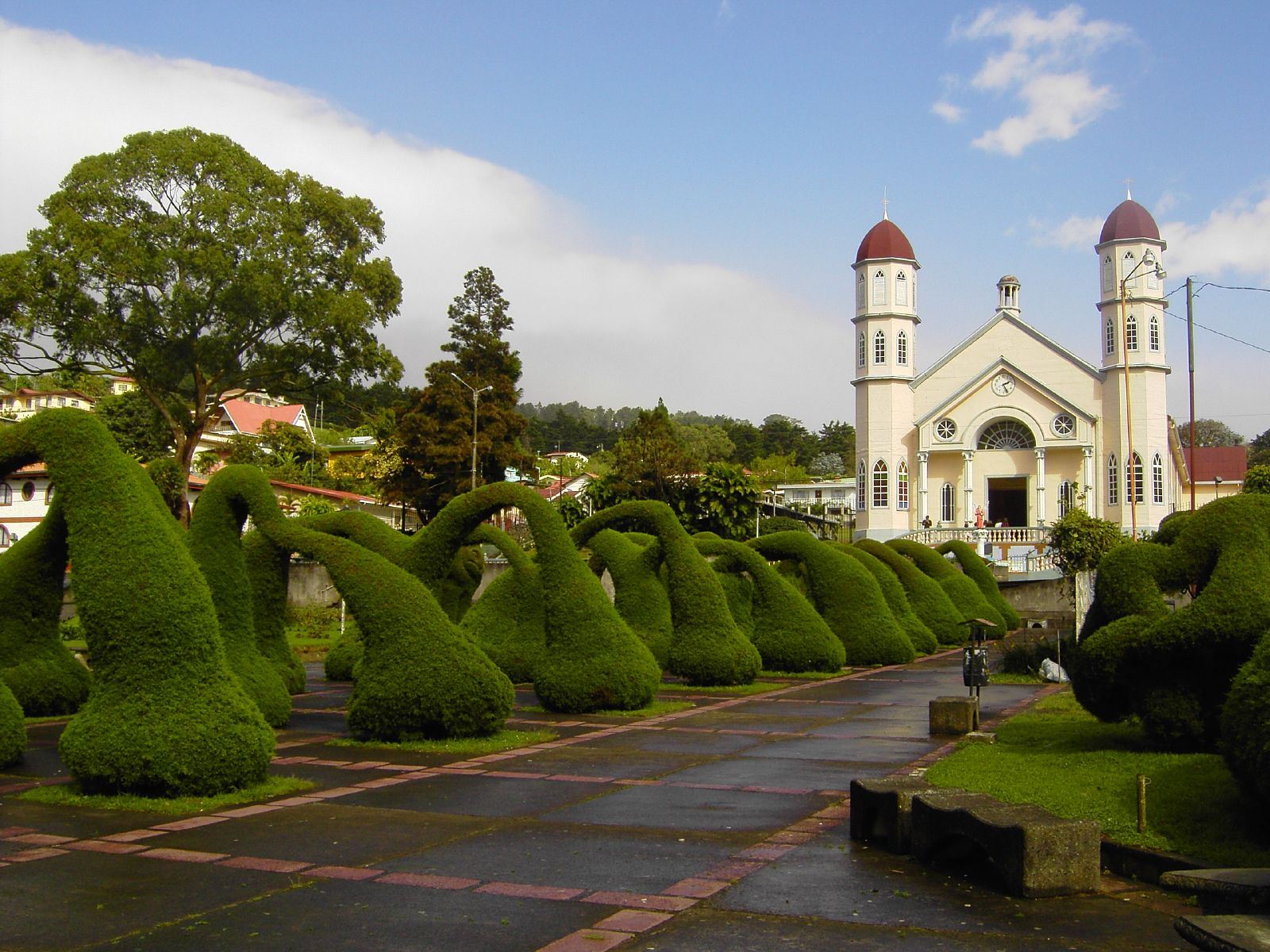
Iglesia y parque de topiarios en Zarcero.
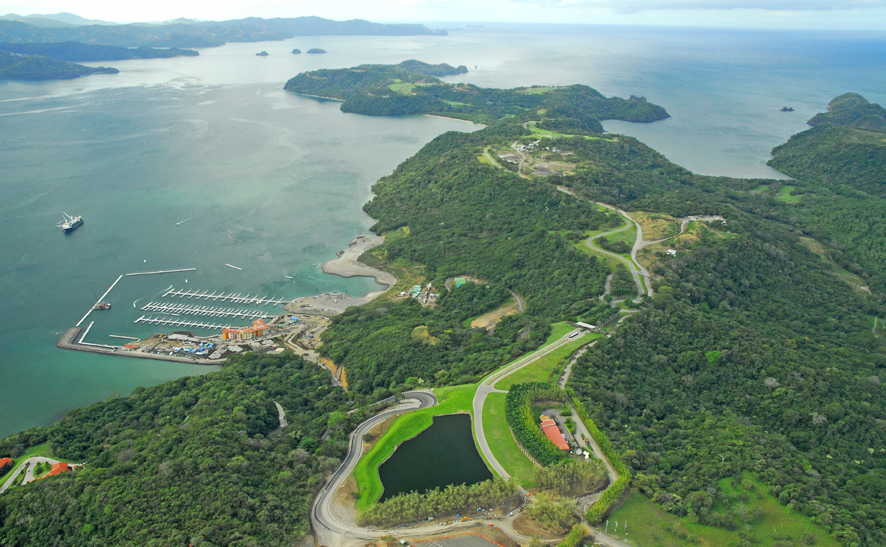
Marina de Papagayo en Bahía Culebra, Guanacaste.
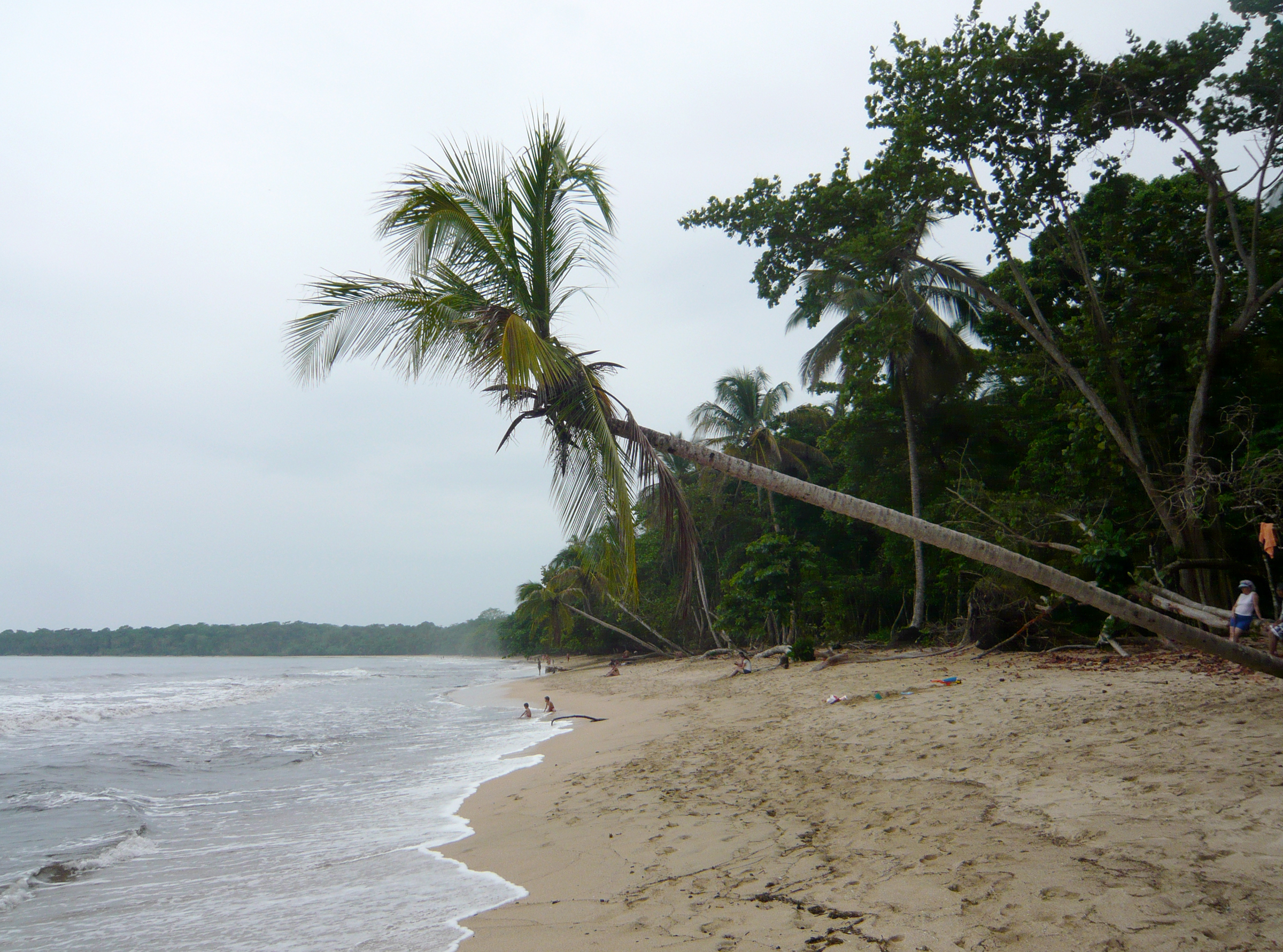
Parque Nacional Cahuita.
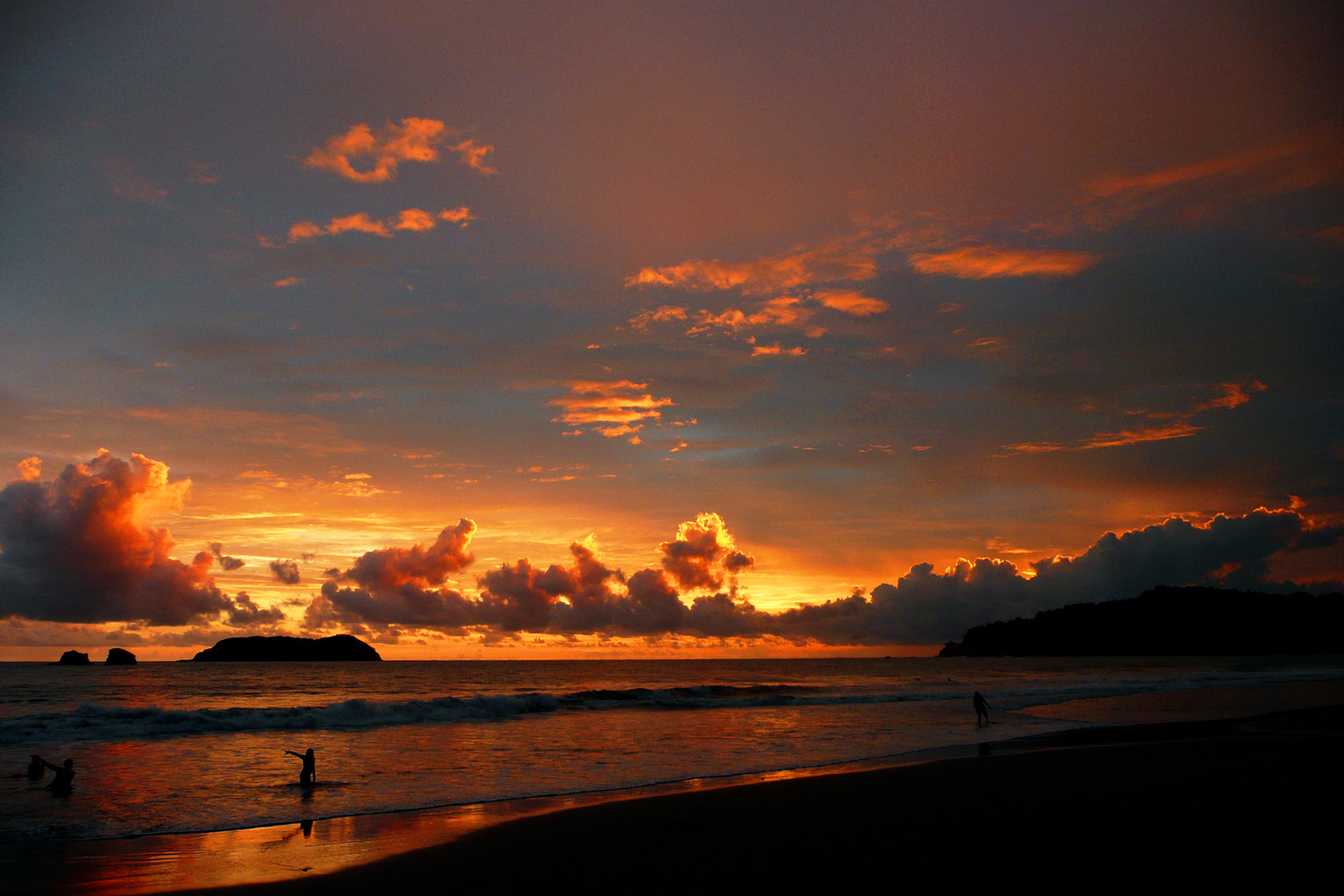
Atardecer en Parque Nacional Manuel Antonio.

### Agricultura
La economía costarricense ha estado históricamente basada en la agricultura, y aún hoy sigue siendo un sector importante en la generación de divisas. El café se destaca por haber sido el motor económico del país durante buena parte de su historia, constituyéndose junto al banano en la base del modelo agroexportador por lo menos hasta 1980. Actualmente es el tercer producto agrícola de exportación, detrás de la piña y el banano. Asociado al cultivo cafetalero, existe toda una industria paralela basada en la producción de café refinado (gurmé), coffee tours y producción de artesanías y productos alusivos al grano.
Asimismo, el país es el séptimo mayor productor de bananos a nivel mundial, con una exportación de 100 millones de cajas anuales (1.8 millones de toneladas métricas), lo que significó ventas en 2014 por 903 millones de dólares. Para el año 2014, la exportación bananera significó el 8 % del total de las exportaciones del país. Los principales destinos son la Unión Europea (48.5%) y los Estados Unidos (40.5 %). Además, Costa Rica es el principal exportador mundial de piña desde 2013, generando 27 000 empleos directos y 110 000 indirectos.
Otros cultivos importantes son el cacao, que se destaca entre los mejores del mundo, la caña de azúcar, la palma africana, diversos tipos de flores y hortalizas.

## Infraestructura

### Transportes

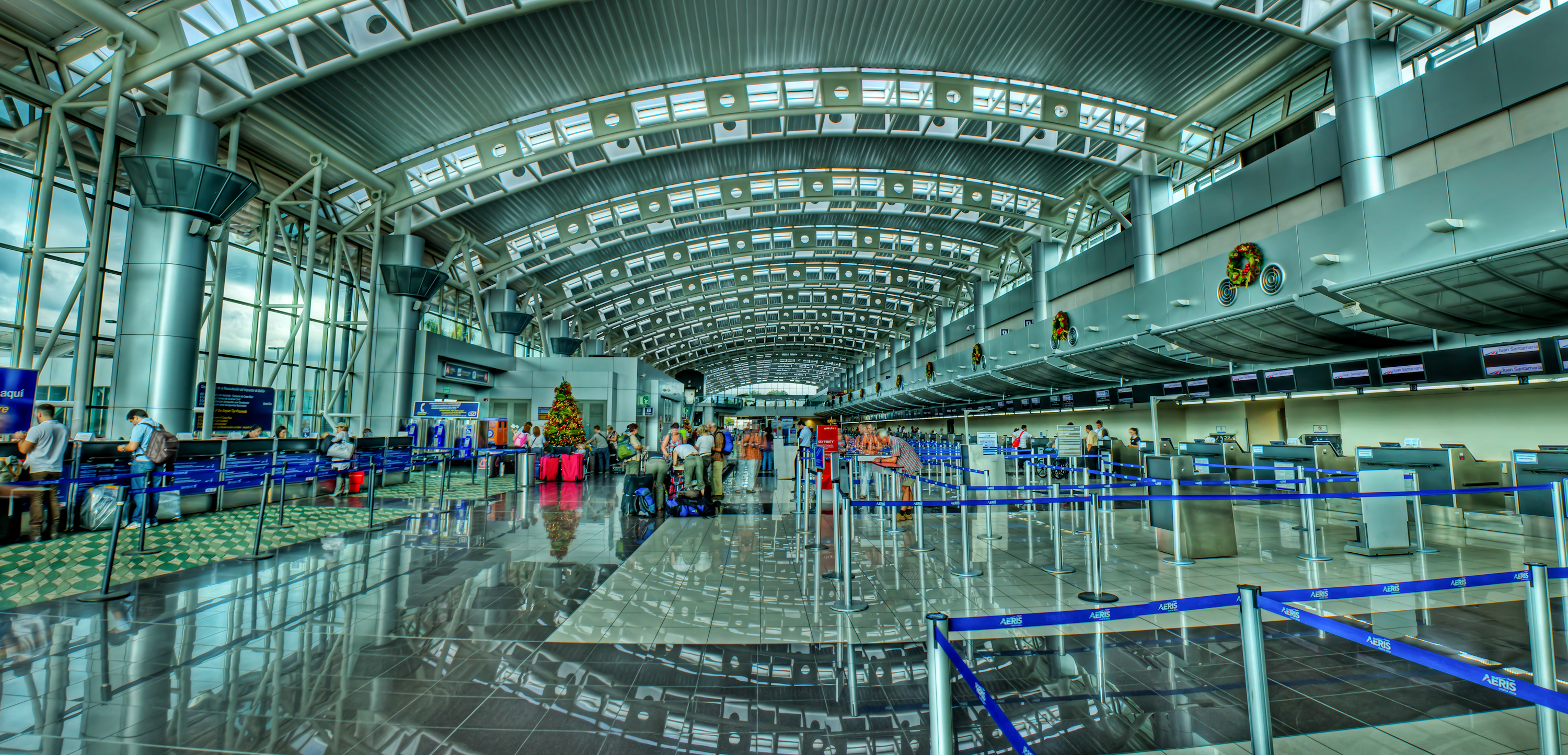
Interior de la terminal del Aeropuerto Internacional Juan Santamaría.

El Ministerio de Obras Públicas y Transportes (MOPT) es la institución pública encargada de la construcción y el mantenimiento de la infraestructura vial, aeroportuaria y portuaria del país, la regulación del tránsito, la elaboración de mapas y cartas geográficas del país, y la atención de calamidades y desastres que afecten la infraestructura nacional. Esta institución fue creada en 1860 como Dirección General de Obras Públicas, adscrita a una de las Secretarías del Estado. A partir de 1870, pasó a formar la Cartera de Obras Públicas y en 1948, se convirtió en Ministerio de Obras Públicas, que luego pasó a llamarse Ministerio de Transportes (1963), y finalmente tomó su nombre actual en 1971.
El sistema ferroviario de Costa Rica cuenta con 278 km y está a cargo del Instituto Costarricense de Ferrocarriles (Incofer). Se hace uso del Tren Interurbano para el transporte de pasajeros dentro de la Gran Área Metropolitana, servicio que fue habilitado al reacondicionar los remanentes del Ferrocarril al Atlántico y el Ferrocarril al Pacífico, ambos servicios obra del siglo XIX y en abandono parcial, con pequeñas operaciones industriales de carga en sendos litorales del país.
Costa Rica posee en total 151 aeropuertos y pistas de aterrizaje, de los cuales 36 cuentan con caminos pavimentados. De ellos, existen cuatro aeropuertos internacionales: el Aeropuerto Internacional Juan Santamaría, ubicado en la ciudad de Alajuela; el Aeropuerto de Guanacaste, en la ciudad de Liberia, Guanacaste; el Aeropuerto Internacional de Limón, en esta provincia del Caribe; y el Aeropuerto Internacional Tobías Bolaños, en San José. El Juan Santamaría se considera el principal aeropuerto del país.
Los dos principales puertos de Costa Rica son Puerto Limón, en el Caribe, y Puerto Caldera, en el Pacífico, por donde se realizan las exportaciones e importaciones del país por vía marítima.

### Medios de comunicación
La constitución política de Costa Rica garantiza la libertad de expresión y de prensa en su artículo 29. Según la organización Reporteros sin Fronteras, Costa Rica es el país de América Latina mejor calificado en libertad de prensa, y en 2018 ocupó el décimo lugar a nivel mundial.

#### Prensa escrita
Costa Rica tiene una gran tradición periodística. Han existido publicaciones de todos los temas, tanto políticos, religiosos, como de protesta. El periodismo en Costa Rica como tal fue creado el 25 de noviembre de 1824 mediante el decreto 23 de la Colección de Leyes de ese año, durante el gobierno de Juan Mora Fernández, el cual hace una invitación a los ciudadanos a establecer periódicos manuscritos. La imprenta fue introducida a Costa Rica en 1830, importada por Miguel Carranza Fernández, y se llamó La Paz. El primer medio impreso de Costa Rica fue creado por Joaquín Bernardo Calvo (a quien se considera como «Padre del periodismo costarricense») cuando el 4 de enero de 1833 circuló el primer número del semanario El Noticioso Universal. En la actualidad circulan en el país varios diarios impresos, siendo los principales La Nación, La República, Semanario Universidad, The Tico Times y Diario Extra, que también cuentan con edición digital. Existen también algunos periódicos independientes de Internet como: CRHoy, La Prensa Libre, El Mundo CR, Nuestro País, AMPrensa.com, Acontecer.co.cr y Culturacr.net.

#### Televisión
La historia de la televisión de Costa Rica inicia el 9 de mayo de 1960 cuando el empresario René Picado y Carlos Manuel Reyes crean la primera compañía de televisión en el país denominada Televisora de Costa Rica (Teletica) o más popularmente conocida, Canal 7. Televisora de Costa Rica empezó a transmitir varias series compradas a los Estados Unidos tales como la Familia Monster, Mister Ed y otras más. Posteriormente iniciaron las transmisiones en vivo. La primera en estrenar esta modalidad fue la visita del entonces presidente de los Estados Unidos, John F. Kennedy a Costa Rica en 1963. Otro recordatorio de las primeras transmisiones en vivo vía microonda y satélite fue la llegada del primer hombre a la luna el 20 de julio de 1969. En ese entonces 600 millones de personas vieron el espectáculo alrededor del mundo.
En la década de los 70 inició la transmisión de teleseries nacionales, lo que se extendió hasta la actualidad. Los presentadores más destacados en ese entonces fueron Rodrigo Sánchez y Santiago Ferrando.[cita requerida] Luego nace el primer noticiero en la historia de Costa Rica, denominado Telenoticias.
Hasta finales de la década de los 80 se inició la venta de transmisiones por cable, por lo que aumentaron las opciones de poder ver eventos deportivos, series de entretenimiento, cultura y programas educativos y hasta científicos.
En noviembre de 1994 aparece la empresa Representaciones Televisivas S.A., conocida como Repretel. Como inauguración adquieren el Canal 9, que pertenecía a Multivisión. En mayo de 1995, Repretel adquiere la frecuencia que durante varios años perteneció a Telecentro, el Canal 6. En 1996, se adquirió el Canal 11. En 2000, se devolvió a su concesionario el Canal 9 e inmediatamente se empezó a transmitir en el Canal 4 (que también pertenecía a Multivisión, cadena que años más tarde fue organizada de una sociedad cooperativa).
Emisora Pública
- Canal 13 (perteneciente al Sistema Nacional de Radio y Televisión).

Emisoras Privadas
- Canal 9
- Representaciones Televisivas.[190]
- Televisora de Costa Rica
- Multimedios Costa Rica

#### Radio
Costa Rica es uno de los países pioneros en América Latina en cuanto a radiodifusión. En 2012, se reportaron un total de 125 radioemisoras transmitiendo desde todo el territorio nacional, tanto en amplitud modulada como en frecuencia modulada, la mayoría de ellas agrupadas en la Cámara Nacional de Radiodifusión (CANARA). Existen desde grandes grupos radiofónicos como Central de Radios-Repretel, Cadena Radial Costarricense, Cadena de Emisoras Columbia, Grupo Radiofónico Omega y Prisa Radio-Multimedios Radio hasta pequeños radiodifusores independientes. Los programas tratan temas de la más diversa índole: deportivos, radionoticieros, musicales, juveniles, infantiles, religiosos, humorísticos, políticos y otros. Entre las principales radioemisoras del país pueden mencionarse: Monumental, Columbia, Sinfonola 90.3, Azul 99.9, Omega, Fides, Faro del Caribe, EXA, Los 40 Principales, Musical, WAO, La mejor FM, Zeta FM, Bahía Puntarenas, Bésame, 95.5 Jazz, Malpaís, 959, 103 FM, Radio U, Momentos Reloj, 106.3 Pura Vida, 94.7, Radio Dos, 91.5 Teletica Radio y muchas otras más.

### Energía y producción eléctrica

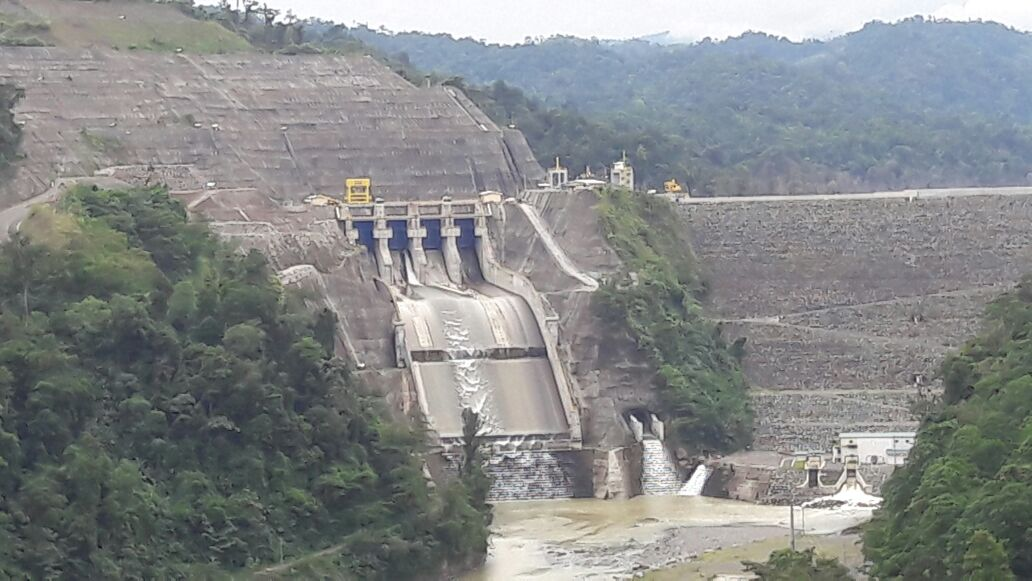
La represa hidroeléctrica Reventazón, construida por el Instituto Costarricense de Electricidad, es la más grande de Centroamérica y la segunda obra de infraestructura más grande del istmo luego del Canal de Panamá.

En Costa Rica se explotan cinco fuentes de energía, en orden de importancia: hídrica, térmica, geotérmica, eólica y solar. En América Latina, Costa Rica se destaca como líder en la producción de energía renovable, debido principalmente a la producción de energía hidroeléctrica, según el informe Líderes en energía limpia de la organización World Wildlife Fund (WWF).
La primera planta hidroeléctrica del país, Aranjuez y ubicada en el centro de San José, entró en operación en 1884, convirtiendo en esa época a la capital costarricense en la tercera ciudad del mundo iluminada por energía eléctrica, luego de Nueva York y París. A partir de ese acontecimiento se continuaron construyendo diversas obras de generación eléctrica en varios lugares del país, como producto de iniciativas de las municipalidades y de empresarios privados, tanto nacionales como extranjeros.
La producción de energía eléctrica en Costa Rica está a cargo del Instituto Costarricense de Electricidad (ICE, 1949), empresa estatal que también brinda el servicio de telecomunicaciones. Entre las funciones del ICE están:
- Construir plantas de generación eléctrica.
- Unificar toda la capacidad instalada en un único sistema.
- Expandir los servicios mediante la edificación de redes de distribución.

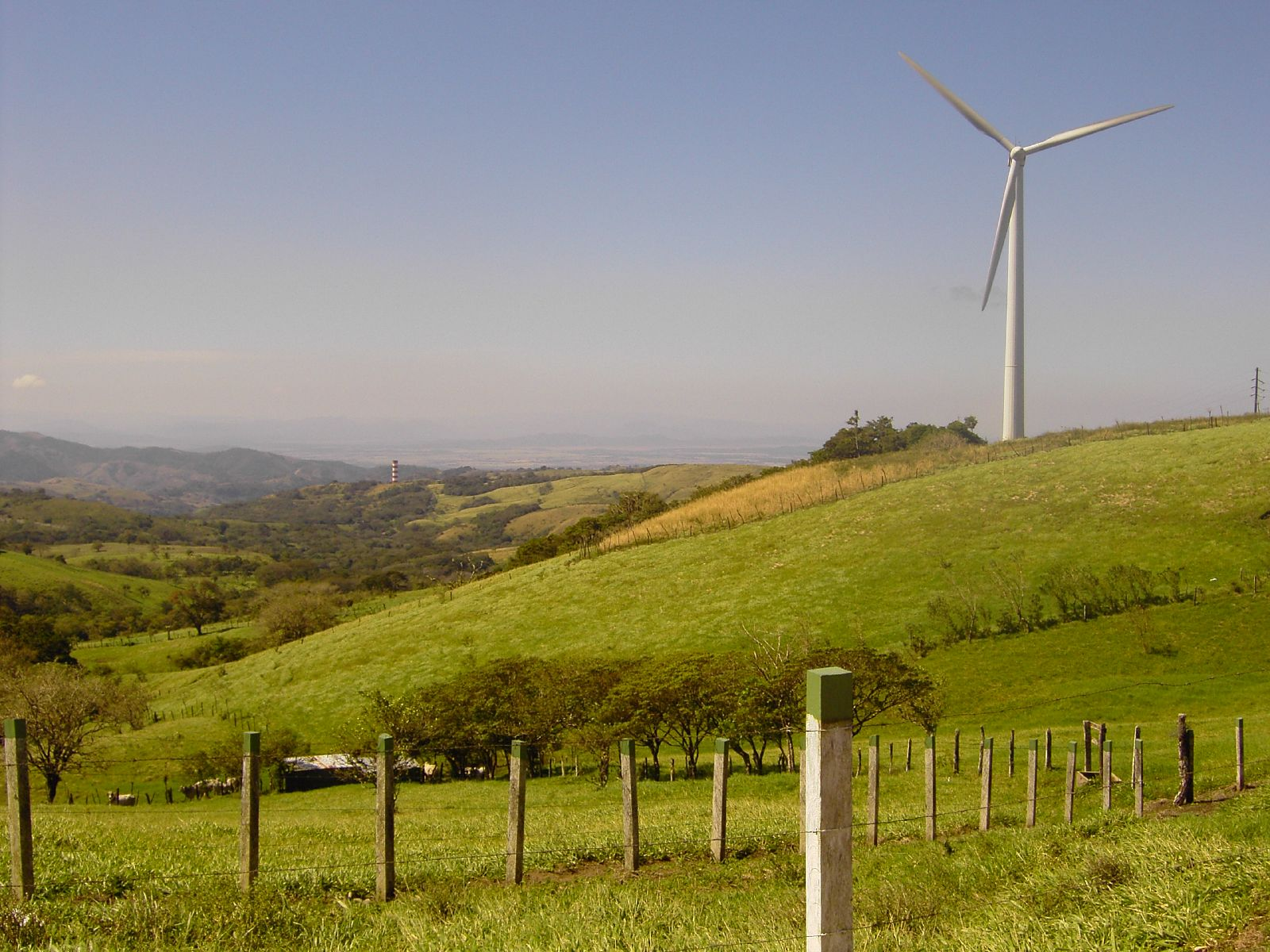
Generación de energía eólica en Tilarán.

El desarrollo de la cobertura eléctrica del país a través de los años y como consecuencia de la obra realizada por el ICE, y otras empresas de distribución eléctrica, ha tenido un desarrollo vertiginoso en las tres áreas que componen un sistema eléctrico: Generación, Transmisión y Distribución. Cuando se creó el Instituto aproximadamente el 15 % del territorio nacional continental tenía cobertura eléctrica. Cincuenta y un años después, en el año 2000, ese porcentaje llegaba a un 94.4%. Para 2009, el porcentaje de cobertura energética alcanza el 98.6 % del país, un porcentaje comparable al de países desarrollados. En 2014, el servicio eléctrico costarricense fue catalogado como el segundo mejor de América Latina, superado únicamente por Uruguay, según un estudio realizado por la Federación Interamericana de la Industria de la Construcción (FICC).
En 2015, Costa Rica cerró el año con un 99 % de generación de energía eléctrica a partir de fuentes renovables, sin utilizar hidrocarburos. Esto le valió un reconocimiento al país en el marco de la XXI Conferencia sobre Cambio Climático (COP21) celebrada en París, al ser iluminada la emblemática Torre Eiffel con el lema «100 % Pura Vida», en alusión a Costa Rica, como parte de la campaña «One Heart, One Tree». El 16 de septiembre de 2016, el ICE puso en total funcionamiento el Proyecto Hidroeléctrico Reventazón, la planta hidroeléctrica más grande de Centroamérica, la mayor obra de infraestructura construida en el país en toda su historia y la segunda construcción en tamaño en la región después del Canal de Panamá, con una capacidad instalada de 305.5 megavatios y una inversión de 1400 millones de dólares. Costa Rica es el tercer país de América con mayor producción de energía geotérmica, después de Estados Unidos y México.

## Demografía
Según el Instituto Nacional de Estadística y Censos la población de Costa Rica en noviembre de 2022 alcanzará los 5.226.362 habitantes.
En cuanto a su crecimiento, la misma lo hace anualmente al alto ritmo de 1,4 . Esto se debe a una natalidad moderadamente alta, 16,5 por cada 1000 y a una mortalidad baja, 4,8 (5) por cada 1000 habitantes, sin embargo ha variado 5 milésimas más esa cantidad del 2017 al 2018.

### Diversidad étnica
La población costarricense es multiétnica y pluricultural, originada en el mestizaje amplio e interminable entre sus pobladores nativos (pertenecientes a las áreas Mesoamérica e Intermedia), diversos grupos europeos, sefardíes de origen mediterráneo, asiáticos y africanos. Actualmente en el país habitan más de 4,85 millones de descendientes de españoles (blancos o mestizos), de 250 000 a 500 000 descendientes de italianos, 400 000 afrodescendientes, más de 60 000 descendientes de chinos, y cerca de 30 000 descendientes de libaneses, entre muchos otros; que según el último censo realizado en 2011 se autoperciben como un 83 % de blancos y mestizos, 6,72 % de mulatos, 2,42 % de indígenas, 2 % de negros y 5,95 % de otros grupos.

#### Migración
Costa Rica es el país latinoamericano con mayor cantidad de inmigrantes porcentualmente. Según la Organización Internacional para las Migraciones hacia 2017 viven 414 148 extranjeros en territorio costarricense, lo que roza un 9% de la población total. Esta cifra se incrementa hasta un 12 o 13%, de acuerdo a un estudio llevado a cabo por la Universidad de Costa Rica a mediados de 2017.
En el país predomina la entrada de inmigrantes económicos y de refugiados políticos. Actualmente las comunidades extranjeras más grandes son las provenientes de Nicaragua (70,9 %), Colombia (5 %), El Salvador (3,3 %) y Estados Unidos (3 %). Hay un 17,8 % que corresponde a otras más de 150 nacionalidades, con comunidades importantes de panameños (12 000), cubanos, venezolanos (5000 c/u), hondureños y mexicanos (3000 c/u). Desde hace varios años hay un movimiento migratorio destacable de canadienses, europeos (especialmente españoles, británicos, alemanes, suizos, suecos e italianos) y asiáticos (chinos, taiwaneses y japoneses), que se afincan en el país atraídos por la estabilidad general. Además, Costa Rica ostenta la tasa de emigración más baja de América Central, con 143 465 costarricenses viviendo en el extranjero que representan el 2,8 % de la población.

### Idioma

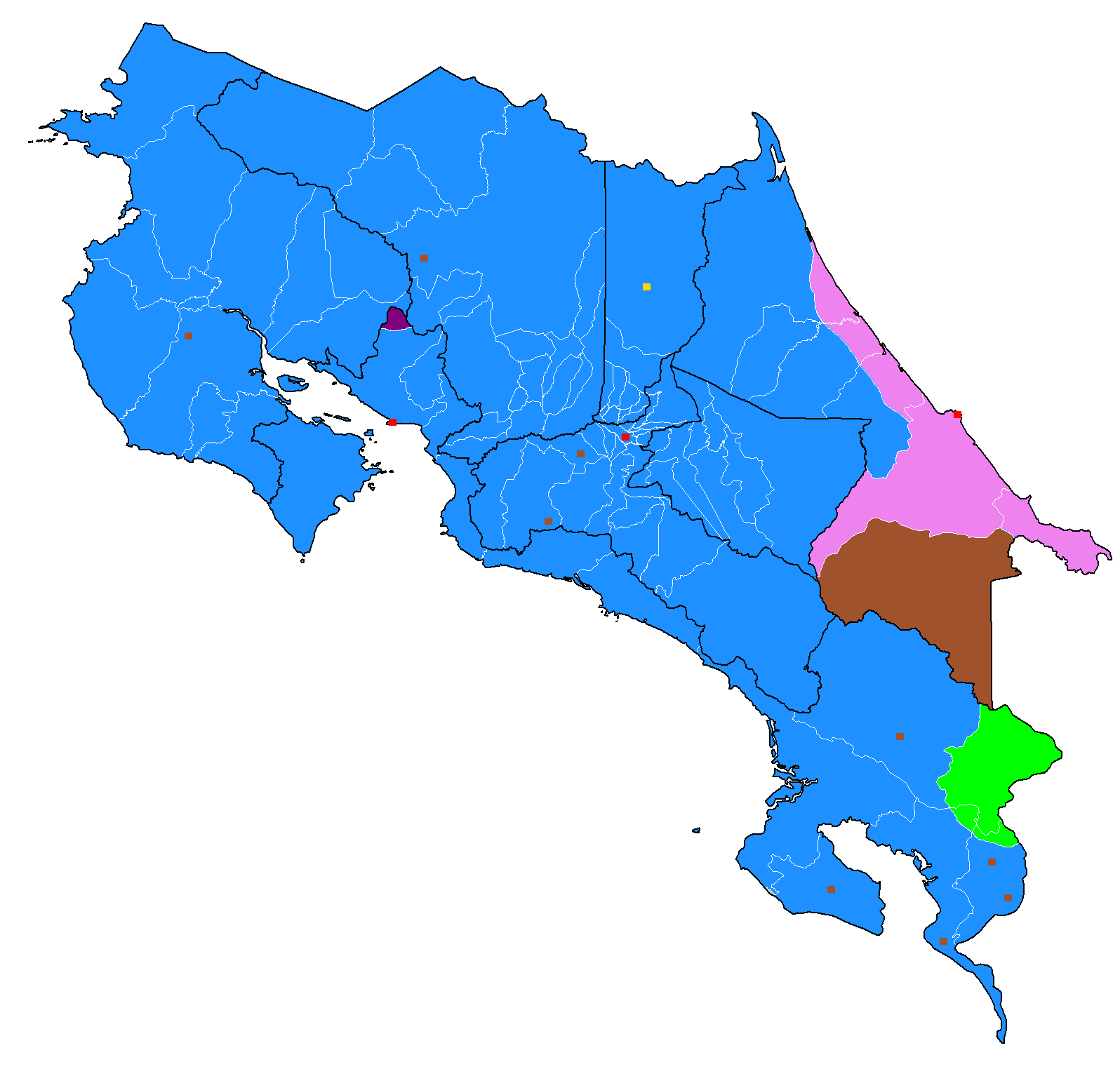
Mapa lingüístico de Costa Rica, donde se distinguen:
Español. (hablado en todo el país)
Inglés criollo limonense.
Inglés cuáquero.
Idiomas indígenas.
Chino.
Italiano cotobruseño.
Alemán sarapiqueño.

Existe una gran variedad idiomática en el país, debido a que constitucionalmente se reconoce como oficial al idioma español, pero además se hablan 5 lenguas autóctonas, a saber, el maleku, cabécar, bribri, guaimí y bocotá. De forma paralela, en la zona caribeña del país se habla el mekatelyu o inglés criollo limonense, que se podría definir como una combinación de patois (inglés criollo jamaiquino) con «tico» (español costarricense). Este nombre es una suerte de onomatopeya formada a partir de la pronunciación de la frase «May I tell you» en esta variante del inglés. Un dialecto anglófono distinto se habla en Monteverde donde predomina el inglés cuáquero.
Por otro lado en el sureste del país, en San Vito y otras comunidades de la región, se encuentran numerosas colonias de habla italiana de mayoría sarda y siciliana. Sin embargo, el paso del tiempo y la inmigración costarricense hacia el sur han creado un dialecto híbrido local que mezcla el español con lenguas itálicas. Incluso, en las escuelas públicas de esta zona el italiano estándar es impartido como asignatura obligatoria y puede elegirse para rendir en el bachillerato. Del otro lado del territorio, en la zona norte, se encuentran numerosas colonias de alemanes y menonitas de ascendencia alemana que practican el idioma alemán y —estos últimos— un dialecto derivado del alemán antiguo llamado platzdutch. También es destacable la presencia del idioma chino, en sus variantes del mandarín y cantonés que se hablan en el país por la numerosa comunidad de inmigrantes chinos y sus descendientes desde el siglo XIX.
Otros idiomas que tienen presencia importante en Costa Rica son: el francés, que constituye una asignatura impartida obligatoriamente en varias escuelas y en el Tercer Ciclo de la Educación Básica, sin contar que es hablado por la numerosa comunidad francesa del país y sus descendientes y es promovido por decenas de instituciones culturales, el idioma árabe también tiene presencia debido a la inmigración libanesa y de otros países levantinos, el hebreo también es utilizado por alrededor de 1000 israelíes que viven en el país y por la extensa comunidad judeocostarricense, finalmente el idioma portugués cuenta con la presencia de 1500 brasileños que habitan en el país y es un idioma que cada vez es más promovido e impartido en diversas escuelas y colegios.

### Religión

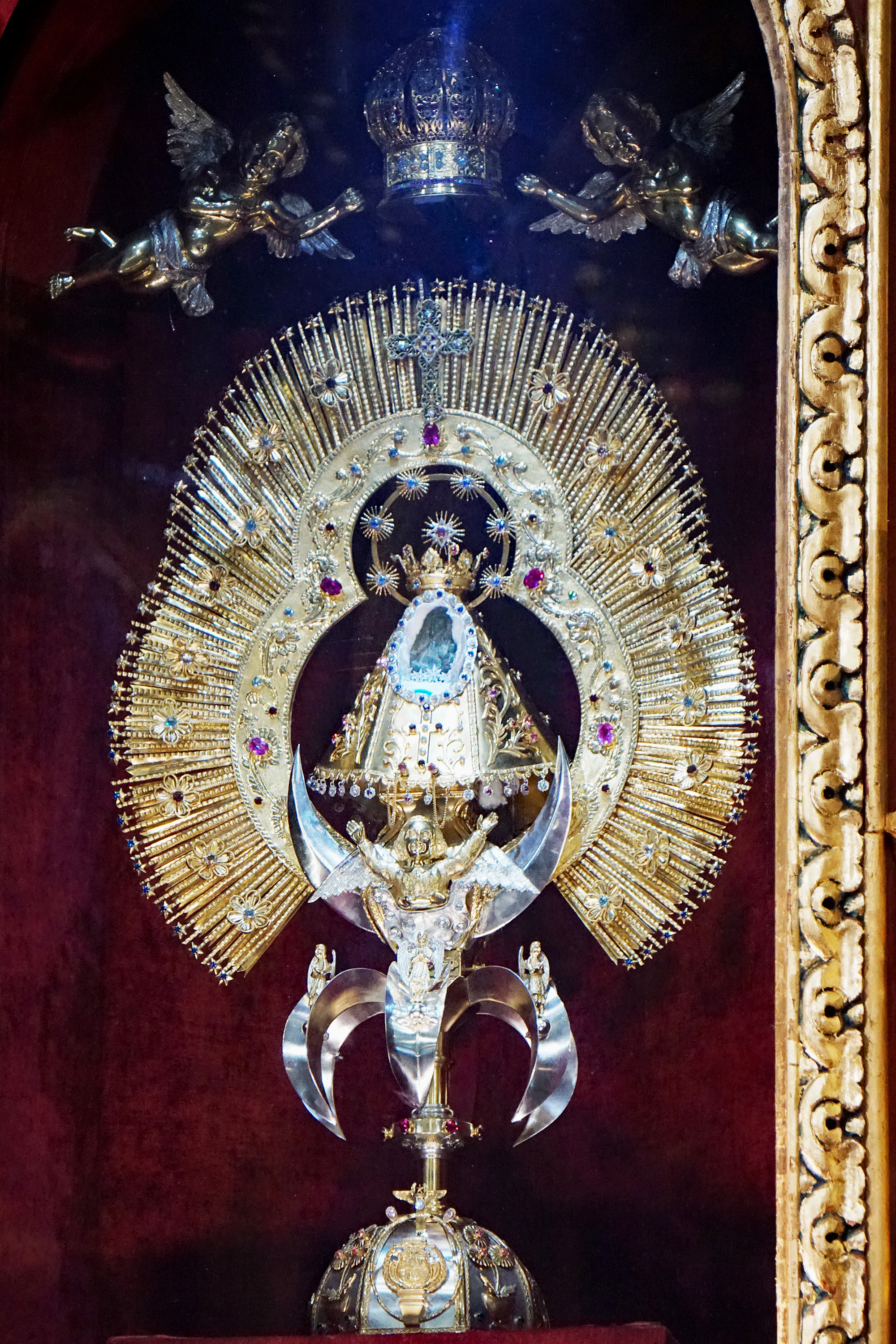
Imagen de la Virgen de los Ángeles, declarada en 1824 patrona de Costa Rica.

Según el artículo 75 de Constitución, la religión oficial del país es la católica, lo que convierte a Costa Rica y Argentina en los únicos estados confesionales de América. El mismo artículo también reconoce la libertad de culto. El catolicismo es la religión predominante entre la población, producto de la herencia española, y muchas tradiciones religiosas católicas se siguen celebrando en la actualidad en el país, como la Semana Santa o la tradicional romería del 2 de agosto a Cartago para visitar a la Virgen de los Ángeles, patrona de la nación. Sin embargo, su dominio ha venido disminuyendo con los años, pasando de un 86% en 1996, a un 62% en 2017. El estudio más reciente realizado en el país, efectuado por el Instituto de Estudios Sociales de Población (IDESPO) de la Universidad Nacional en 2018, reportó que un 52.5% de la población se declaró católica practicante, confirmando una tendencia en la reducción del catolicismo que se viene dando tanto en Costa Rica como en América Latina desde los años 1990. Por el contrario, los protestantes de las distintas denominaciones han venido creciendo. El protestantismo prácticamente se duplicó entre 1996 y 2013, pasando de un 9% a un 21%, respectivamente, representando en la actualidad un 27.1% de la población según la encuesta de IDESPO.
Las personas sin religión pasaron de un 5% a un 11% entre 1996 y 2013 según datos de Latinobarómetro, mientras que la encuesta de IDESPO reportó un 2.4 % declarándose como ateo o agnóstico, sin embargo, la encuesta de IDESPO también reveló que un 16.5 % de los costarricenses cree en un dios, deidad o fuerza superior, pero no practica ninguna religión. Esta diferencia radica en que la encuesta de IDESPO es la primera que estableció una diferenciación entre creyentes sin religión y agnósticos, algo que no se había realizado en encuestas anteriores, que incluían a ambos grupos en la misma categoría.
En Costa Rica existen 8 etnias indígenas. Muchas de ellas preservan sus creencias religiosas hasta la actualidad, particularmente los bribris y cabécares. Producto de la inmigración de diversos pueblos a lo largo de su historia, existen en Costa Rica otras religiones: el budismo suma unas 100 000 personas para el 2%, hay unos 3500 profesantes de la fe judía, unos 500 musulmanes, así como comunidades más modestas de cristianos ortodoxos, hinduistas, bahais, jainistas, neopaganos (mayormente wiccanos y asatruar), rastafaris, taoístas, sijs, y luciferinos.

### Salud

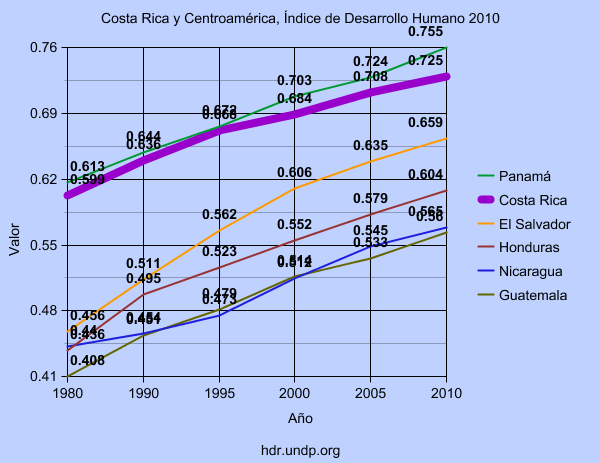
Índice de desarrollo humano costarricense (2010), comparado con cinco países centroamericanos.

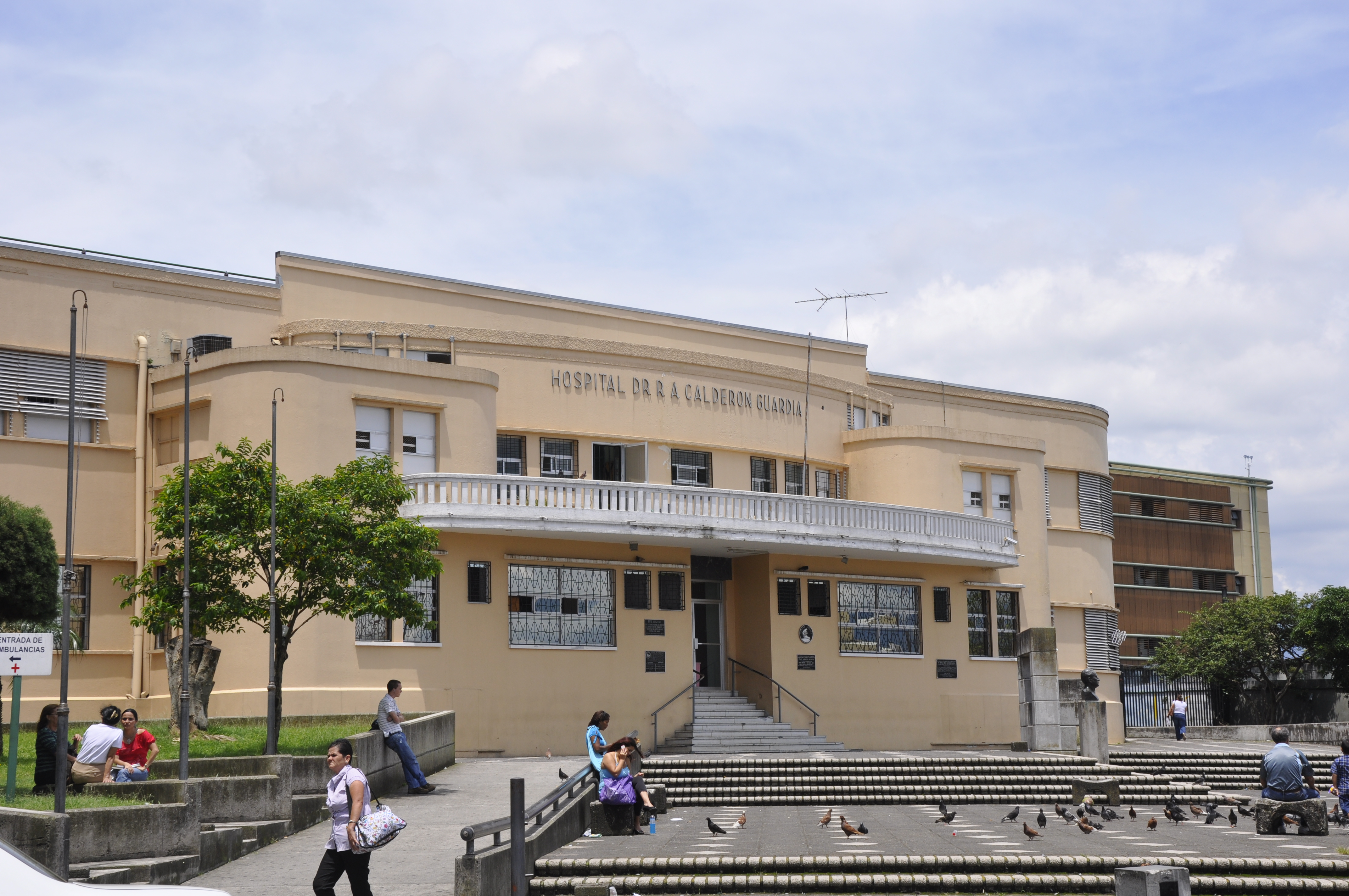
Fachada del Hospital Dr. Rafael Ángel Calderón Guardia en San José.

El sistema de salud está a cargo de diversas instituciones estatales: el Ministerio de Salud Pública, la Caja Costarricense de Seguro Social (CCSS), el Instituto Costarricense de Acueductos y Alcantarillados (AyA) y el Instituto Nacional de Seguros. Costa Rica invirtió en salud, durante el 2014, un 9.3 % de su PIB. Esto lo ubica entre los doce países del mundo que más invierte en salud y el que más invierte a nivel de América Latina, según la OCDE. El sistema de seguridad social del país, a cargo de la CCSS, es de tipo universal. La Caja Costarricense de Seguro Social, la Junta de Pensiones y Jubilaciones del Magisterio Nacional, la Superintendencia de Pensiones , la Sociedad de Seguros de Vida del Magisterio Nacional y el Sindicato de Trabajadoras y Trabajadores de la Educación Costarricense pertenecen a la Conferencia interamericana de seguridad social (CISS).
Costa Rica es el país con la mayor esperanza de vida de América Latina (80 años), y en él se encuentra una de las cinco zonas azules de longevidad del planeta, única de Latinoamérica: la península de Nicoya. En 2015 reportó una tasa bruta de natalidad de 14.86 y una tasa de mortalidad de 4.35. La tasa de fecundidad anual oscila en 1.76, unos 80.000 partos por año, de los cuales un 13 % ocurre en adolescentes. Desde 2011, la tasa de mortalidad infantil ha venido descendiendo continuamente hasta alcanzar niveles históricos en 2015: 7.8 muertes por cada 1000 nacidos vivos. La razón de mortalidad materna fue de 2.65 por cada 10 000 nacimientos en 2015. El aborto en Costa Rica únicamente es terapéutico, cuando corre riesgo la salud de la persona gestante, aunque están en continuo debate diversas propuestas para cambiar su estatus: desde una norma técnica hasta la despenalización. 
Según datos de la FAO, Costa Rica posee el porcentaje de desnutrición más bajo de Centroamérica (5.6%), por debajo del promedio para América Latina, pero también muestra un incremento importante en los niveles de sobrepeso y obesidad. El país presenta una disminución progresiva en los índices de mortalidad por enfermedades infecciosas, de la reproducción, perinatales y por deficiencias nutricionales, mientras registra causas de mortalidad general similares a las de los países desarrollados: enfermedades cardiovasculares, tumores y traumatismos. La tasa de incidencia de diabetes fue de 10.5 % en 2014. A 2016, el país registraba alrededor de 10 000 personas que viven con VIH/sida.
El sistema de salud de Costa Rica ha sido catalogado en varias ocasiones como uno de los mejores en el mundo por diversas instituciones y organizaciones internacionales, aunque desde hace décadas surgen incógnitas relacionadas con su difícil mantenimiento, corrupción interna y saturación de servicios.

### Educación

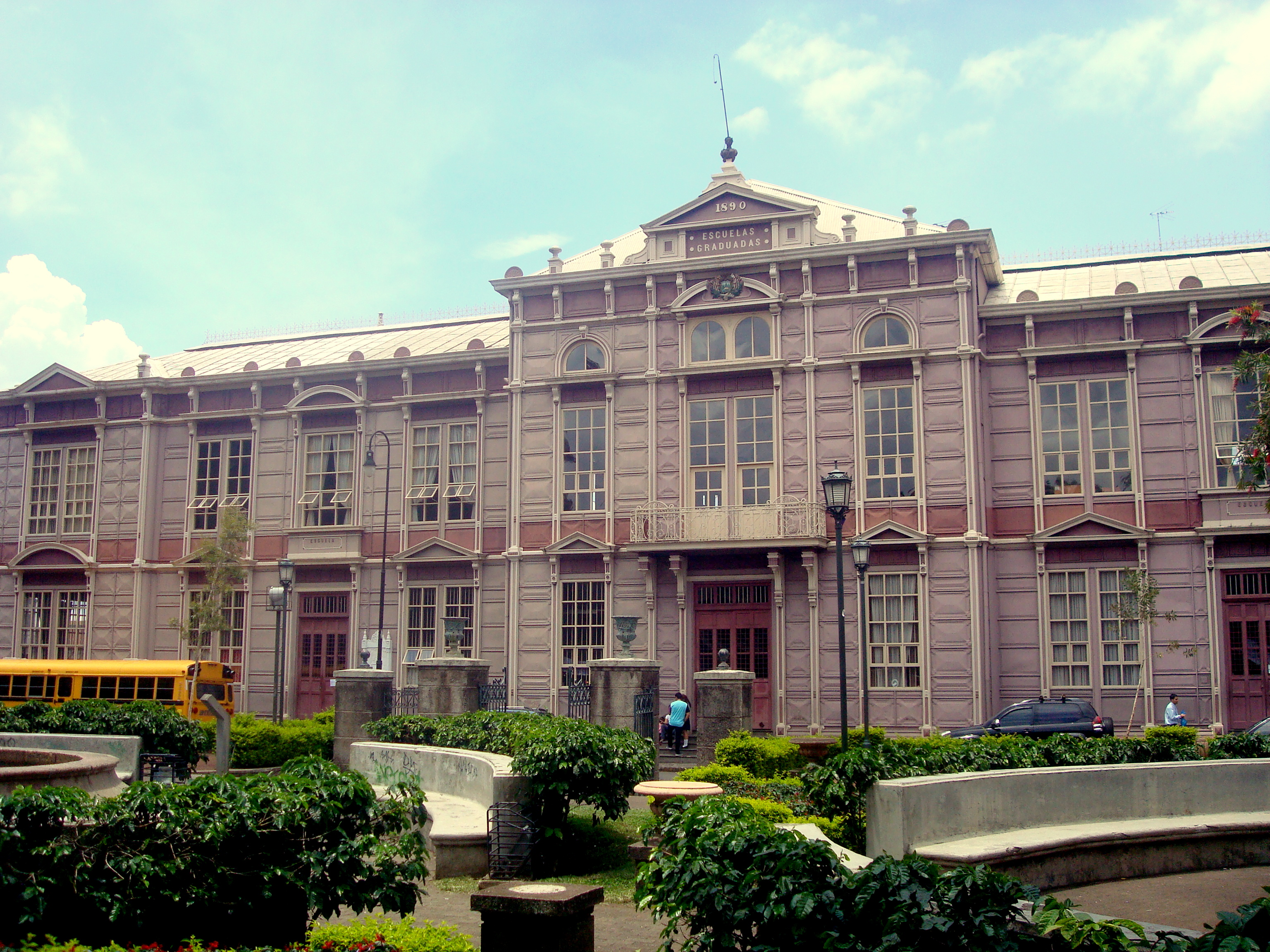
El edificio Metálico, sede de la Escuela Buenaventura Corrales.

La enseñanza general básica, que abarca desde el nivel preescolar hasta la educación diversificada en secundaria, es obligatoria, gratuita y costeada por la nación. Esta es supervisada por el Ministerio de Educación Pública. En el año 2020 invirtió un 6,7% de su PIB en educación, alrededor de 4.300 millones de dólares, siendo el país número 25 que más invierte en educación con respecto al tamaño de su economía.
El país presentó una tasa de alfabetización del 97% a 2016. La tasa neta de escolaridad en educación primaria fue del 93.1% en el 2018, mientras que en secundaria rondó el 75%. En 2018, la matrícula en educación preescolar alcanzó un histórico 80% luego de permanecer en un 60% por más de una década. La matrícula en secundaria pasó del 81% al 123% en educación diversificada y 123 a 132% en el tercer ciclo, entre 2011 y 2018. En 2017, el 28% de la población entre 25 y 34 años poseía un título de educación superior. 
Costa Rica posee 5 universidades públicas, que cuentan con el estatus constitucional de instituciones autónomas, siendo la principal la Universidad de Costa Rica (1940). Para el 2018, se determinó que existen en el país al menos 1341 ofertas educativas superiores, correspondiendo el 20% a carreras de Educación, el 16% a Ciencias Económicas y el 14% a Ciencias de la Salud y Ciencias Sociales.

## Cultura

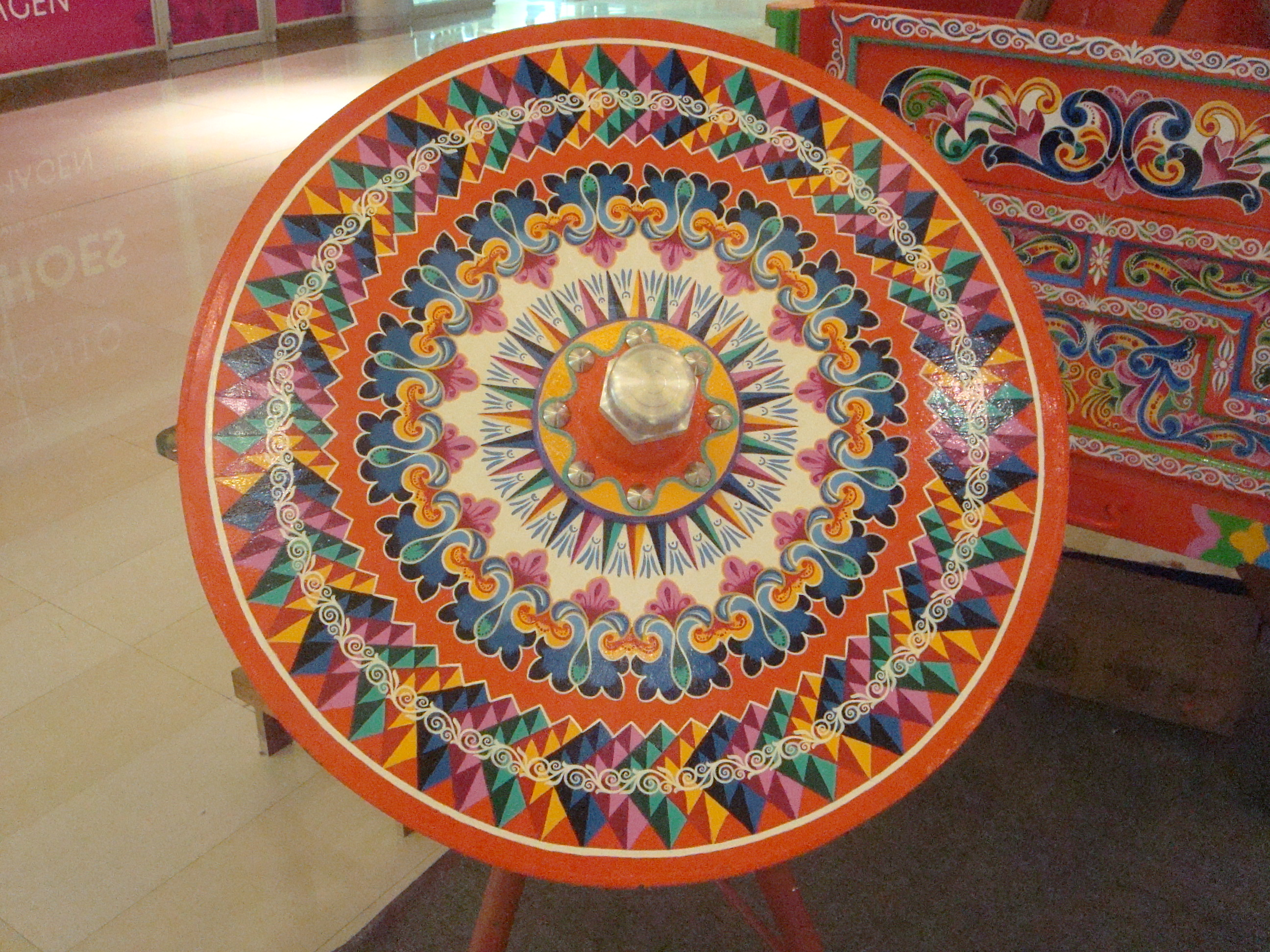
Rueda de carreta pintada, uno de los símbolos representativos de la cultura costarricense.

La cultura de Costa Rica se manifiesta como la mezcla y cohesión sincrética de las diversas costumbres de sus habitantes, originadas en intensas inmigraciones, mestizaje y convivencia pluricultural que tiene el país como puente natural y crisol étnico. Dicha abundancia única y distintiva, que se conserva a nivel familiar, cantonal y nacional, permite definir las raíces del ser costarricense mediante todo tipo de tradiciones, folclor, usos culinarios, música, bailes,comidas típicas,así como un acento característico.

### Arte
En las expresiones artísticas del país se puede reconocer un hilo conductor a través de más de 8.000 años, identificable en sus mitos, héroes, leyendas y expresiones populares. En el país se practican multitud de técnicas y estilos, y hay diversidad en las temáticas y uso de materiales. El arte costarricense se ha establecido de acuerdo a los comportamientos sociales y demandas estéticas de determinadas épocas históricas por las que ha atravesado la sociedad costarricense, recibiendo primeramente impulso del Estado, como la fundación de la Academia Nacional de Bellas Artes (1897), y la Universidad de Costa Rica (1940), y a partir de 1980, también por parte de la empresa privada.

#### Escultura

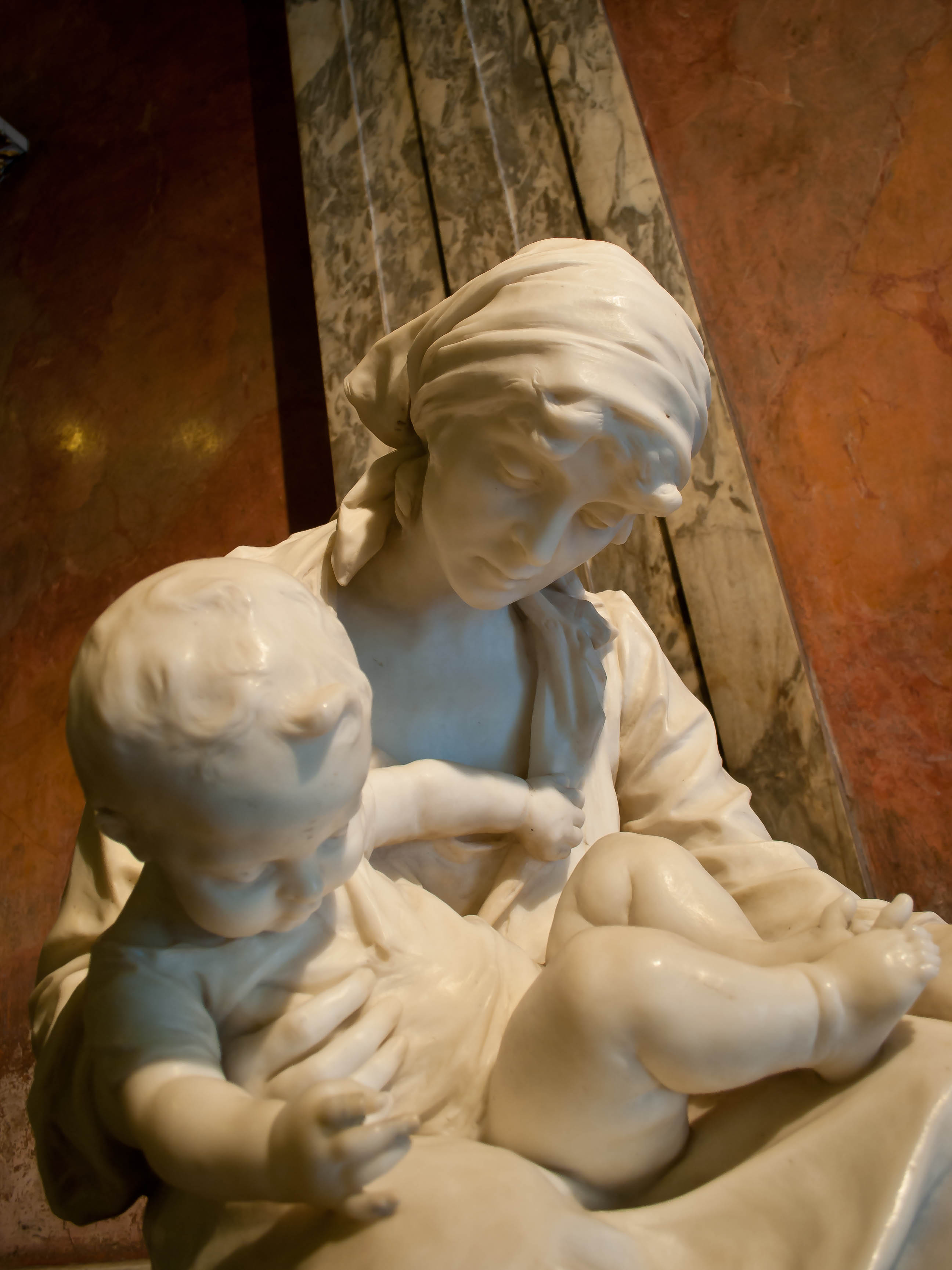
Los héroes de la miseria, de Juan Ramón Bonilla. Mármol, 166 x 83 x 61. 1908. Vestíbulo del Teatro Nacional de Costa Rica.

La escultura cuenta con sólidas raíces ancestrales que se remontan a la época prehispánica, cuyo epítome son las esferas de piedra por su síntesis formal. Los maestros imagineros española produjeron gran cantidad de arte religioso, y de sus talleres surgieron los primeros escultores laicos educados en la tradición académica europea. En los años 1930 surgen obras cercanas a las raíces indígenas, con el uso de materiales autóctonos como la piedra volcánica en lugar del mármol. A partir de allí, los artistas nacionales explorarán nuevos estilos como el muralismo (1940-1950), el abstraccionismo (1960-1970), el arte figurativo (1970-1980), hasta alcanzar la libertad creativa. 
Aunque cultivadores también de otras artes, algunos de los escultores costarricenses más afamados son Juan Ramón Bonilla, Juan Rafael Chacón, Néstor Zeledón Varela, Néstor Zeledón Guzmán, Hernán González Gutiérrez, Ibo Bonilla Oconitrillo, Francisco Zúñiga o Jorge Jiménez Deredia.

#### Pintura
La historia de la pintura costarricense se puede periodizar en cinco fases históricas, las cuales se utilizan para marcar sus diferencias, hacer énfasis en sus características, sus intereses, preocupaciones y momentos históricos: Tradición académica (1897-1930), Generación del Treinta o Nacionalista (1930-1960), Grupo Ocho (1960-1970), Nueva Figuración (1970-1980) y Postmodernista (1980 en adelante). En algunos casos, existirán pintores que cambiarán radicalmente sus estilos para probar nuevos, y que luego volverán sobre sus pasos para ajustarse a los nuevos tiempos y temáticas.  La pintura surge a finales del siglo XIX y principios del siglo XX, principalmente entre la alta sociedad y con influencia de pintores extranjeros establecidos en el país, como Emil Span, Tomás Povedano y Aquiles Bigot. A partir de 1930, una nueva generación de artistas creará una identidad artística nacional, con un arte más vernáculo, en la pintura, con un estilo criollo con influencias de las vanguardias europeas, pero centrado en el paisaje rural y la cultura autóctona, en especial la casa de adobes como icono cultural del país, y consolidándose una escuela de acuarela.
Entre los pintores nacionales más reconocidos se pueden mencionar: Ezequiel Jiménez Rojas, Enrique Echandi, Francisco Zúñiga, Teodorico Quirós, Manuel de la Cruz, Francisco Amighetti, Juan Manuel Sánchez, Fausto Pacheco, Luisa González de Sáenz, Max Jiménez, Margarita Bertheau, César Valverde, Rafael Ángel García, Lola Fernández, Ana Griselda Hine, Luis Daell, Rafa Fernández, Gonzalo Morales Sáurez, Leonel González Chavarría, Isidro Con Wong o Rafael Sáenz Rodríguez.

### Arquitectura

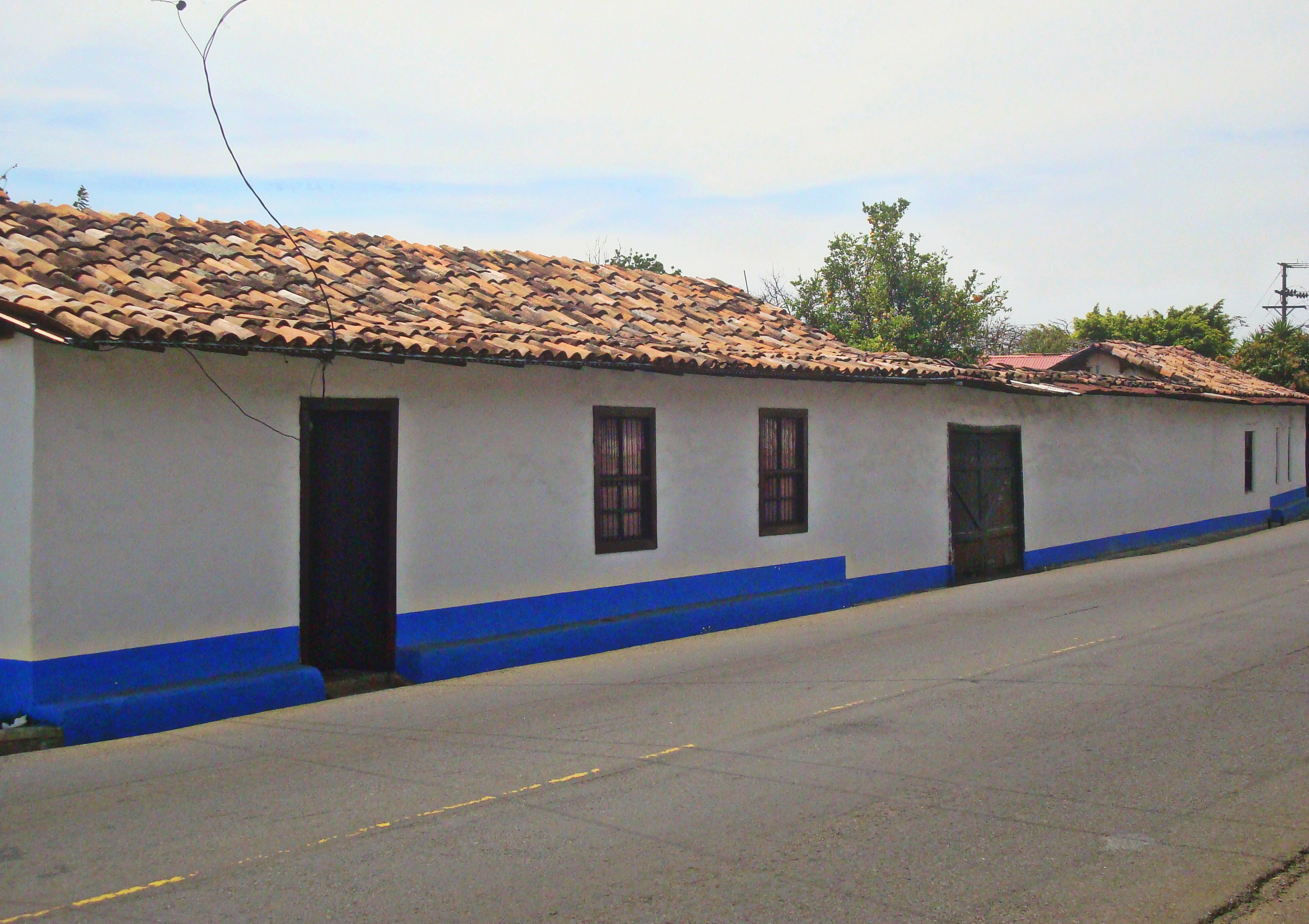
Casa de adobe en San Pablo de Heredia.

La arquitectura de Costa Rica responde a las necesidades que ha tenido el país a lo largo de su historia, siendo un puente biológico y cultural, recibiendo múltiples influencias externas de todo el mundo y desarrollándose a través de un hilo conductor milenario que inicia con sus pobladores nativos y continúa en la actualidad través de su entorno como un país activo en vías de desarrollo.

### Cine

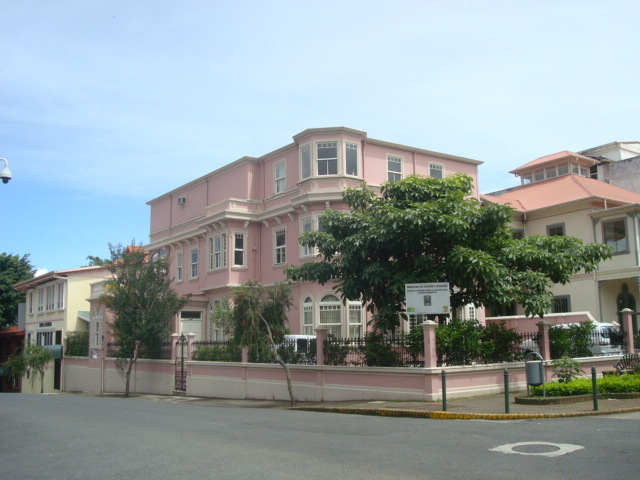
Sede del Centro Costarricense de Producción Cinematográfica o Centro de Cine, en el barrio Amón de San José

El cine llegó a Costa Rica en 1897 y la producción cinematográfica de Costa Rica se inició en 1913. Esta siempre ha sido modesta, predominando la producción de documentales, cortometrajes y la industria publicitaria. La creación de largometrajes ha sido escasa, pero durante el siglo XXI se ha ido incrementando con la producción independiente, que enfrenta un mercado pequeño, falta de financiamiento con altos costos de producción, apatía del público y la competencia del cine comercial de otras latitudes. Se mantiene una constante producción de documentales, muchos de ellos bajo encargo de organizaciones no gubernamentales; y una industria publicitaria vasta que emplea a un buen número de profesionales del audiovisual. En Costa Rica es usual que se realicen campañas publicitarias para el resto de América Central; y muchas producciones estadounidenses, europeas y sudamericanas utilizan al país como localización. Una única universidad privada oferta la carrera de cine. La Universidad de Costa Rica gradúa productores audiovisuales por medio de la Escuela de Ciencias de la Comunicación Colectiva; y el Instituto Nacional de Aprendizaje posee el Centro de Imagen, una escuela técnica para vídeo y televisión.
El ente encargado de velar por el desarrollo del cine costarricense es el Centro Costarricense de Producción Cinematográfica, adscrito al Ministerio de Cultura. Su intervención se da principalmente en coproducciones con productores independientes. En el país se realiza el Costa Rica Festival Internacional de Cine (antigua Muestra de Cine y Vídeo Costarricense), que reúne la producción nacional en ficción, documental y videoarte.
El cine tiene un lugar importante en las preferencias del costarricense, con una elevada asistencia a las salas de cine. Con un público mayoritariamente habituado a observar las grandes producciones holliwodenses, en el panorama cultural costarricense también existe un público acostumbrado a ver cine de autor, cine alternativo, auspiciado principalmente por Cine Magaly que se dedica a la exhibición de cine independiente y películas galardonadas de todas partes del mundo. Cine Magaly es sede de festivales de cine y otros eventos culturales. El cine costarricense cuenta también con la Sala Garbo, especializada en cine alternativo y de autor, y por el esfuerzo efectuado en algunas universidades, centros culturales periféricos e incluso centros de alquiler de videos por proponer tales producciones dentro del marco de series temáticas (gay, latinoamericano, de derechos humanos, de autor, etcétera).

### Teatro

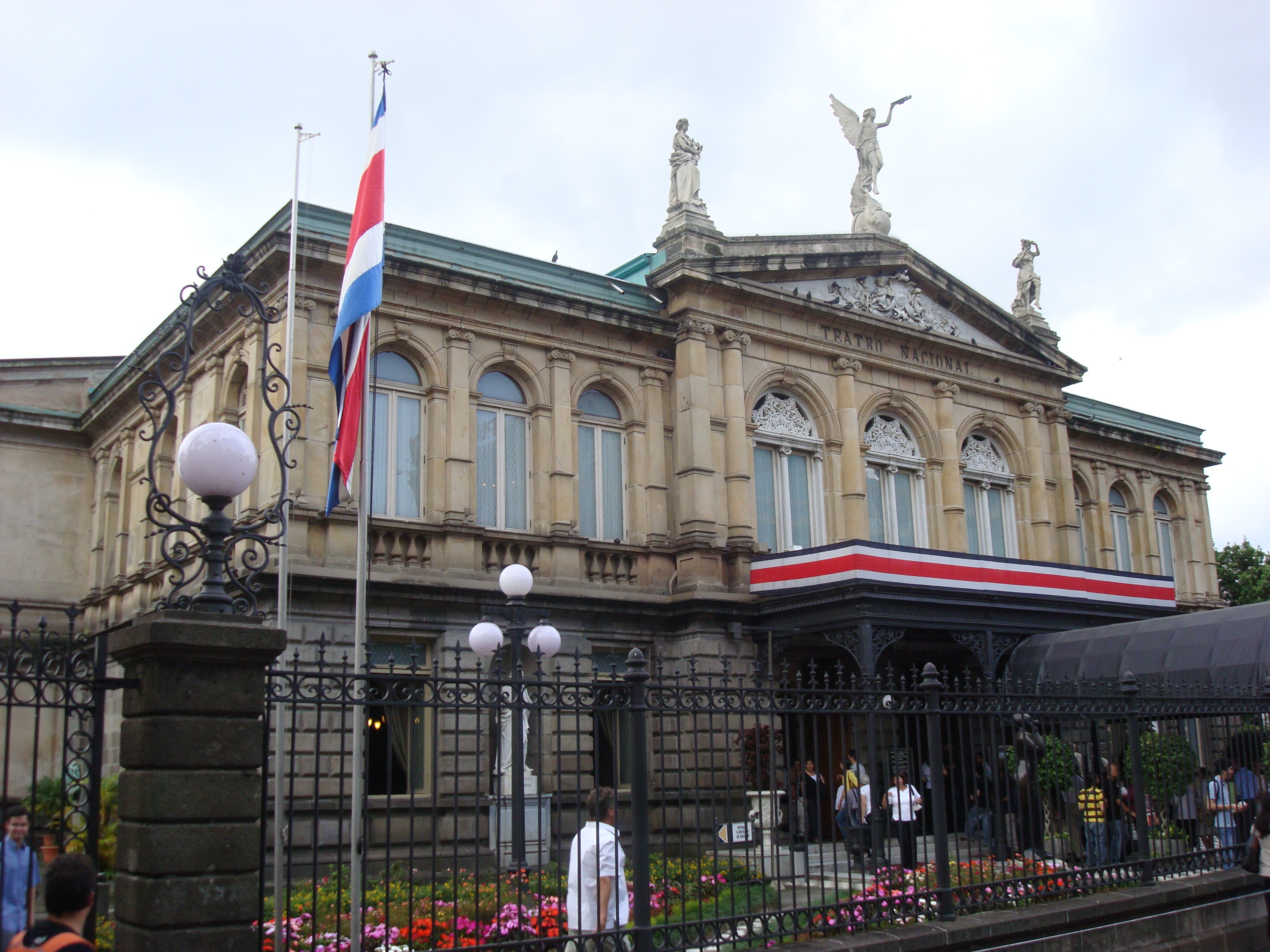
El país cuenta con importantes recintos como el Teatro Nacional, el Teatro Popular Melico Salazar, el Teatro Variedades y el Teatro Municipal de Alajuela, entre otros.

En el campo de las artes escénicas, la actividad teatral del país es muy dinámica, posee una compañía estatal (la Compañía Nacional de Teatro) y la disciplina se enseña profesionalmente en dos universidades estatales, en varios institutos privados y en el Taller Nacional de Teatro. Funcionan catorce salas de teatro independiente, tres salas estatales y algunas regionales, en las que se puede ver desde teatro clásico hasta vodevil, lo que ha generado un público con un gusto de teatro variado. Es frecuente que haya grupos teatro de aficionados en algunas comunidades. Aunque en Costa Rica existe teatro desde el siglo XIX, es con la fundación del Teatro Universitario y el Teatro Arlequín (1950), la fundación de la Compañía Nacional de Teatro y la Escuela de Artes Dramáticas, y gracias sobre todo al aporte de reconocidos actores y directores argentinos y chilenos, quienes abandonaron sus países en la década de los setenta, huyendo de los regímenes militares que se habían instaurado en el cono sur, que la actividad teatral costarricense experimentó un periodo de auge en la década de 1970 y se propició una sólida formación profesional. El Teatro Carpa, la familia Catania, el Grupo Zurco y el Teatro del Ángel fueron los principales exponentes durante las décadas comprendidas entre mediados de los años 1970 y fines de 1980. Además, surgieron tres importantes dramaturgos costarricenses en la segunda mitad del siglo XX: Alberto Cañas, Daniel Gallegos y Samuel Rovinski. La dramaturgia actual está orientada hacia la indagación de los hechos del pasado como una búsqueda de explicar el desencanto social actual, con la representación de obras que plasman la marginación social de la clase obrera o de la mujer, así como los conflictos sociales, con dramaturgos como Juan Fernando Cerdas, Rubén Pagura, Lupe Pérez, Leda Cavallini, Melvin Méndez, Arnoldo Ramos, Linda Berrón, Jorge Arroyo y Ana Istarú.

### Danza y ballet clásico
Posee también patrocinio estatal, sin embargo no ha logrado los niveles de alcance popular del teatro. Una de sus máximas ejecutantes ha sido la maestra Cristina Gigirey; a nivel internacional, el grupo independiente «Losdenmedium», dirigido por Jimmy Ortiz alcanzó cierta trascendencia en la década de los noventa con bailarines de reconocida trayectoria como Doris Campbell, Florencia Chaves, David Calderón, Rodolfo Seas, Daniel Marenco y Andrea Catania entre otros. El Festival de Jóvenes Coreógrafos reúne a muchas de las grandes figuras de la danza nacional y a menudo las coreografías son de gran calidad. Sin embargo, igual que en el teatro, las obras originales se caracterizan por un reduccionismo temático (que buscan disimular cambiando el título de la obra) y homogeneización de la expresión corporal, todo lo cual contribuye a dar un sentimiento de monotonía. Esto es resentido por el público y el apoyo a este arte se ve limitado.
El ballet clásico en Costa Rica no cuenta aún con una representación nacional pero sí existen academias de ballet que proyectan este arte al escenario. El Ballet Juvenil Costarricense, la Academia Superior de Ballet Clásico Ruso, el Ballet Atelier, Danza Libre, Magnificat, entre otros, son las principales organizaciones de ballet en el país, llevando a cabo un amplio montaje en escena de obras clásicas como La bella durmiente del bosque, El lago de los cisnes, La sirenita, Coppélia, Don Quijote, La bayadera, El pájaro de fuego, Sueño de una noche de verano entre otras obras. Se cuenta con proyecciones a nivel internacional en festivales y encuentros de ballet a nivel mundial. La Escuela de Danza de la Universidad Nacional es una de las principales instituciones de enseñanza de esta disciplina en el país con programas de grado y posgrado y cursos libres de formación.
El Teatro Nacional cierra su temporada de todos los años presentando el ballet clásico El Cascanueces, el cual ha sido un éxito en taquilla y nivel de los bailarines de ballet clásico costarricenses. Se ha presentado en diciembre desde el 2004 y ha contado con la participación de las primeras figuras del Ballet Nacional de Cuba, American Ballet Theatre y Saint Petersburg Classic Ballet Theatre. Ha sido dirigido en 4 ocasiones por el cubano Pedro Martín Boza, director del Ballet Juvenil Costarricense, grupo que fue el primero en encargarse con gran éxito de inaugurar la obra en el país. Ha sido dirigido también por María Amalia Pendones y Patricia Carreras; y la norteamericana Peggy Willis.

### Música

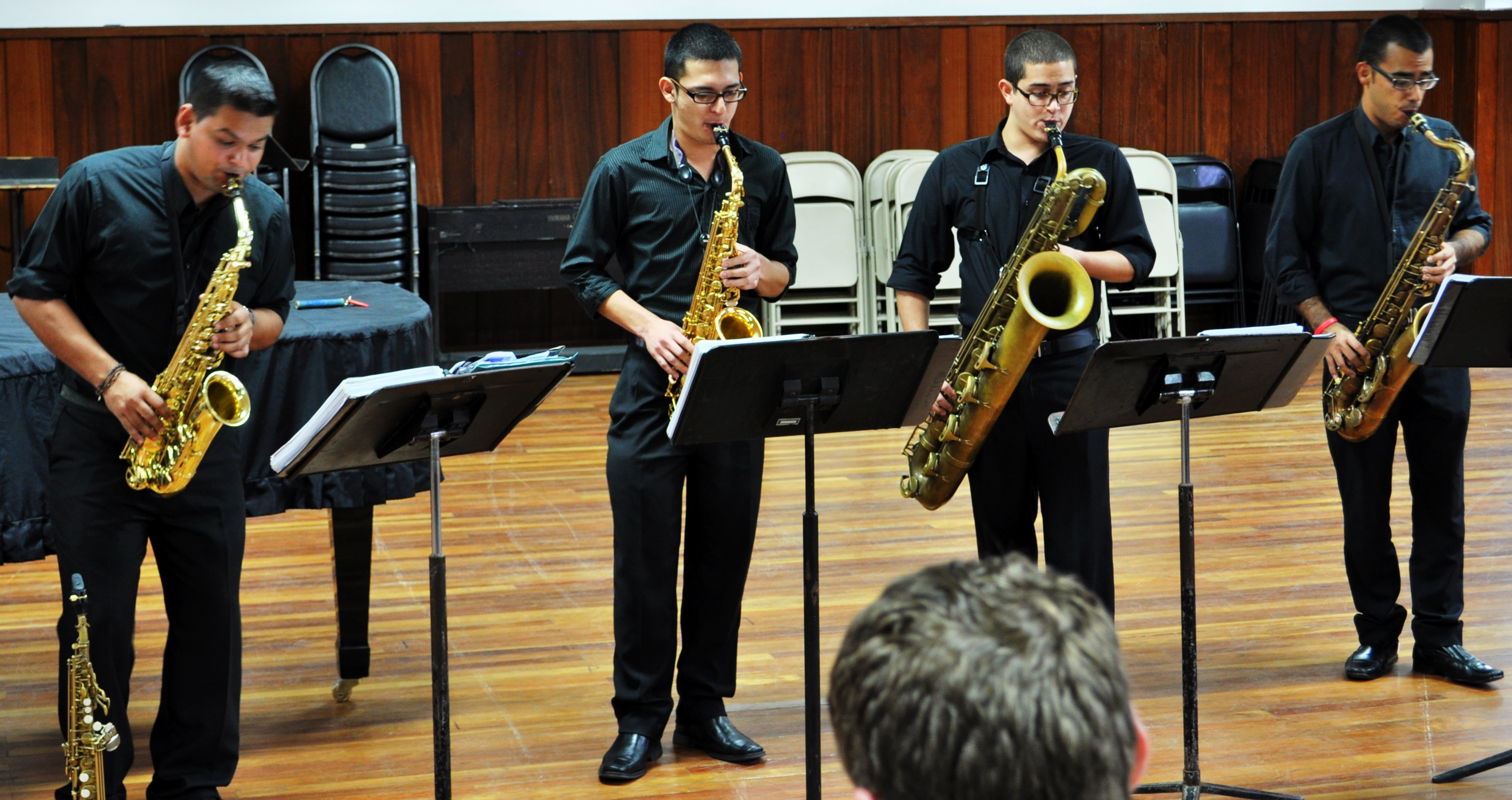
Grupo de saxofonistas en el Centro Nacional de la Música.

La Orquesta Sinfónica Nacional de Costa Rica, fundada en 1940, es una de las orquestas más reconocidas de América. Su actual director es el estadounidense Carl St.Clair, desde 2013. Esta orquesta se encuentra a la base de un encomiable proyecto cultural nacido a principios de los años setenta por iniciativa del entonces ministro de Cultura, Guido Sáenz, que consistió en la creación de la Orquesta Sinfónica Juvenil, para lo cual el entonces presidente, José Figueres Ferrer, invitó al país al director de orquesta estadounidense, Gerald Brown.
Dentro del marco de la música clásica cabe mencionar, además, el Coro Sinfónico Nacional, la Compañía Lírica Nacional y la Dirección General de Bandas. Un importante centro de educación musical media lo constituye el Conservatorio Castella, institución secundaría única en su tipo en América Central. De este conservatorio se ha egresado la gran mayoría de músicos en el país desde su fundación en 1953, entre ellos Eddie Mora Bermúdez, Allen Torres Castillo, Francisco Piedra Vargas, Fidel Gamboa Goldemberg, entre otros.
Dentro del área de la música rock se encuentran bandas como Gandhi, Evolución y Café con Leche. En esta última se destacó el músico José Capmany Ulacia, considerado el padre del rock nacional y otros artistas exponentes del país especialmente del ska como Percance, Los Ajenos o República Fortuna, llegando a obtener premios como Los 40 principales, o VM Latino (Percance), y dando a exponer canciones varias como Gira el Mundo, Pamela Chu, o La Cimarrona. Otras bandas reconocidas en diferentes géneros son: Malpaís, Abracadabra, Los Hicsos o JAQUE MATE. En el ámbito del heavy metal, se encuentran bandas como Acero, Kronos, Höwler y Heresy. Por lo general tienen influencias de los subgéneros thrash metal y groove metal, de la NWOBHM, y de bandas como Iron Maiden, Metallica o Megadeth.
Tradicionalmente, la música tropical ocupa un lugar privilegiado en los gustos del costarricense por su afición al baile. Los ritmos de la salsa, el merengue y el reggae se escuchan en muchos de los rincones más inopinados de este país. Muchos grupos han desfilado por las tarimas nacionales, entre ellos, Los Brillanticos, La Selección, Orquesta Explosión. Es interesante notar que hay músicos de la Orquesta Sinfónica Nacional de Costa Rica que también tocan ya sea en la escena alternativa o en grupos de música tropical, con lo que el círculo es completo, muestra de amplia apertura a todos los temas y estilos.
Entre los ritmos locales, se destacan el swing criollo, danza muy popular en el país, y la música conocida como «chiqui-chiqui», que tuvo su auge en la década de 1980 con grupos musicales como Los Hicsos, Taboga, Sus Diamantes, La Banda, La Pandilla, Marfil, La Nota, Jaque Mate, Manantial, Papel y Lápiz, Pura Vida, Los Alegrísimos y otros.
Es importante destacar, que con el paso del tiempo, el acceso a nuevas tecnologías y el hecho de que Costa Rica se ha posicionado como destino en Centroamérica en las giras mundiales de muchas bandas, cantantes contemporáneos y sede de importantes festivales, el gusto musical del público costarricense se ha diversificado abarcando géneros tan diversos como heavy metal, punk rock, funk, ska, rock alternativo, música independiente, reggae, dancehall, diversos tipos de música electrónica, tanto en español e inglés como en otros idiomas, con propuestas musicales provenientes de América, Europa, Asia y Oceanía, que ha llegado a ocupar un lugar privilegiado dentro del gusto de los costarricenses. Por su posición estratégica en el continente y su estabilidad, el país ha contado con visitas tan diversas como Depeche Mode, Iron Maiden, Pearl Jam, Maroon 5, Björk, The Smashing Pumpkins, Shakira, Lady Gaga, Slayer, The Flaming Lips, Major Lazer, Red Hot Chili Peppers, Paul McCartney, Roger Waters entre cientos de bandas, cantantes y otros performances musicales en vivo. Esto se traduce en una diversificación del gusto musical del público costarricense en los últimos años, dando paso a una escena musical local cada vez más grande que empieza a obtener proyección internacional, sin contar aún con mayor apoyo de los gobiernos de las últimas décadas.

### Literatura
La literatura costarricense surge a partir de finales del siglo XIX e inicios del siglo XX. Predomina al inicio el costumbrismo con autores como Aquileo Echeverría y Manuel González Zeledón, que conviven con el modernismo de poetas como Roberto Brenes Mesén y Lisímaco Chavarría. Las primeras vanguardias literarias aparecen en 1900 con la creación de la revista Repertorio Americano, de Joaquín García Monge, autor de la primera novela costarricense, El Moto (1900). La década de 1940 es prolífica en escritores principalmente realistas, de gran trascendencia para la literatura nacional, con temas enfocados en lo social: Carmen Lyra, Carlos Luis Fallas, Joaquín Gutiérrez, Fabián Dobles, Yolanda Oreamuno y Carlos Salazar Herrera. En la literatura costarricense se destacan sus poetas (Isaac Felipe Azofeifa, Julián Marchena, Jorge Debravo, Eunice Odio y Julieta Dobles, entre otros), sus historiadores (Cleto González Víquez, Rafael Obregón Loría, Ricardo Fernández Guardia y Carlos Meléndez Chaverri) y sus ensayistas (Moisés Vincenzi, León Pacheco, Rodrigo Facio, Carlos Monge Alfaro, etc). En la década de 1960, una nueva generación de escritores introduce la temática urbana en la literatura nacional: Alberto Cañas, José León Sánchez y Carmen Naranjo. Generaciones más recientes han dedicado su obra a expresar su desencanto por el sistema: Rafael Ángel Herra, Fernando Contreras, Fernando Durán, Tatiana Lobo, y Anacristina Rossi. El siglo XXI introduce temáticas como la exploración de temas complejos de la sociedad actual (feminisimo, aborto, suicidio, pedofilia, explotación sexual, drogas), la literatura de ciencia ficción, fantasía épica, novela negra y terror, con autores como Catalina Murillo Valverde, Mirta González Suárez, Alí Víquez, entre otros.

### Gastronomía

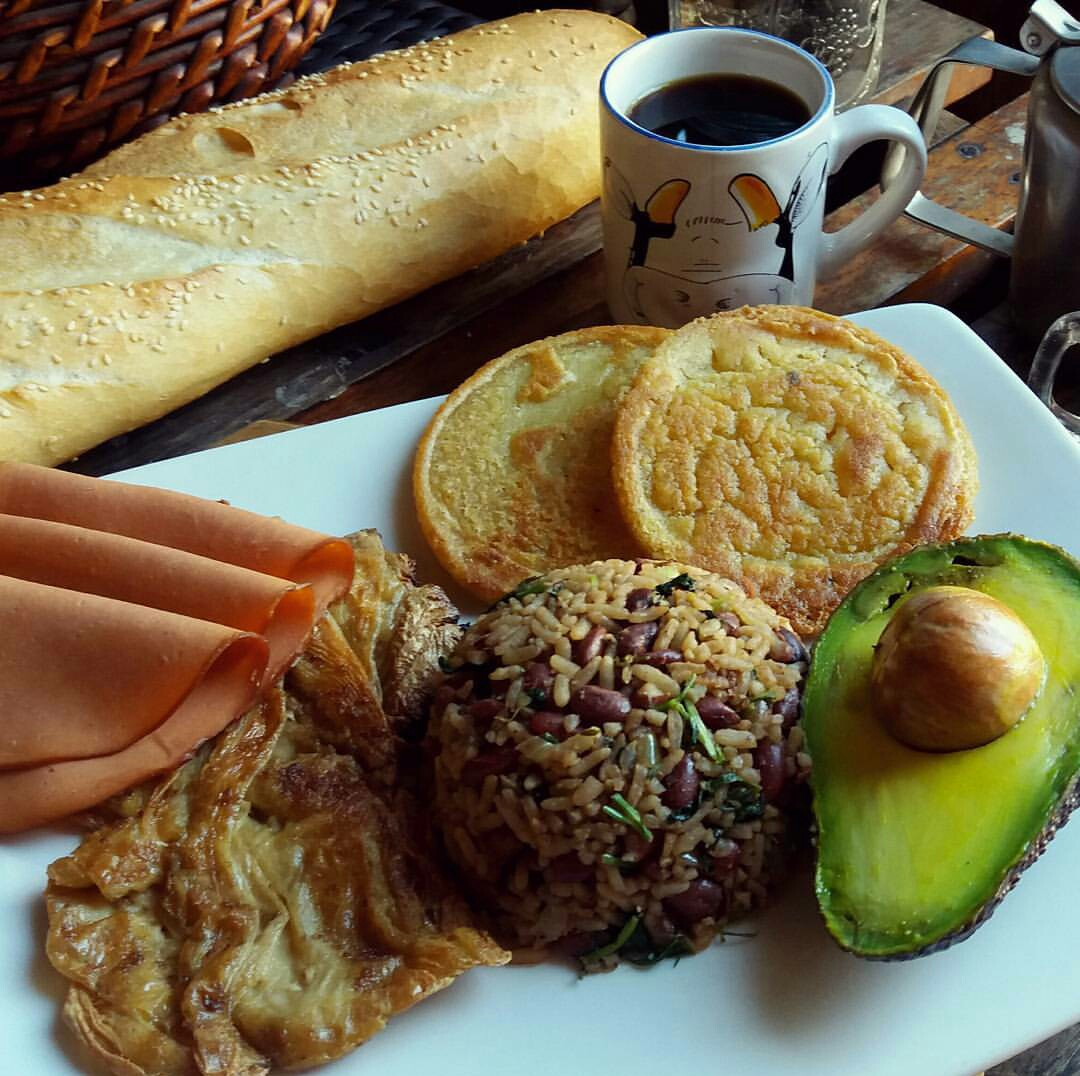
El gallo pinto, considerado el plato típico nacional.

La gastronomía criolla costarricense es una cocina mestiza, de intenso carácter tropical y mediterráneo, que cuenta con la influencia culinaria aborigen, europea, sefardí y africana, más el fuerte aporte gastronómico de cientos de inmigrantes que han arribado de manera masiva al territorio como españoles, italianos, afrocaribeños, chinos, alemanes, franceses y árabes, así como de todas partes de América.
Es así que platos insignes de este gran sincretismo alimentario —y de la cocina costarricense en sí— son el gallo pinto (popular desayuno que combina el frijol aborigen y el arroz asiático introducido por los españoles, con otros productos europeos como embutidos y lácteos, mientras que su combinación y preparación es fruto de la cocina africana), el casado (almuerzo tradicional donde se integran el arroz euroasiático con el frijol precolombino y la pasta italiana, acompañado de picadillo andaluz, algún tipo de carne a elegir, plátano frito afrocaribeño y ensalada), la olla de carne (herencia directa del guiso ibérico de olla podrida, con verduras autóctonas como el tacaco), el chifrijo (estilo de guiso compuesto de chicharróm, arroz, frijoles y pico de gallo, los picadillos (guisos de origen andaluz que mezclan carne, chorizo o pollo con verduras, especias y achiote), la pasta fresca y seca (espagueti, lasaña, ñoquis, canelones, ravioles), las empanadas (especie de pastel relleno, puede ser dulce o salado) y diversos arroces (con cerdo, con pollo, con mariscos, paella, con palmito, con atún, cantonés, con almendras); así como incontables embutidos, sopas, guisos, lácteos y tosteles. En Semana Santa se suele consumir empanadas de chiverre, mientras que en época navideña son tradicionales los tamales (plato indígena de maíz mestizado con aceitunas mediterráneas, cerdo europeo y arroz asiático), la pierna de cerdo, el rompope, el queque navideño, el roscón y el panetón.
Entre los postres se encuentran las cajetas (turrones a base de leche, frutas, café, chocolate), queques (seco, volcado con frutas, tres leches, tradicional con dulce de leche), helados (de sorbetera, napolitano, nieves y de diversos sabores), atoles (chocolate, avena, maicena), mazamorra, arroz con leche, budín de pan, granizados y ensalada de frutas. Asimismo, las bebidas más típicas del país son los frescos naturales y fríos, con agua o leche. También gozan de gran popularidad el café costarricense, el aguadulce, el agua o fresco de cas , el chocolate con leche, y en cuanto a las bebidas alcohólicas; el guaro, el ron, la cerveza y las mistelas y el licor de Costa Rica el Cacique.

### Folclore

#### Música folclórica

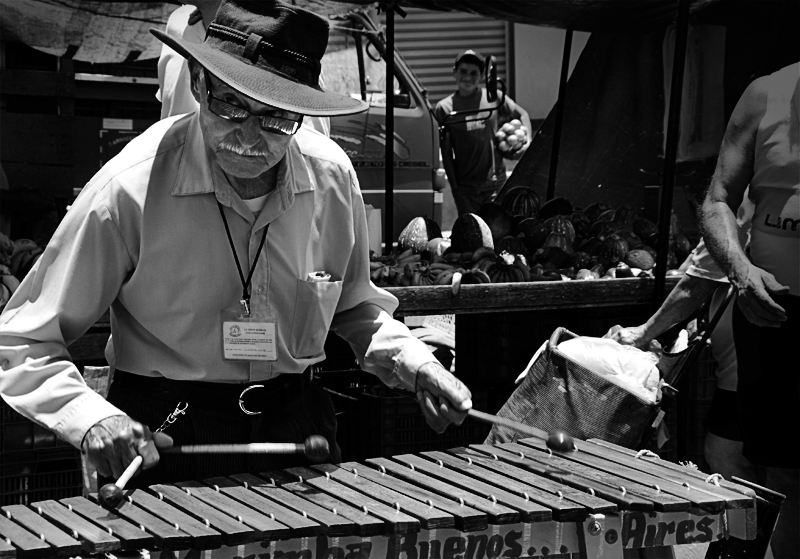
La marimba es símbolo nacional de Costa Rica.

La música folclórica de Costa Rica es producto de la interacción de varios grupos culturales, desde la música indígena y las tradiciones europeas, hasta los ritmos afroantillanos. Sus ritmos musicales se combinan con otras expresiones culturales, como la danza, las bombas y retahílas, la vestimenta tradicional y los instrumentos musicales. Esta música y sus ritmos suelen asociarse a los días festivos cívicos, religiosos y populares. Entre los géneros musicales más reconocibles, se destacan el punto guanacasteco, el baile nacional; el tambito, popular en el Valle Central y la parranderaen Guanacaste; el calipso limonense, ritmo afroantillano declarado patrimonio nacional; y el aire nacional, en el que se han compuesto algunas canciones consideradas himnos nacionales, como Caña dulce y Guaria morada. También se adoptaron ritmos musicales de otros países, que se fusionaron con estilos locales para dar lugar a nuevas expresiones musicales: la mazurca, la polka, el vals, el pasillo, el corrido, la balada, el bolero, etc. Muchos instrumentos musicales son herencia del pasado prehispánico, la colonia española y la inmigración afroantillana: la marimba, el quijongo, de legado africano, que tiene dos tradiciones distintas en las provincias de Guanacaste y Limón, de herencia colonial en la primera y producto de la inmigración caribeña en el caso de la segunda; instrumentos de origen indígena como las ocarinas; instrumentos europeos como la guitarra, la mandolina, el piano, el acordeón, etc. Entre los compositores, músicos y letristas más importantes de la música folclórica costarricense pueden citarse a Héctor Zúñiga Rovira, Jesús Bonilla, Ulpiano Duarte, Mario Chacón Segura, Walter Ferguson, Aníbal Reni, Manuel Monestel, Lorenzo «Lencho» Salazar, María Mayela Padilla Monge, Carlos Guzmán Bermúdez, entre muchos otros.

#### Trajes típicos

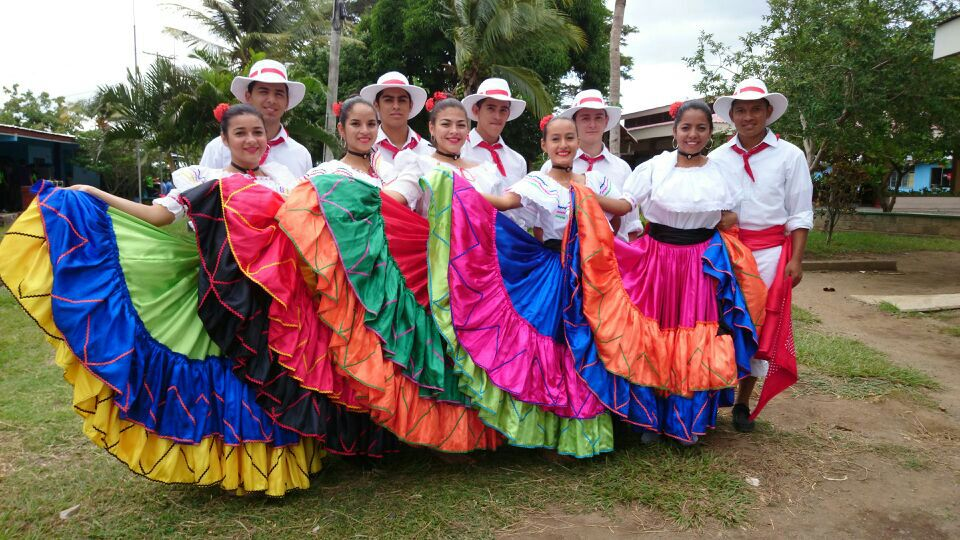
Los trajes típicos representan uno de los elementos más importantes del patrimonio histórico y cultural de Costa Rica.

Los trajes típicos son parte fundamental de las actividades cívicas y folclóricas de cada pueblo del país. Se utilizan en actos conmemorativos, fiestas patrias y actos culturales como las celebraciones de la Independencia, la Anexión del Partido de Nicoya o el 11 de abril. Cada región y provincia del país tiene su propio traje de gala o de trabajo, con folclor e historia detrás, con detalles específicos, como el traje indígena de la etnia ngöbe o el que corresponde a la provincia de Limón, que revela influencia afroantillana y británica. Varios factores que influyen en la manera de vestir: condiciones geográficas, climáticas, económicas y sociales. El traje típico más conocido es el que recuerda al campesino del Valle Central, en el cual la mujer utiliza una blusa blanca y una vistosa y larga falda de vuelos amplios y vivos colores, se peina con una trenza, maquillada y con flores en la oreja, mientras que el hombre lleva camisa blanca, pantalón blanco u obscuro, un sombrero de ala pequeña conocido como «chonete», machete al cinto, y el pañuelo, llevando en la mano o anudado al cuello o a la cintura, que puede ser rojo o azul. Tanto la falda como el pañuelo llevan decorados que recuerdan a las carretas típicas pintadas.

#### Leyendas, supersticiones y tradiciones

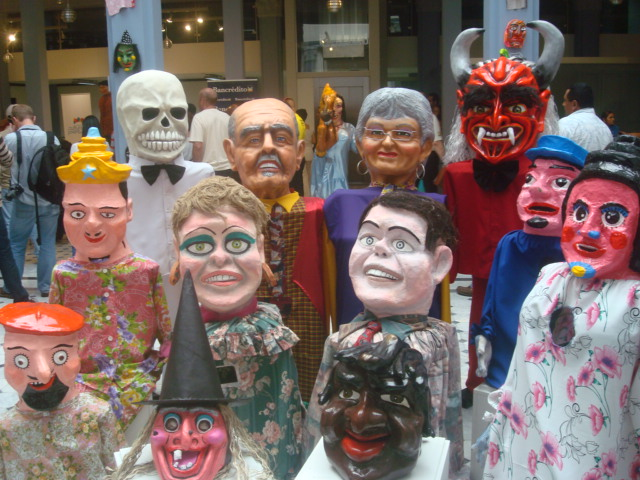
Mascarada tradicional costarricense.

Las leyendas costarricenses han sido transmitidas de forma oral desde épocas precolombinas y coloniales. Dentro del sistema de creencias indígenas, las más estudiadas corresponden a la cosmovisión y mitologías de los pueblos indígenas que persisten hasta la actualidad, como bribris, cabécares y malékus. Posterior a la llegada de los españoles y afroantillanos, la mitología costarricense se ha enriquecido con el sincretismo cultural que conlleva el contacto de las creencias de estos grupos étnicos. Las leyendas de Costa Rica se han clasificado en tres grupos: leyendas de la tierra, propias de alguna zona geográfica específica del país (leyendas de los volcanes, leyendas indígenas, etc); leyendas de la religión y leyendas de la magia, que son historias de espectros fantasmagóricos y que tienen una función moralizadora (la Llorona, la Cegua, el Cadejos, el padre sin cabeza, la carreta sin bueyes, etc). Como en otros países del mundo, el pueblo costarricense cuenta con su propio sistema de supersticiones, como la creencia en brujerías, talismanes u objetos mágicos, conocidos como agüizotes (del náhuatl «ahuitzotl»), así como la práctica de magia blanca y magia negra, y la creencia en santos populares.

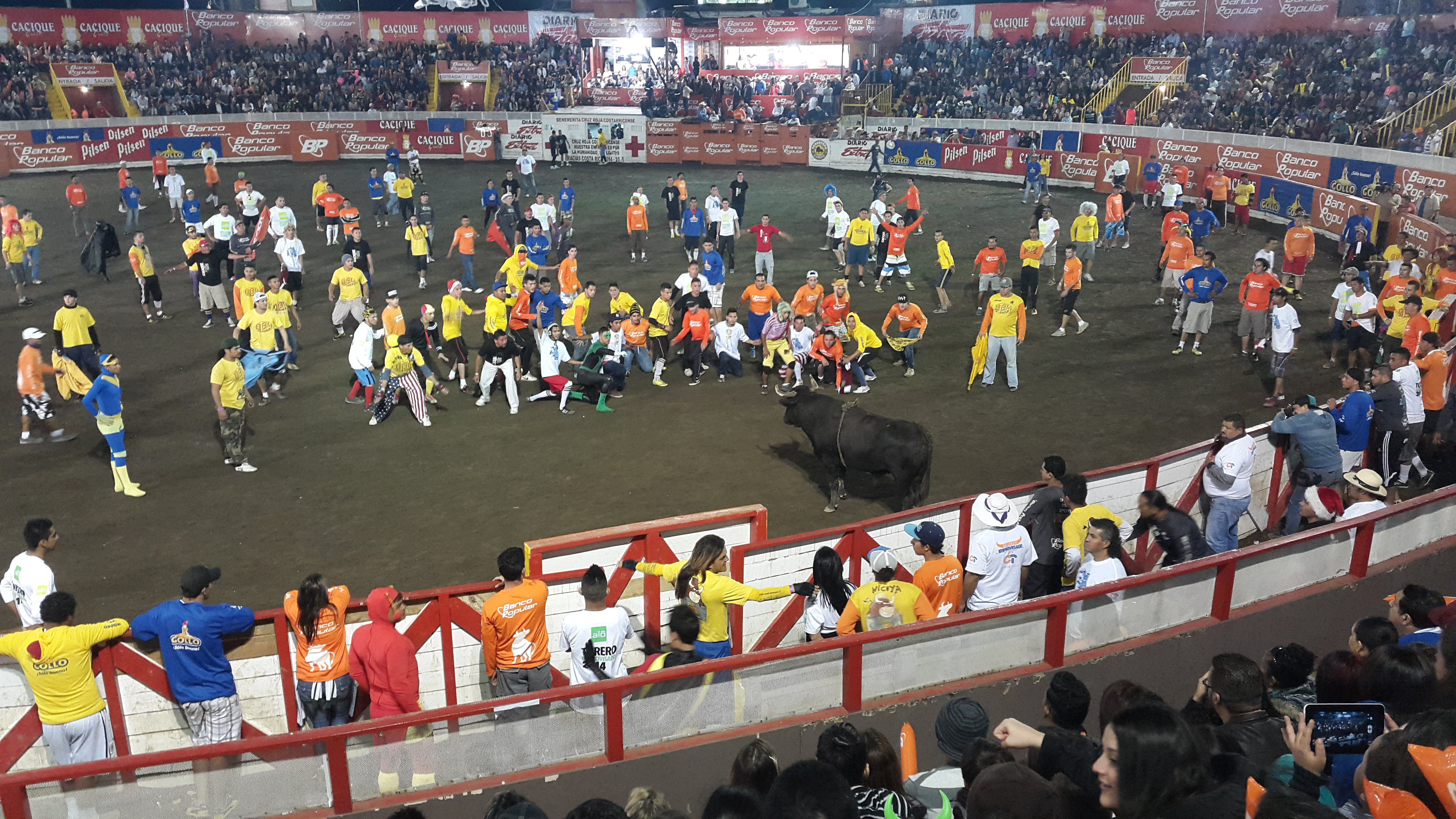
Corrida de toros «a la tica» en las Fiestas de Zapote.

Entre las tradiciones costarricenses, se destacan festividades que combinan la influencia indígena con la española, festividades religiosas, festividades cívicas y festividades populares. Existen algunas celebraciones que reflejan la herencia indígena, siendo una de las más importantes el juego de los diablitos de Boruca en Rey Curré, que se celebra los fines de año en Buenos Aires de Puntarenas. Algunas fiestas religiosas reflejan sincretismos entre las creencias indígenas y la tradición católica, como por ejemplo la Danza de la Yegüita en Nicoya, que se celebra en honor a la Virgen de Guadalupe. Para el pueblo que profesa la religión católica, es importante la romería a Cartago para visitar a La Negrita. Otra celebración destacada es la del Cristo Negro de Esquipulas en Alajuelita y Santa Cruz. La reunión de Nochebuena el 24 de diciembre y las procesiones religiosas de Semana Santa son otras festividades con trasfondo religioso que se celebran tradicionalmente en el país.
Mientras que, de las celebraciones de índole folclórico y popular, se destacan las fiestas de Zapote y las fiestas de Palmares. Cada pueblo cuenta con sus propias festividades locales, con algún factor distintivo propio de cada comunidad, por ejemplo, la Fiesta del Tamal en Aserrí, la Chicharronada en Puriscal, la Carrera de las Mulas en Parrita, la Fiesta del Boyero en Escazú, los Carnavales de Puntarenas o de Limón, etc. Estas fiestas tiene en común actividades como la mascarada tradicional costarricense, las cimarrona, los topes y cabalgatas, los carnavales, las corridas de toros «a la tica», la monta de toros, las carreras de cintas y los turnos. Otras celebraciones de importancia a nivel nacional son el Día de la Madre (15 de agosto); el desfile de los faroles el 14 de septiembre (víspera del Día de la Independencia); la decoración de carretas típicas, las pulperías de pueblo, etc.

#### Expresiones populares

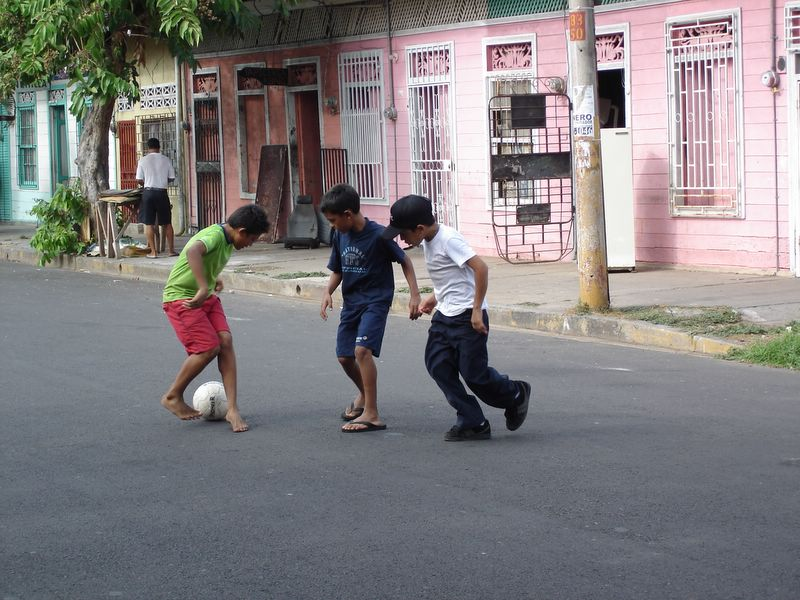
Una «mejenga» en Puntarenas.

Las expresiones costarricenses son un conjunto de palabras, dichos y maneras de hablar propias de la jerga popular del tico, que permiten afianzar el sentimiento colectivo de costarriqueñidad.

 El origen o etimología de cada una son muy discutidos y no parece que haya certeza de encontrarlos, pero algunas de las expresiones más arraigadas entre los ticos, que las hacen suyas y que los extranjeros los reconocen a través de ellas son: pura vida, ticos, tuanis, mae, entre otros.

### Patrimonio de la Humanidad
Actualmente Costa Rica tiene cuatro elementos inscritos como Patrimonio de la Humanidad: la tradición del boyeo y las carretas como Patrimonio Cultural Inmaterial, y cuatro sitios arqueológicos (Finca 6, Batambal, El Silencio y Grijalba-2) que contienen esferas precolombinas de piedra.

#### Tradición del boyeo y las carretas

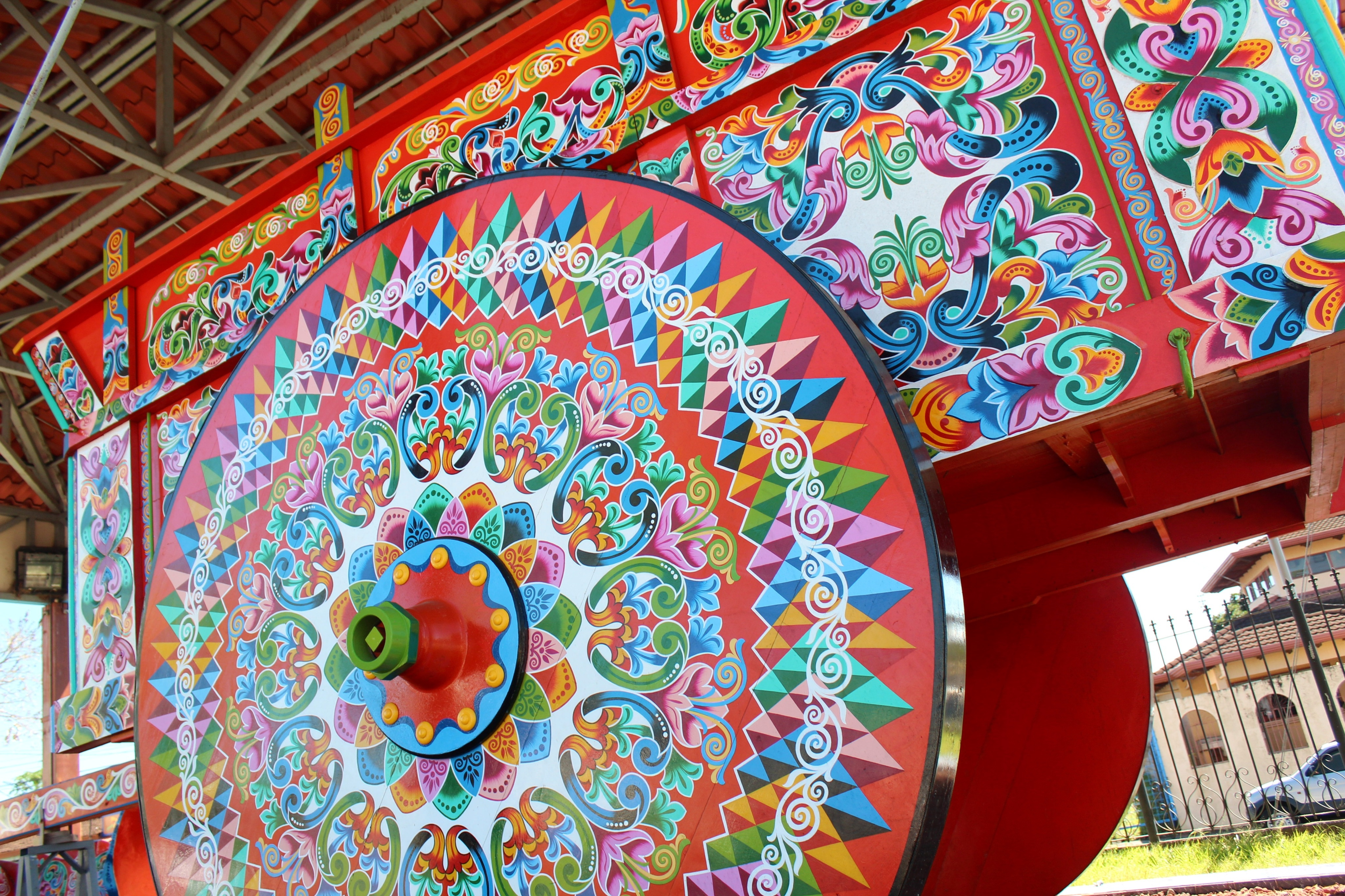
Carreta típica costarricense.

La tradicional carreta de bueyes pintada de forma característica es el tipo de artesanía más famoso de Costa Rica. Desde mediados del siglo XIX, las carretas de bueyes eran utilizadas para transportar el grano de café desde el Valle Central de Costa Rica, en las montañas, a Puntarenas, en la costa del Pacífico, de donde se exportaba al exterior, en un viaje plagado de peligros que podía durar entre 10 y 15 días. Durante el siglo XIX y gran parte del siglo XX, el café fue el principal motor del desarrollo económico nacional. Las carretas de bueyes se caracterizan por ruedas en forma de disco, sin radios, para avanzar en medio del fango sin atascarse. En muchos casos, las carretas de bueyes eran el único medio de transporte de una familia y simbolizaban su estatuto social.
La tradición de pintar y engalanar las carretas comenzó a principios del siglo XX. Su arte se caracteriza por la decoración con figuras geométricas y puntas de estrella. Originalmente, cada región de Costa Rica tenía su propio diseño, lo que permitía identificar el origen del boyero por los motivos pintados en las ruedas. A principios del siglo XX, flores, rostros y paisajes en miniatura empezaron aparecer al lado de los motivos que representaban estrellas puntiagudas. Se organizaron concursos anuales para premiar a los artistas más creativos, costumbre que perdura hoy día. Los segundos domingos del mes de marzo, se celebra en el cantón de Escazú el Día Nacional del Boyero y la Carreta costarricenses.
La tradición del boyeo y la carreta típica costarricense es Obra Maestra del Patrimonio Oral e Inmaterial de la Humanidad de la Unesco desde el 24 de noviembre de 2005. La carreta es uno de los símbolos patrios de Costa Rica, dado que representa la cultura de la paz y el trabajo del costarricense, la humildad, la paciencia, el sacrificio, y la constancia en el afán por alcanzar los objetivos trazados del pueblo costarricense.

#### Esferas de piedra

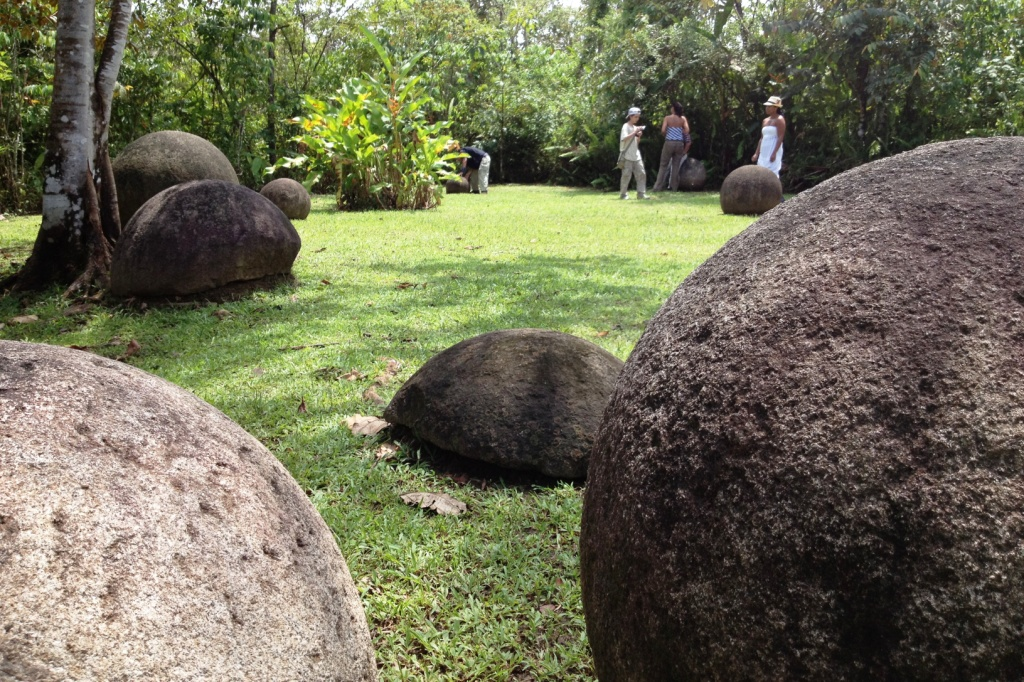
Parte de las esferas retornadas a Osa, en el Parque de las Esferas. Las esferas de piedra precolombinas son parte fundamental de la arqueología nacional y símbolo de la identidad costarricense.

En Costa Rica se han identificado 45 yacimientos de esferas de piedra, uno en el Pacífico norte, seis en la región Central, y el resto en el Pacífico sur, específicamente en la subregión Diquís, donde se han documentado unas 200 esferas, cuyo tamaño varía desde unos pocos centímetros hasta 2.5 metros, con pesos entre varios kilos hasta 30 toneladas, y que se caracterizan por la depuración en sus técnicas de producción. Dichas esferas comenzaron a elaborarse alrededor de 300 a 800 años de nuestra era, siendo los sitios más antiguos Bolas de Buenos Aires de Puntarenas y Piedra Pintada, en San Vito de Coto Brus. La región de Palmar Sur es un importante sitio arqueológico donde se hallan estas esferas. Su fabricación continuó hasta el periodo de los cacicazgos tardíos, en especial en el área del delta formado por los ríos Térraba y Sierpe, y se consideran distintivas de la llamada cultura del Diquís, y en la actualidad, son símbolos de identidad nacional. El 23 de junio de 2014, cuatro sitios arqueológicos costarricenses que contienen esferas de piedra, ubicados en la zona sur del país, fueron declarados Patrimonio de la Humanidad por la UNESCO, y el 16 de julio de 2014 fueron declaradas símbolo nacional de Costa Rica. Particularidades como la falta de información que date tanto de la época precolombina y colonial y que haya dado noticia de estas esferas, como la perfección de su forma, el gran tamaño de las mismas, la no presencia del material utilizado en la zona donde fueron ubicadas originalmente, la escabrosa topografía de la región, la falta de evidencia de las herramientas utilizadas en su elaboración y la especialización de sus técnicas de fabricación; han llevado a lanzar teorías sobre su existencia, la mayoría sin asidero científico que les dé sustento. En esta línea especulativa, se postula que son símbolos de poder, que tienen connotaciones religiosas, que están relacionadas con el ciclo agrícola, que son representaciones mitológicas de los astros y las constelaciones, que forman parte de calendarios astronómicos, que se utilizaron en la navegación, hasta significados mágicos y esotéricos.

### Patrimonio nacional

#### Cerámica nicoyana

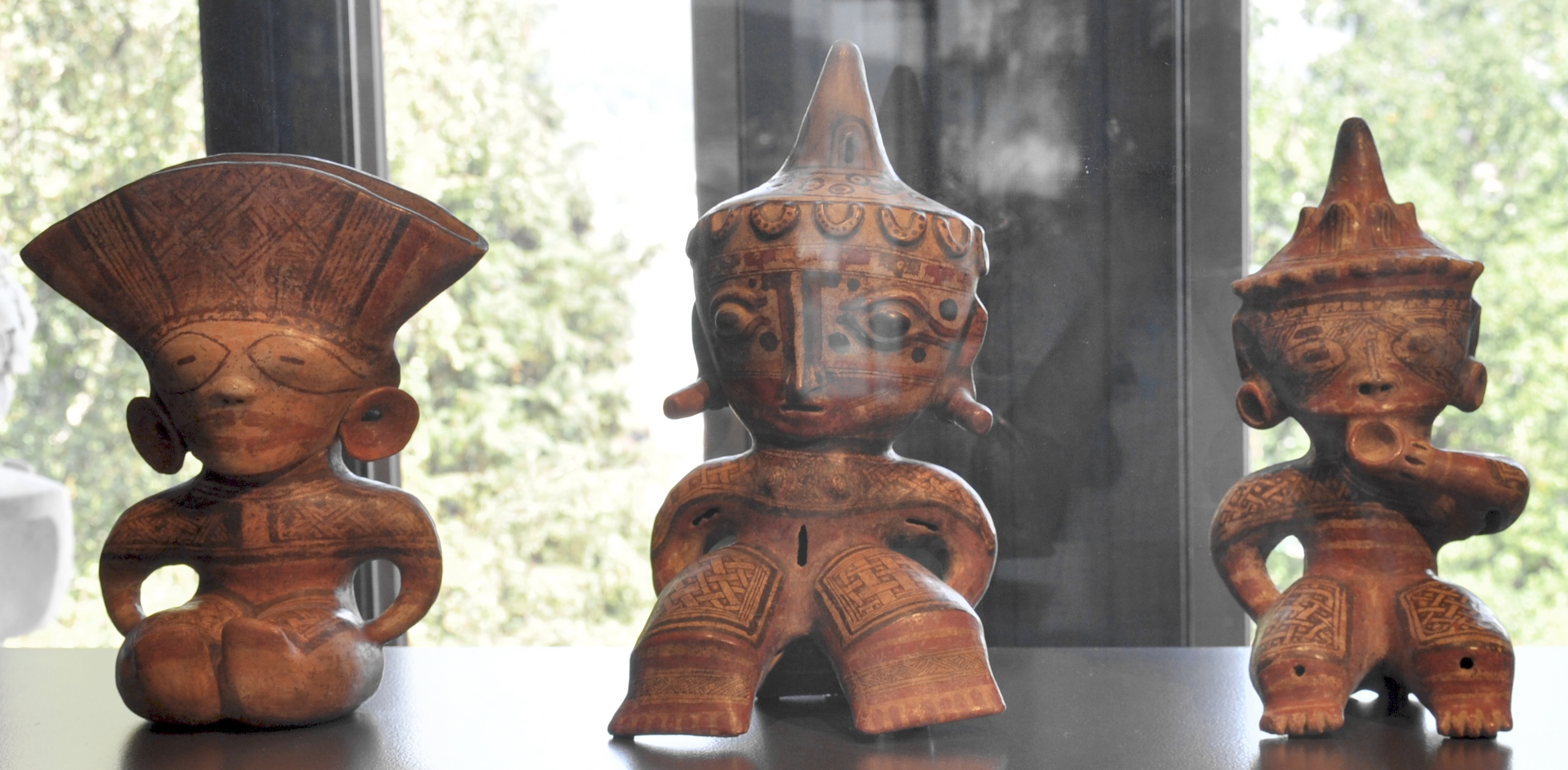
La cerámica chorotega de Guanacaste, que hoy aún se fabrica usando las mismas técnicas ancestrales, es patrimonio cultural inmaterial de Costa Rica.

La fabricación de objetos de cerámica en la provincia de Guanacaste, cuyo origen se remonta a la época precolombina, es patrimonio cultural inmaterial de esta provincia desde el 14 de agosto de 2013 mediante decreto ejecutivo N°37824-C. La tradición fue iniciada por las culturas precolombinas que habitaron esta región, e incluso fue utilizada como preciado bien de intercambio comercial con otras regiones de Mesoamérica, Sudamérica y dentro del territorio nacional. Se le considera el arte más representativo de la cultura de la Gran Nicoya. Estos objetos son piezas artesanales de cerámica policromada con motivos chorotegas, confeccionadas a mano con elementos naturales que se mezclan con agua y arcilla para obtener sus colores característicos.
Las técnicas para la fabricación de la cerámica nicoyana han persistido hasta la actualidad y son utilizadas por los artesanos guanacastecos para elaborar las piezas modernas, que son consideradas las únicas artesanías con registro de denominación de origen protegida en América Central desde 2017. Esta tradición milenaria se mantiene vigente principalmente en las comunidades guanacastecas de Guaitil de Santa Cruz, y en las poblaciones nicoyanas de Las Pozas y San Vicente.

### Festividades

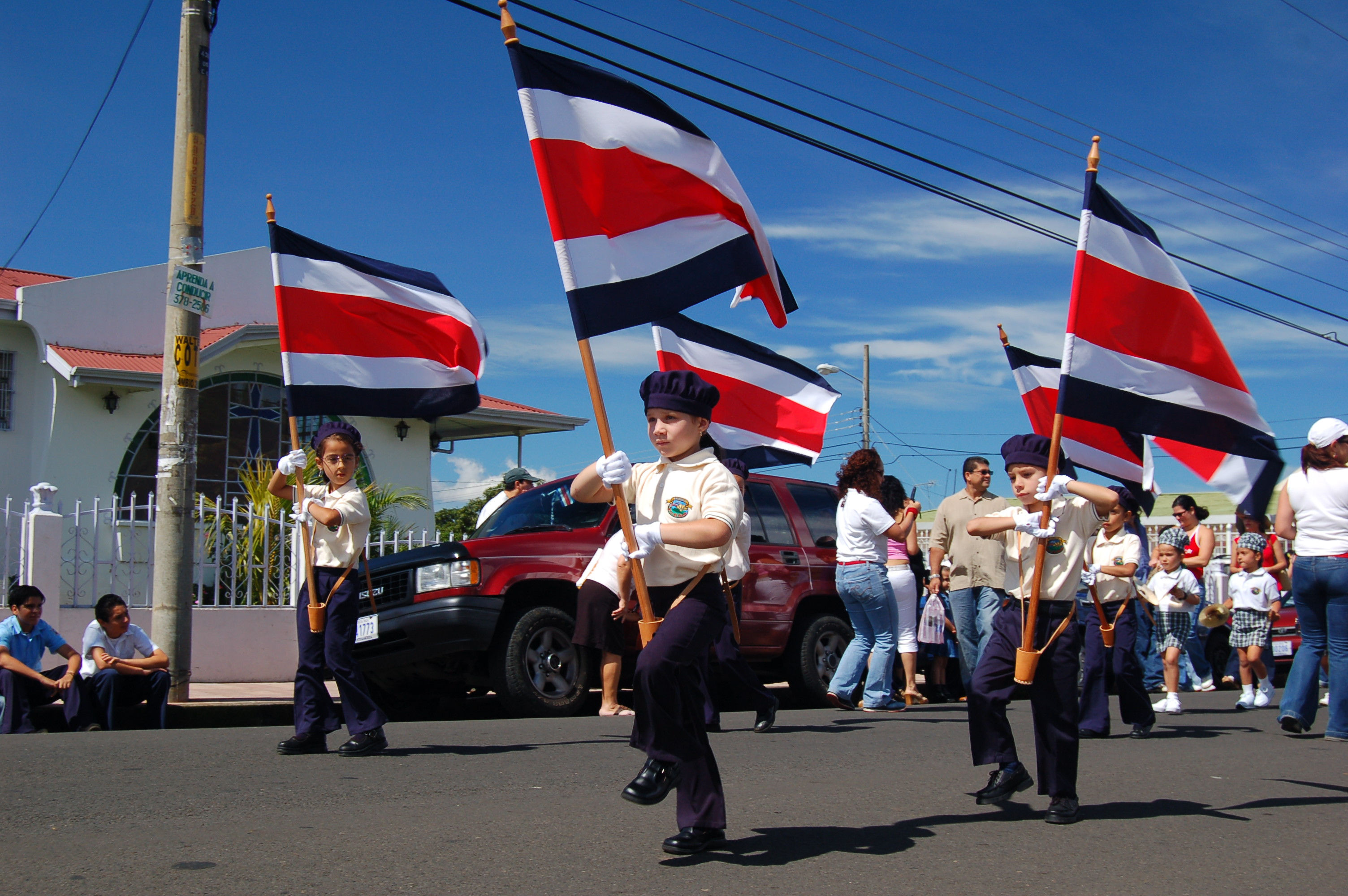
Desfile del 15 de septiembre, Día de la Independencia.

| Fecha                   | Festividad                                               | Nombre local                               | Feriado por ley |
| ----------------------- | -------------------------------------------------------- | ------------------------------------------ | --------------- |
| 1 de enero              | Año Nuevo                                                | Año Nuevo                                  | Sí              |
| marzo - abril           | Jueves Santo                                             | Jueves Santo                               | Sí              |
| marzo - abril           | Viernes Santo                                            | Viernes Santo                              | Sí              |
| marzo - abril           | Domingo de Resurrección                                  | Domingo de Resurrección                    | Sí              |
| 20 de marzo             | Batalla de Santa Rosa                                    | Batalla de Santa Rosa                      | No              |
| 11 de abril             | Batalla de Rivas                                         | Día de Juan Santamaría                     | Sí              |
| 1 de mayo               | Día del trabajador                                       | Día del Trabajador                         | Sí              |
| Tercer domingo de junio | Día del Padre                                            | Día del Padre                              | No              |
| 25 de julio             | Anexión del Partido de Nicoya a Costa Rica               | Anexión del Partido de Nicoya a Costa Rica | Sí              |
| 2 de agosto             | Día de la Virgen de los Ángeles                          | Día de la Virgen de los Ángeles            | Sí              |
| 15 de agosto            | Día de la Madre                                          | Día de la Madre                            | Sí              |
| 24 de agosto            | Día de los Parques nacionales                            | Día de los Parques nacionales              | No              |
| 31 de agosto            | Día de la Persona Negra y la Cultura Afrocostarricense   | Día del Negro                              | No              |
| 9 de septiembre         | Día del Niño (a)                                         | Día del Niño (a)                           | No              |
| 15 de septiembre        | Día de la Independencia                                  | Día de la Independencia                    | Sí              |
| 12 de octubre           | Día del encuentro de las Culturas & Día de la Hispanidad | Día del encuentro de las Culturas          | No              |
| 1 de diciembre          | Día de la Abolición del Ejército                         | Día de la Abolición del Ejército           | Sí              |
| 25 de diciembre         | Natividad del Señor                                      | Navidad                                    | Sí              |

## Ciencia y tecnología

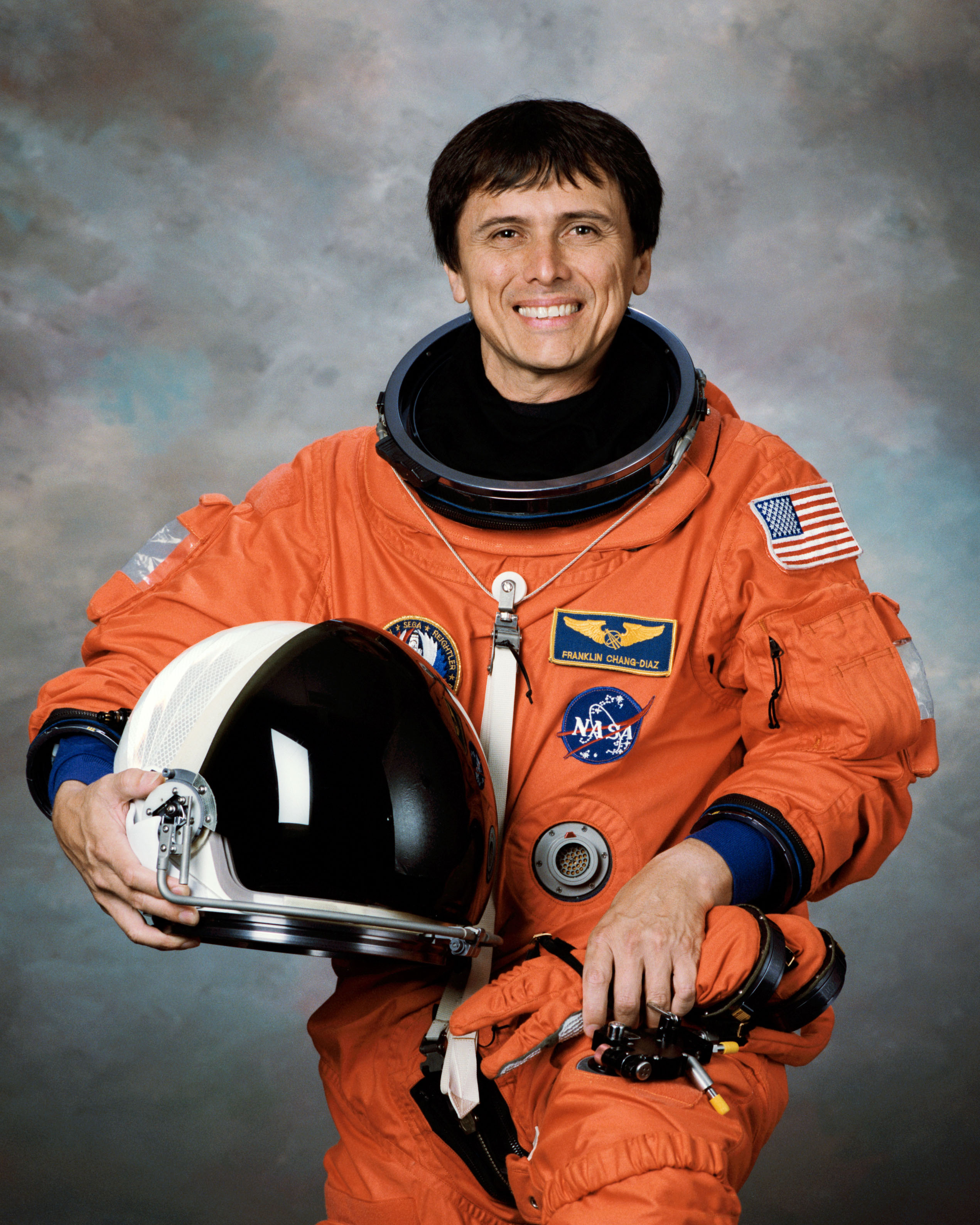
Franklin Chang, primer astronauta costarricense.

El desarrollo científico y tecnológico en Costa Rica ha representado un importante aporte a la identidad nacional. Muchos de los proyectos de investigación científica y tecnológica costarricense se realizan en las universidades nacionales, principalmente en la Universidad de Costa Rica, la Universidad Nacional de Costa Rica y el Instituto Tecnológico de Costa Rica, así como en diversas entidades privadas que desarrollan alta tecnología, en gran parte para la exportación. A nivel estatal, el país cuenta con el Ministerio de Ciencia, Tecnología y Telecomunicaciones (MICITT), y un Consejo Nacional para Investigaciones Científicas y Tecnológicas que fomenta la investigación científica. De acuerdo con Scopus, Costa Rica se ubica en el lugar 92 a nivel mundial en materia de publicaciones científicas, ocupando el undécimo lugar en América Latina y el primero en América Central. Entre las disciplinas científicas, se han desarrollado fuertemente la biología y muchas de sus ramas, como la zoología, la botánica, la ecología, la etología, la conservación, así como la genética, la nanotecnología y la biotecnología. 
Según el Índice mundial de innovación, a cargo de la Organización Mundial de la Propiedad Intelectual, en 2024, Costa Rica se ubicó en lugar 70 en innovación entre 133 países del mundo; mientras que en 2023 ocupó el lugar 74 y el lugar 68 en 2022.

## Deportes

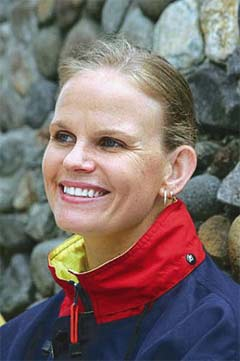
Claudia Poll, medallista olímpica de Costa Rica (oro, 1996; bronce, 2000).

Los deportes más practicados en el país son el atletismo, ciclismo y natación. Costa Rica participó por primera vez en los Juegos Olímpicos en 1936, y ha asistido a las justas de verano de forma ininterrumpida desde 1964. Los más grandes logros del deporte costarricense han sido en la natación con 4 medallas olímpicas: una medalla de oro (Juegos Olímpicos de Atlanta 1996) y dos medallas de bronce (Juegos Olímpicos de Sídney 2000), obtenidas por Claudia Poll Ahrens, y una medalla de plata (Juegos Olímpicos de Seúl 1988) obtenida por Sylvia Poll Ahrens.
El fútbol es un deporte muy popular y a nivel profesional está regulado por la Federación Costarricense de Fútbol. La selección de fútbol de Costa Rica ha asistido a seis Copas del Mundo: Italia 1990, Corea-Japón 2002, Alemania 2006, Brasil 2014 donde fue su participación más destacada llegando a los cuartos de final, también clasificó a Rusia 2018 y a Catar 2022. La Selección Sub-20 ha clasificado a 7 Copas del Mundo, con su mejor posición en Egipto 2009 (cuarta). La Selección Sub-17 ha logrado clasificarse a 9 Copas del Mundo y la Selección Olímpica lo ha hecho en 3 oportunidades. La Selección femenina de fútbol de Costa Rica es una de las potencias en el área. Ha logrado clasificarse a 5 mundiales (4 menores y uno mayor): Nueva Zelanda 2008, Alemania 2010, Costa Rica 2014, en la que fue sede, Canadá 2014 y Canadá 2015. En el fútbol local destacan clubes como el Deportivo Saprissa, Liga Deportiva Alajuelense, Club Sport Herediano y Club Sport Cartaginés que a su vez son considerados los equipos con más tradición en el país.
El baloncesto también es muy practicado en todos los rincones del país. La Liga de Baloncesto Superior de Costa Rica es la máxima categoría del baloncesto costarricense. La Liga de Baloncesto Superior fue creada en el año 2005 por la Federación Costarricense de Baloncesto, (FECOBA). La LBS, sustituyó al Campeonato Nacional de Baloncesto de primera división, que inició desde 1933. La LBS fue introducida durante el mandato del señor Heiner Ugalde, presidente de la Federación.
En boxeo destacan Jesús Tuzo Portuguez, miembro de la Galería Costarricense del Deporte, del Comité Mundial de Boxeo y del Salón de la Fama del Consejo Mundial de Boxeo. Entre los boxeadores históricos destacados se encuentran Isaac Marín, Álvaro Rojas Delgado, Orlando Hernández Bonilla y Humberto Aranda. En 2015, Bryan Tiquito Vázquez fue campeón mundial interino en las 130 libras de la AMB. En la rama femenina, Costa Rica ha obtenido campeonatos mundiales con Hanna Gabriel (147 y 154 libras de la OMB, 2009 y 2010), y Yokasta Valle (102 y 105 libras de la FIB, 2016 y 2019 respectivamente). A nivel del boxeo aficionado, David Medallita Jiménez obtuvo medalla de bronce en el Campeonato Mundial de Boxeo Aficionado Kazajistán 2013, la única presea en su tipo para el país en esta disciplina.
El béisbol es un deporte minoritario, el mayor recinto para la práctica del béisbol es el estadio Antonio Escarré, seguido por el estadio Big Boy de Limón y el parque metropolitano La Sabana. Los equipos que han ganado más campeonatos son las novenas de Limón (7), U.I.A (7) y Glidden (4). El pelotero histórico más destacado es Donald Hawling Shaw, lanzador limonense quien jugara en forma profesional en Estados Unidos con Dodgers (1950) Yankees (1954) y Buffalo, y considerado el mejor beisbolista de la historia nacional.
El ajedrez, el país ha contado con dos grandes maestros internacionales: Alejandro Ramírez Álvarez y Bernal González Acosta. En Costa Rica se celebra la Copa del Café, un torneo de tenis grado 1 jugado cada mes de enero en San José. Es el Torneo Júnior de la ITF más antiguo en América Latina y cada año recibe entradas por parte de más de 40 países.
El surf ha mostrado importante crecimiento. Costa Rica se proclamó campeón mundial de este deporte al ganar los World Surfing Games 2015 de la Asociación Internacional de Surf. Algunos surfistas destacados de Costa Rica son Brisa Hennessy, Leilani McGonagle y Carlos «Cali» Muñoz. Costa Rica fue sede de este mismo torneo en 2016, disputado en Jacó, en el cual logró la medalla de bronce por equipos.